# ماك بوك برو (المعتمد على إنتل)
ماك بوك برو (المعتمد على إنتل) هو جهاز سابق من أجهزة ماكنتوش الكمبيوتر المحمولة التي تم بيعها بواسطة أبل. من عام 2006 إلى عام 2021. كان النموذج الأعلى في عائلة ماك بوك، حيث كان يقع فوق ماك بوك البلاستيكي منخفض التكلفة وماك بوك آير فائق النقل، وتم بيعه بشاشات تتراوح من 13 بوصة إلى 17 بوصة.
تم إطلاق خط ماك بوك برو في عام 2006 كبديل يعتمد على إنتل لخط باور بوك. استخدم أول ماك بوك برو هيكلًا من الألومنيوم مشابهًا لباور بوك جي 4، ولكنه استبدل شرائح PowerPC G4 بمعالجات نواة إنتل، وأضاف كاميرا ويب، وقدم موصل الطاقة ماج سيف. تم تقديم نموذج Unibody في أكتوبر 2008، والذي سمي بذلك لأن هيكله تم تشكيله من قطعة واحدة من الألومنيوم. كان يحتوي على شاشة أرق ومستوية، ولوحة لمس معاد تصميمها حيث كانت السطح بأكمله يتكون من زر قابل للنقر، ولوحة مفاتيح معاد تصميمها.
تم إطلاق ماك بوك برو رتينا في عام 2012: كان أرق، وجعل وسيط تخزين ذو حالة ثابتة (SSD) قياسيًا، وأضاف واجهة متعددة الوسائط عالية الوضوح، وشمل شاشة عالية الدقة رتينا. أزال منافذ إيثرنت وفاير واير ومحرك الأقراص الضوئية. تم إطلاق ماك بوك برو شريط اللمس - الذي سمي بذلك بسبب شريط شريط اللمس الذي يحتوي على مستشعر بصمة اللمس - في أكتوبر 2016، واعتمد النمط سي من الناقل التسلسلي العام لجميع منافذ البيانات والطاقة وشمل لوحة مفاتيح ذات آلية "فراشة" أقل عمقًا. قدمت مراجعة نوفمبر 2019 لماك بوك برو شريط اللمس لوحة مفاتيح Magic Keyboard، التي استخدمت آلية مقصية.
تم استبدال ماك بوك برو المعتمد على إنتل بماك بوك برو (معالجات أبل الخاصة) بدءًا من عام 2020 كجزء من Mac transition to أبل silicon ‏. في 10 نوفمبر 2020، أوقفت أبل بيع نموذج 13 بوصة ذو المنفذين بعد إطلاق نموذج جديد يعتمد على أبل ام 1. تم إيقاف بيع نماذج 16 بوصة و13 بوصة ذات المنافذ الأربعة في 18 أكتوبر 2021، بعد إطلاق نماذج 14 بوصة و16 بوصة تعتمد على M1 برو وM1 Max.

## ماك بوك برو الومنيوم (2006–2008)
تم الإعلان عن أول ماك بوك برو 15 بوصة في 10 يناير 2006 بواسطة ستيف جوبز في Macworld Conference & Expo. تم الكشف عن نموذج 17 بوصة في 24 أبريل 2006. كان التصميم الأول إلى حد كبير امتدادًا لباور بوك جي 4، ولكنه يستخدم معالجات نواة إنتل بدلاً من شرائح PowerPC G4. يزن ماك بوك برو 15 بوصة نفس وزن باور بوك جي 4 15 بوصة من الألومنيوم، ولكنه أعمق بـ 0.1 بوصة (0.25 سـم)، وأوسع بـ 0.4 بوصة (1.0 سـم)، وأقل سماكة بـ 0.1 بوصة (0.25 سـم). تشمل التغييرات الأخرى من باور بوك كاميرا ويب iSight مدمجة وإضافة ماج سيف، وهو موصل طاقة مغناطيسي مصمم للانفصال بسهولة عند السحب. تم لاحقًا نقل هذه الميزات إلى ماك بوك. تم تصغير محرك الأقراص الضوئية ليتناسب مع ماك بوك برو الأقل سماكة؛ يعمل بشكل أبطأ من محرك الأقراص الضوئية في باور بوك جي 4 ولا يمكنه الكتابة على أقراص دي في دي.
تأتي كل من نماذج ماك بوك برو الأصلية 15 و17 بوصة بفتحات ExpressCard/34، والتي تحل محل فتحات بطاقة الحاسوب الشخصي الموجودة في باور بوك جي 4. احتفظت النماذج الأولية 15 بوصة من الألومنيوم بمنفذي USB 2.0 ومنفذ فاير واير 400 ولكنها أزالت فاير واير 800، حتى تمت استعادتها في مراجعة لاحقة، بينما تحتوي نماذج 17 بوصة على منفذ USB 2.0 إضافي، بالإضافة إلى منفذ فاير واير 800 المفقود من النماذج الأولية 15 بوصة. تضمنت جميع النماذج الآن 802.11a/b/g. تضمنت النماذج اللاحقة دعمًا لمواصفات المسودة 2.0 من 802.11n وبلوتوث 2.1.

### التحديثات
قامت أبل بتحديث خط ماك بوك برو بالكامل في 24 أكتوبر 2006، لتشمل معالجات نواة إنتل 2 Duo التي كانت أول معالجات 64 بت في ماك بوك برو. تم مضاعفة سعة الذاكرة لكل نموذج، حيث وصلت إلى 2 جيجابايت للنماذج العالية المواصفات من 15 و17 بوصة. تمت إضافة منفذ فاير واير 800 إلى نماذج 15 بوصة وزيادة سعة القرص الصلب أيضًا.
تلقى خط ماك بوك برو تحديثًا ثانيًا في 5 يونيو 2007، مع معالجات رسومية جديدة من إنفيديا جيفورس 8600M GT وخيارات معالجات أسرع. تمت إضافة إضاءة خلفية LED لشاشة نموذج 15 بوصة، وتم تقليل وزنه من 5.6 رطل (2.5 كـغ) إلى 5.4 رطل (2.4 كـغ). بالإضافة إلى ذلك، تم زيادة سرعة الناقل الأمامي من 667 إلى 800 ميغاهرتز. كما أصبح نظام EFI أيضًا 64 بت لأول مرة.
في 1 نوفمبر 2007، أضافت أبل خيار معالج سنترينو Core 2 Duo بسرعة 2.6 غيغاهرتز بالإضافة إلى إعادة تكوين خيارات القرص الصلب. كما تلقى لوحة المفاتيح عدة تغييرات لتشبه بشكل وثيق تلك التي كانت تأتي مع iMac، وذلك بإضافة نفس الاختصارات للتحكم في الوسائط المتعددة، وإزالة لوحة الأرقام المدمجة وشعار أبل من أزرار مفتاح أوامر.
في 26 فبراير 2008، تم تحديث خط ماك بوك برو مرة أخرى. تمت إضافة إضاءة خلفية LED كخيار لنموذج 17 بوصة. تم تحديث المعالجات إلى نوى "Penryn"، التي تم بناؤها باستخدام تقنية 45 نانومتر (بعد أن كانت تستخدم نوى "Merom" بتقنية 65 نانومتر)، وتم زيادة سعة القرص الصلب والذاكرة. تمت إضافة إمكانيات اللمس المتعدد، التي تم تقديمها لأول مرة مع ماك بوك آير في وقت سابق من ذلك العام، إلى لوحة اللمس.
تم إيقاف تصميم الهيكل الأصلي في 14 أكتوبر 2008 لنموذج 15 بوصة، وفي 6 يناير 2009 لنموذج 17 بوصة.

### الاستقبال
أشاد بعض المراجعين بماك بوك برو الأصلي لمضاعفة أو زيادة سرعته ثلاث مرات مقارنة بباور بوك جي 4 في بعض المجالات. على سبيل المثال، كان برنامج سينما فور دي XL أسرع بثلاث مرات (2.3 مرة أسرع)، وكان وقت التمهيد أكثر من الضعف. تفوق ماك بوك برو بشكل عام على باور بوك جي 4 في اختبارات أدوات تحليل الأداء XBench وCinebench. أشاد المراجعون بسطوع الشاشة الأقصى، الذي كان أكثر سطوعًا بنسبة 67% من باور بوك جي 4؛ وزوايا الرؤية الأفقية الممتازة؛ وخيارات الشاشة غير اللامعة؛ والألوان الزاهية والواضحة والحقيقية. على الرغم من أن الشاشة قدمت عددًا أقل من البكسلات العمودية، وصف أحد المراجعين الشاشة بأنها "لا تقل عن كونها رائعة". أشاد المراجعون بمحول الطاقة الجديد ماج سيف، على الرغم من أن أحد المراجعين قال إنه كان ينفصل بسهولة في بعض الحالات. كما أشادوا بلوحة المفاتيح المضاءة خلفيًا، ولوحة اللمس الكبيرة، وعمل الجهاز الهادئ بشكل شبه كامل. كما قدم الكمبيوتر المحمول الجديد أداء لاسلكيًا أفضل.
انتقد أحد المراجعين قرار تقليل سرعة بطاقة الرسومات ATI Mobility Radeon X1600 بنحو 30% من سرعتها الأصلية. كما لوحظ أن الكمبيوتر المحمول يعمل بحرارة. اشتكى المستخدمون من أن ترقية ذاكرة النظام كانت أكثر صعوبة مقارنة بأجهزة أبل المحمولة القديمة. نظرًا لأن أبعاد ماك بوك برو 15 بوصة تم تعديلها قليلاً من باور بوك جي 4 15 بوصة، فإن الملحقات القديمة مثل أغلفة الكمبيوتر المحمول لم تكن تعمل مع النماذج الجديدة. لاحظ بعض المستخدمين وميضًا طفيفًا عند ضبط الشاشة على إعدادات سطوع أقل. زادت أبل من سعة البطارية بمقدار 10 واط ساعة، من 50 في باور بوك جي 4 إلى 60، ولكن معالج Core Duo الأكثر قوة تطلب طاقة أكبر. لذلك ظلت عمر البطارية كما هو في النماذج السابقة، حوالي ثلاث ساعات أو أكثر.

### مشاكل معالجات الرسومات في نماذج 2007–2008
أبلغ عن فشل في نماذج ماك بوك برو المصنوعة من 2007 إلى أوائل 2008 (15 بوصة) / أواخر 2008 (17 بوصة) التي تستخدم شريحة إنفيديا 8600M GT ‏، حيث كان يحدث انفصال لـ GPU من حامل الشريحة، أو انفصال الشريحة من اللوحة المنطقية.[هل المصدر موثوق به؟] تم تخفيف المشكلة من قبل بعض المستخدمين عن طريق الحفاظ على الكمبيوتر المحمول أكثر برودة عن طريق استخدام أقل كثافة أو إعدادات بديلة للمروحة.[بحاجة لمصدر] تجاهلت أبل في البداية التقارير، قبل أن تعترف بالعطل واستبدال اللوحات المنطقية مجانًا لمدة تصل إلى 4 سنوات بعد تاريخ الشراء. كما أكدت إنفيديا المشكلة، وقامت سابقًا بتصنيع معالجات رسومات بديلة، قام بعض المستخدمين باستبدالها بأنفسهم.

### المواصفات الفنية
| تاريخ الإصدار                           | تاريخ الإصدار                           | 10 يناير 2006                                               | 10 يناير 2006                                               | 14 فبراير 2006                                              | 14 فبراير 2006                                              | 24 أبريل 2006                                                | 24 أكتوبر 2006                                                                          | 24 أكتوبر 2006                                                                          | 24 أكتوبر 2006                                                                          | 5 يونيو 2007                                                                                            | 5 يونيو 2007                                                                                            | 5 يونيو 2007                                                                                            | 26 فبراير 2008                                                                                          | 26 فبراير 2008                                                                                          | 26 فبراير 2008 | 14 أكتوبر 2008 |                       |            |
| تاريخ الإيقاف                           | تاريخ الإيقاف                           | 24 أكتوبر 2006                                              | 24 أكتوبر 2006                                              | 24 أكتوبر 2006                                              | 24 أكتوبر 2006                                              | 24 أكتوبر 2006                                               | 5 يونيو 2007                                                                            | 5 يونيو 2007                                                                            | 5 يونيو 2007                                                                            | 26 فبراير 2008                                                                                          | 26 فبراير 2008                                                                                          | 26 فبراير 2008                                                                                          | 14 أكتوبر 2008                                                                                          | 14 أكتوبر 2008                                                                                          | 14 أكتوبر 2008 | 6 يناير 2009 |                       |            |
| عدم الدعم                               | عدم الدعم                               | 25 فبراير 2014                                              | 25 فبراير 2014                                              | 25 فبراير 2014                                              | 25 فبراير 2014                                              | 25 فبراير 2014                                               | أكتوبر 2014                                                                             | أكتوبر 2014                                                                             | أكتوبر 2014                                                                             | أكتوبر 2018                                                                                             | أكتوبر 2018                                                                                             | أكتوبر 2018                                                                                             | أكتوبر 2018                                                                                             | أكتوبر 2018                                                                                             | أكتوبر 2018 | أكتوبر 2018 |                       |            |
| النموذج                                 | الاسم الشائع ورقم النموذج               | أوائل 2006 15 بوصة A1150                                    | أوائل 2006 15 بوصة A1150                                    | أوائل 2006 15 بوصة A1150                                    | أوائل 2006 15 بوصة A1150                                    | أوائل 2006 17 بوصة A1151                                     | أواخر 2006 15 بوصة A1211                                                                | أواخر 2006 15 بوصة A1211                                                                | أواخر 2006 17 بوصة A1212                                                                | منتصف 2007 وأواخر 2007 15 بوصة A1226                                                                    | منتصف 2007 وأواخر 2007 15 بوصة A1226                                                                    | منتصف 2007 وأواخر 2007 17 بوصة A1229                                                                    | أوائل 2008 15 بوصة A1260                                                                                | أوائل 2008 15 بوصة A1260                                                                                | أوائل وأواخر 2008 17 بوصة A1261                                                                                               | أوائل وأواخر 2008 17 بوصة A1261                                                                                               |                       |            |
| النموذج                                 | معرف النموذج                            | ماك بوكبرو1,1                                               | ماك بوكبرو1,1                                               | ماك بوكبرو1,1                                               | ماك بوكبرو1,1                                               | ماك بوكبرو1,2                                                | ماك بوكبرو2,2                                                                           | ماك بوكبرو2,2                                                                           | ماك بوكبرو2,1                                                                           | ماك بوكبرو3,1                                                                                           | ماك بوكبرو3,1                                                                                           | ماك بوكبرو3,1                                                                                           | ماك بوكبرو4,1                                                                                           | ماك بوكبرو4,1                                                                                           | ماك بوكبرو4,1 | ماك بوكبرو4,1 |                       |            |
| النموذج                                 | رقم طلب أبل                             | MA090                                                       | MA463                                                       | MA464 بعد 16 مايو 2006: MA600                               | MA601                                                       | MA092                                                        | MA609                                                                                   | MA610                                                                                   | MA611                                                                                   | MA895                                                                                                   | MA896                                                                                                   | MA897                                                                                                   | MB133                                                                                                   | MB134                                                                                                   | MB166 | MB766 |                       |            |
| الشاشة (غير لامعة أو لامعة)             | الشاشة (غير لامعة أو لامعة)             | 15.4" LCD {{time}} – unknown timezone (help)                | 15.4" LCD {{time}} – unknown timezone (help)                | 15.4" LCD {{time}} – unknown timezone (help)                | 15.4" LCD {{time}} – unknown timezone (help)                | 17" LCD {{time}} – unknown timezone (help)                   | 15.4" LCD {{time}} – unknown timezone (help)                                            | 15.4" LCD {{time}} – unknown timezone (help)                                            | 17" LCD {{time}} – unknown timezone (help)                                              | 15.4" LCD {{time}} – unknown timezone (help) مع إضاءة خلفية LED                                         | 15.4" LCD {{time}} – unknown timezone (help) مع إضاءة خلفية LED                                         | 17" CCFL {{time}} – unknown timezone (help) مع إضاءة خلفية CCFL                                         | 15.4" LCD {{time}} – unknown timezone (help) مع إضاءة خلفية LED                                         | 15.4" LCD {{time}} – unknown timezone (help) مع إضاءة خلفية LED                                         | 17" CCFL {{time}} – unknown timezone (help) مع إضاءة خلفية CCFL اختياري {{time}} – unknown timezone (help) مع إضاءة خلفية LED | 17" CCFL {{time}} – unknown timezone (help) مع إضاءة خلفية CCFL اختياري {{time}} – unknown timezone (help) مع إضاءة خلفية LED |                       |            |
| المعالج                                 | القياسي                                 | 1.67 GHz (L2400) نواة إنتل Duo Yonah                        | 1.83 GHz (T2400) نواة إنتل Duo Yonah                        | 2.0 GHz (T2500) نواة إنتل Duo Yonah                         | 2.16 GHz (T2600) نواة إنتل Duo Yonah                        | 2.16 GHz (T2600) نواة إنتل Duo Yonah                         | 2.16 GHz (T7400) نواة إنتل 2 Duo Merom                                                  | 2.33 GHz (T7600) نواة إنتل 2 Duo Merom                                                  | 2.33 GHz (T7600) نواة إنتل 2 Duo Merom                                                  | 2.2 GHz (T7500) نواة إنتل 2 Duo Merom                                                                   | 2.4 GHz (T7700) نواة إنتل 2 Duo Merom                                                                   | 2.4 GHz (T7700) نواة إنتل 2 Duo Merom                                                                   | 2.4 GHz (T8300) نواة إنتل 2 Duo Penryn                                                                  | 2.5 GHz (T9300) نواة إنتل 2 Duo Penryn                                                                  | 2.5 GHz (T9300) نواة إنتل 2 Duo Penryn                                                                                        | 2.5 GHz (T9300) نواة إنتل 2 Duo Penryn                                                                                        |                       |            |
| المعالج                                 | ذاكرة التخزين المؤقت L2                 | 2 MB                                                        | 2 MB                                                        | 2 MB                                                        | 2 MB                                                        | 2 MB                                                         | 4 MB                                                                                    | 4 MB                                                                                    | 4 MB                                                                                    | 4 MB | 4 MB | 4 MB | 3 MB | 6 MB | 6 MB | 6 MB |                       |            |
| المعالج                                 | الاختياري                               | —                                                           | —                                                           | —                                                           | —                                                           | —                                                            | —                                                                                       | —                                                                                       | —                                                                                       | — | بدءًا من 1 نوفمبر 2007: 2.6 GHz (T7800) Intel Core 2 Duo Merom                                           | بدءًا من 1 نوفمبر 2007: 2.6 GHz (T7800) Intel Core 2 Duo Merom                                           | 2.6 GHz (T9500) Intel Core 2 Duo Penryn 6 MB ذاكرة تخزين مؤقت L2                                        | 2.6 GHz (T9500) Intel Core 2 Duo Penryn 6 MB ذاكرة تخزين مؤقت L2                                        | 2.6 GHz (T9500) Intel Core 2 Duo Penryn 6 MB ذاكرة تخزين مؤقت L2                                                              | 2.6 GHz (T9500) Intel Core 2 Duo Penryn 6 MB ذاكرة تخزين مؤقت L2                                                              |                       |            |
| الناقل الأمامي                          | الناقل الأمامي                          | 667 MHz                                                     | 667 MHz                                                     | 667 MHz                                                     | 667 MHz                                                     | 667 MHz                                                      | 667 MHz                                                                                 | 667 MHz                                                                                 | 667 MHz                                                                                 | 800 MHz                                                                                                 | 800 MHz                                                                                                 | 800 MHz                                                                                                 | 800 MHz                                                                                                 | 800 MHz                                                                                                 | 800 MHz | 800 MHz |                       |            |
| الذاكرة                                 | القياسي                                 | 512 MB (اثنان 256 MB)                                       | 512 MB (اثنان 256 MB)                                       | 1 GB (اثنان 512 MB) بعد 16 مايو 2006: 512 MB (اثنان 256 MB) | 1 GB (اثنان 512 MB)                                         | 1 GB (اثنان 512 MB)                                          | 1 GB (اثنان 512 MB)                                                                     | 2 GB (اثنان 1 GB)                                                                       | 2 GB (اثنان 1 GB)                                                                       | 2 GB (اثنان 1 GB)                                                                                       | 2 GB (اثنان 1 GB)                                                                                       | 2 GB (اثنان 1 GB)                                                                                       | 2 GB (اثنان 1 GB)                                                                                       | 2 GB (اثنان 1 GB)                                                                                       | 2 GB (اثنان 1 GB) | 4 GB (اثنان 2 GB) |                       |            |
| الذاكرة                                 | الاختياري                               | قابل للتمديد إلى 2 GB                                       | قابل للتمديد إلى 2 GB                                       | قابل للتمديد إلى 2 GB                                       | قابل للتمديد إلى 2 GB                                       | قابل للتمديد إلى 2 GB                                        | قابل للتمديد إلى 4 GB، ولكن فقط 3 GB قابلة للعنونة                                      | قابل للتمديد إلى 4 GB، ولكن فقط 3 GB قابلة للعنونة                                      | قابل للتمديد إلى 4 GB، ولكن فقط 3 GB قابلة للعنونة                                      | قابل للتمديد إلى 6 GB                                                                                   | قابل للتمديد إلى 6 GB                                                                                   | قابل للتمديد إلى 6 GB                                                                                   | قابل للتمديد إلى 6 GB                                                                                   | قابل للتمديد إلى 6 GB                                                                                   | قابل للتمديد إلى 6 GB | قابل للتمديد إلى 6 GB |                       |            |
| الذاكرة                                 | التنسيق                                 | فتحتان لـ PC2-5300 DDR2 SDRAM (667 MHz)                     | فتحتان لـ PC2-5300 DDR2 SDRAM (667 MHz)                     | فتحتان لـ PC2-5300 DDR2 SDRAM (667 MHz)                     | فتحتان لـ PC2-5300 DDR2 SDRAM (667 MHz)                     | فتحتان لـ PC2-5300 DDR2 SDRAM (667 MHz)                      | فتحتان لـ PC2-5300 DDR2 SDRAM (667 MHz)                                                 | فتحتان لـ PC2-5300 DDR2 SDRAM (667 MHz)                                                 | فتحتان لـ PC2-5300 DDR2 SDRAM (667 MHz)                                                 | فتحتان لـ PC2-5300 DDR2 SDRAM (667 MHz)                                                                 | فتحتان لـ PC2-5300 DDR2 SDRAM (667 MHz)                                                                 | فتحتان لـ PC2-5300 DDR2 SDRAM (667 MHz)                                                                 | فتحتان لـ PC2-5300 DDR2 SDRAM (667 MHz)                                                                 | فتحتان لـ PC2-5300 DDR2 SDRAM (667 MHz)                                                                 | فتحتان لـ PC2-5300 DDR2 SDRAM (667 MHz)                                                                                       | فتحتان لـ PC2-5300 DDR2 SDRAM (667 MHz)                                                                                       |                       |            |
| الرسومات مع DVI ثنائي الرابط            | البطاقة                                 | ATI Mobility Radeon X1600                                   | ATI Mobility Radeon X1600                                   | ATI Mobility Radeon X1600                                   | ATI Mobility Radeon X1600                                   | ATI Mobility Radeon X1600                                    | ATI Mobility Radeon X1600                                                               | ATI Mobility Radeon X1600                                                               | ATI Mobility Radeon X1600                                                               | إنفيديا جيفورس 8600M GT                                                                                 | إنفيديا جيفورس 8600M GT                                                                                 | إنفيديا جيفورس 8600M GT                                                                                 | إنفيديا جيفورس 8600M GT                                                                                 | إنفيديا جيفورس 8600M GT                                                                                 | إنفيديا جيفورس 8600M GT | إنفيديا جيفورس 8600M GT |                       |            |
| الرسومات مع DVI ثنائي الرابط            | VRAM                                    | 128 أو 256 MB                                               | 128 أو 256 MB                                               | 256 MB                                                      | 256 MB                                                      | 256 MB                                                       | 128 أو 256 MB                                                                           | 128 أو 256 MB                                                                           | 128 أو 256 MB                                                                           | 128 أو 256 MB                                                                                           | 128 أو 256 MB                                                                                           | 128 أو 256 MB                                                                                           | 256 MB                                                                                                  | 512 MB                                                                                                  | 512 MB | 512 MB |                       |            |
| الرسومات مع DVI ثنائي الرابط            | نوع VRAM                                | GDDR3 SDRAM                                                 | GDDR3 SDRAM                                                 | GDDR3 SDRAM                                                 | GDDR3 SDRAM                                                 | GDDR3 SDRAM                                                  | GDDR3 SDRAM                                                                             | GDDR3 SDRAM                                                                             | GDDR3 SDRAM                                                                             | GDDR3 SDRAM                                                                                             | GDDR3 SDRAM                                                                                             | GDDR3 SDRAM                                                                                             | GDDR3 SDRAM                                                                                             | GDDR3 SDRAM                                                                                             | GDDR3 SDRAM | GDDR3 SDRAM |                       |            |
| القرص الصلب                             | القياسي (5,400 rpm)                     | 80 GB                                                       | 80 GB                                                       | 100 GB بعد 16 مايو 2006: 80 GB)                             | 100 GB                                                      | 120 GB                                                       | 120 GB                                                                                  | 120 GB                                                                                  | 160 GB                                                                                  | 120 GB                                                                                                  | 160 GB                                                                                                  | 160 GB                                                                                                  | 200 أو 250 GB                                                                                           | 200 أو 250 GB                                                                                           | 250 أو 320 GB | 320 GB |                       |            |
| القرص الصلب                             | الاختياري                               | 100 GB 7,200 rpm, 120 GB 5,400 rpm                          | 100 GB 7,200 rpm, 120 GB 5,400 rpm                          | 100 GB 7,200 rpm, 120 GB 5,400 rpm                          | 100 GB 7,200 rpm, 120 GB 5,400 rpm                          | 100 GB 7,200 rpm, 120 GB 5,400 rpm                           | 160 GB, 5,400 rpm, 200 GB 4,200 rpm                                                     | 160 GB, 5,400 rpm, 200 GB 4,200 rpm                                                     | 100 GB, 7,200 rpm, 200 GB 4,200 rpm                                                     | 160 GB 5400 rpm, 160 GB 7200 rpm, 200 GB 4200 rpm                                                       | 120 GB 5400 rpm, 160 GB 7200 rpm, 200 GB 4200 rpm                                                       | 120 GB 5400 rpm, 160 GB 7200 rpm, 200 GB 4200 rpm                                                       | 200 GB 7,200 rpm, 300 GB 4,200 rpm                                                                      | 200 GB 7,200 rpm, 300 GB 4,200 rpm                                                                      | 200 GB 7,200 rpm, 300 GB 4,200 rpm                                                                                            | 320 GB, 7,200 rpm |                       |            |
| القرص الصلب                             | التنسيق                                 | SATA I (1.5 Gbit/s)                                         | SATA I (1.5 Gbit/s)                                         | SATA I (1.5 Gbit/s)                                         | SATA I (1.5 Gbit/s)                                         | SATA I (1.5 Gbit/s)                                          | SATA I (1.5 Gbit/s)                                                                     | SATA I (1.5 Gbit/s)                                                                     | SATA I (1.5 Gbit/s)                                                                     | SATA I (1.5 Gbit/s)                                                                                     | SATA I (1.5 Gbit/s)                                                                                     | SATA I (1.5 Gbit/s)                                                                                     | SATA I (1.5 Gbit/s)                                                                                     | SATA I (1.5 Gbit/s)                                                                                     | SATA I (1.5 Gbit/s) | SATA I (1.5 Gbit/s) |                       |            |
| محرك الأقراص الضوئية                    | محرك الأقراص الضوئية                    | 4x Slot-loading سوبر درايف ‏ (DVD±RW/CD-RW)                  | 4x Slot-loading سوبر درايف ‏ (DVD±RW/CD-RW)                  | 4x Slot-loading سوبر درايف ‏ (DVD±RW/CD-RW)                  | 4x Slot-loading سوبر درايف ‏ (DVD±RW/CD-RW)                  | 8x Slot-loading سوبر درايف ‏ (DVD±R DL/DVD±RW/CD-RW)          | 8x Slot-loading سوبر درايف ‏ (DVD±R DL/DVD±RW/CD-RW)                                     | 8x Slot-loading سوبر درايف ‏ (DVD±R DL/DVD±RW/CD-RW)                                     | 8x Slot-loading سوبر درايف ‏ (DVD±R DL/DVD±RW/CD-RW)                                     | 8x Slot-loading سوبر درايف ‏ (DVD±R DL/DVD±RW/CD-RW)                                                     | 8x Slot-loading سوبر درايف ‏ (DVD±R DL/DVD±RW/CD-RW)                                                     | 8x Slot-loading سوبر درايف ‏ (DVD±R DL/DVD±RW/CD-RW)                                                     | 8x Slot-loading سوبر درايف ‏ (DVD±R DL/DVD±RW/CD-RW)                                                     | 8x Slot-loading سوبر درايف ‏ (DVD±R DL/DVD±RW/CD-RW)                                                     | 8x Slot-loading سوبر درايف ‏ (DVD±R DL/DVD±RW/CD-RW)                                                                           | 8x Slot-loading سوبر درايف ‏ (DVD±R DL/DVD±RW/CD-RW)                                                                           |                       |            |
| الاتصال                                 | الاتصال                                 | Wi-Fi 3 مدمج (802.11a/b/g) (كوالكوم Atheros AR5007 chipset) | Wi-Fi 3 مدمج (802.11a/b/g) (كوالكوم Atheros AR5007 chipset) | Wi-Fi 3 مدمج (802.11a/b/g) (كوالكوم Atheros AR5007 chipset) | Wi-Fi 3 مدمج (802.11a/b/g) (كوالكوم Atheros AR5007 chipset) | Wi-Fi 3 مدمج (802.11a/b/g) (كوالكوم Atheros AR5007 chipset)  | Wi-Fi 4 مدمج (802.11a/b/g و draft-n، n معطل افتراضيًا) (Qualcomm Atheros AR5008 chipset) | Wi-Fi 4 مدمج (802.11a/b/g و draft-n، n معطل افتراضيًا) (Qualcomm Atheros AR5008 chipset) | Wi-Fi 4 مدمج (802.11a/b/g و draft-n، n معطل افتراضيًا) (Qualcomm Atheros AR5008 chipset) | Wi-Fi 4 مدمج (802.11a/b/g و draft-n) (كوالكوم Atheros AR5008 أو Broadcom BCM4322 chipset، حسب المراجعة) | Wi-Fi 4 مدمج (802.11a/b/g و draft-n) (كوالكوم Atheros AR5008 أو Broadcom BCM4322 chipset، حسب المراجعة) | Wi-Fi 4 مدمج (802.11a/b/g و draft-n) (كوالكوم Atheros AR5008 أو Broadcom BCM4322 chipset، حسب المراجعة) | Wi-Fi 4 مدمج (802.11a/b/g و draft-n) (كوالكوم Atheros AR5008 أو Broadcom BCM4322 chipset، حسب المراجعة) | Wi-Fi 4 مدمج (802.11a/b/g و draft-n) (كوالكوم Atheros AR5008 أو Broadcom BCM4322 chipset، حسب المراجعة) | Wi-Fi 4 مدمج (802.11a/b/g و draft-n) (كوالكوم Atheros AR5008 أو Broadcom BCM4322 chipset، حسب المراجعة)                       | Wi-Fi 4 مدمج (802.11a/b/g و draft-n) (كوالكوم Atheros AR5008 أو Broadcom BCM4322 chipset، حسب المراجعة)                       |                       |            |
| الاتصال                                 | الاتصال                                 | بلوتوث 2.0 + EDR                                            | بلوتوث 2.0 + EDR                                            | بلوتوث 2.0 + EDR                                            | بلوتوث 2.0 + EDR                                            | بلوتوث 2.0 + EDR                                             | بلوتوث 2.0 + EDR                                                                        | بلوتوث 2.0 + EDR                                                                        | بلوتوث 2.0 + EDR                                                                        | بلوتوث 2.0 + EDR                                                                                        | بلوتوث 2.0 + EDR                                                                                        | بلوتوث 2.0 + EDR                                                                                        | بلوتوث 2.1 + EDR                                                                                        | بلوتوث 2.1 + EDR                                                                                        | بلوتوث 2.1 + EDR | بلوتوث 2.1 + EDR |                       |            |
| الاتصال                                 | الاتصال                                 | Gigabit Ethernet                                            |                                                             |                                                             |                                                             |                                                              |                                                                                         |                                                                                         |                                                                                         | | | | | | | |                       |            |
| الاتصالات الطرفية                       | الاتصالات الطرفية                       | 2x USB 2.0                                                  | 2x USB 2.0                                                  | 2x USB 2.0                                                  | 2x USB 2.0                                                  | 3x USB 2.0                                                   | 2x USB 2.0                                                                              | 2x USB 2.0                                                                              | 3x USB 2.0                                                                              | 2x USB 2.0                                                                                              | 2x USB 2.0                                                                                              | 3x USB 2.0                                                                                              | 2x USB 2.0                                                                                              | 2x USB 2.0                                                                                              | 3x USB 2.0 | 3x USB 2.0 | 3x USB 2.0            | 3x USB 2.0 |
| الاتصالات الطرفية                       | الاتصالات الطرفية                       | 1x فاير واير 400                                            | 1x فاير واير 400                                            | 1x فاير واير 400                                            | 1x فاير واير 400                                            | 1x فاير واير 400 و 1x فاير واير 800                          | 1x فاير واير 400 و 1x فاير واير 800                                                     | 1x فاير واير 400 و 1x فاير واير 800                                                     | 1x فاير واير 400 و 1x فاير واير 800                                                     | 1x فاير واير 400 و 1x فاير واير 800                                                                     | 1x فاير واير 400 و 1x فاير واير 800                                                                     | 1x فاير واير 400 و 1x فاير واير 800                                                                     | 1x فاير واير 400 و 1x فاير واير 800                                                                     | 1x فاير واير 400 و 1x فاير واير 800                                                                     | 1x فاير واير 400 و 1x فاير واير 800                                                                                           | 1x فاير واير 400 و 1x فاير واير 800                                                                                           |                       |            |
| الاتصالات الطرفية                       | الاتصالات الطرفية                       | مسرى البطاقة السريعة/34، DVI، مدخل/مخرج الصوت               |                                                             |                                                             |                                                             |                                                              |                                                                                         |                                                                                         |                                                                                         | | | | | | | |                       |            |
| نظام التشغيل                            | الحد الأدنى                             | Mac OS X 10.4 Tiger                                         | Mac OS X 10.4 Tiger                                         | Mac OS X 10.4 Tiger                                         | Mac OS X 10.4 Tiger                                         | Mac OS X 10.4 Tiger                                          | Mac OS X 10.4 Tiger                                                                     | Mac OS X 10.4 Tiger                                                                     | Mac OS X 10.4 Tiger                                                                     | Mac OS X 10.4 Tiger                                                                                     | Mac OS X 10.4 Tiger                                                                                     | Mac OS X 10.4 Tiger                                                                                     | Mac OS X 10.5 Leopard                                                                                   | Mac OS X 10.5 Leopard                                                                                   | Mac OS X 10.5 Leopard | Mac OS X 10.5 Leopard |                       |            |
| نظام التشغيل                            | أحدث إصدار                              | Mac OS X 10.6 Snow Leopard                                  | Mac OS X 10.6 Snow Leopard                                  | Mac OS X 10.6 Snow Leopard                                  | Mac OS X 10.6 Snow Leopard                                  | Mac OS X 10.6 Snow Leopard                                   | Mac OS X 10.7 Lion إذا تم تثبيت 2 GB RAM، وإلا Mac OS X 10.6 Snow Leopard               | Mac OS X 10.7 Lion إذا تم تثبيت 2 GB RAM، وإلا Mac OS X 10.6 Snow Leopard               | Mac OS X 10.7 Lion إذا تم تثبيت 2 GB RAM، وإلا Mac OS X 10.6 Snow Leopard               | OS X 10.11 El Capitan                                                                                   | OS X 10.11 El Capitan                                                                                   | OS X 10.11 El Capitan                                                                                   | OS X 10.11 El Capitan                                                                                   | OS X 10.11 El Capitan                                                                                   | OS X 10.11 El Capitan | OS X 10.11 El Capitan | OS X 10.11 El Capitan |            |
| البطارية (ليثيوم بوليمر، قابلة للإزالة) | البطارية (ليثيوم بوليمر، قابلة للإزالة) | 60 Wh                                                       | 60 Wh                                                       | 60 Wh                                                       | 60 Wh                                                       | 68 Wh                                                        | 60 Wh                                                                                   | 60 Wh                                                                                   | 68 Wh                                                                                   | 60 Wh                                                                                                   | 60 Wh                                                                                                   | 68 Wh                                                                                                   | 60 Wh                                                                                                   | 60 Wh                                                                                                   | 68 Wh | 68 Wh |                       |            |
| الوزن                                   | الوزن                                   | 5.6 رطل (2.5 كـغ)                                           | 5.6 رطل (2.5 كـغ)                                           | 5.6 رطل (2.5 كـغ)                                           | 5.6 رطل (2.5 كـغ)                                           | 6.8 رطل (3.1 كـغ)                                            | 5.6 رطل (2.5 كـغ)                                                                       | 5.6 رطل (2.5 كـغ)                                                                       | 6.8 رطل (3.1 كـغ)                                                                       | 5.4 رطل (2.4 كـغ)                                                                                       | 5.4 رطل (2.4 كـغ)                                                                                       | 6.8 رطل (3.1 كـغ)                                                                                       | 5.4 رطل (2.4 كـغ)                                                                                       | 5.4 رطل (2.4 كـغ)                                                                                       | 6.8 رطل (3.1 كـغ) | 6.8 رطل (3.1 كـغ) |                       |            |
| الأبعاد (العرض × العمق × السماكة)       | الأبعاد (العرض × العمق × السماكة)       | 14.1 بوصة (36 سـم) × 9.6 بوصة (24 سـم) × 1.0 بوصة (2.5 سـم) | 14.1 بوصة (36 سـم) × 9.6 بوصة (24 سـم) × 1.0 بوصة (2.5 سـم) | 14.1 بوصة (36 سـم) × 9.6 بوصة (24 سـم) × 1.0 بوصة (2.5 سـم) | 14.1 بوصة (36 سـم) × 9.6 بوصة (24 سـم) × 1.0 بوصة (2.5 سـم) | 15.4 بوصة (39 سـم) × 10.4 بوصة (26 سـم) × 1.0 بوصة (2.5 سـم) | 14.1 بوصة (36 سـم) × 9.6 بوصة (24 سـم) × 1.0 بوصة (2.5 سـم)                             | 14.1 بوصة (36 سـم) × 9.6 بوصة (24 سـم) × 1.0 بوصة (2.5 سـم)                             | 15.4 بوصة (39 سـم) × 10.4 بوصة (26 سـم) × 1.0 بوصة (2.5 سـم)                            | 14.1 بوصة (36 سـم) × 9.6 بوصة (24 سـم) × 1.0 بوصة (2.5 سـم)                                             | 14.1 بوصة (36 سـم) × 9.6 بوصة (24 سـم) × 1.0 بوصة (2.5 سـم)                                             | 15.4 بوصة (39 سـم) × 10.4 بوصة (26 سـم) × 1.0 بوصة (2.5 سـم)                                            | 14.1 بوصة (36 سـم) × 9.6 بوصة (24 سـم) × 1.0 بوصة (2.5 سـم)                                             | 14.1 بوصة (36 سـم) × 9.6 بوصة (24 سـم) × 1.0 بوصة (2.5 سـم)                                             | 15.4 بوصة (39 سـم) × 10.4 بوصة (26 سـم) × 1.0 بوصة (2.5 سـم)                                                                  | 15.4 بوصة (39 سـم) × 10.4 بوصة (26 سـم) × 1.0 بوصة (2.5 سـم)                                                                  |                       |            |

## الهيكل الموحد (2008–2012)

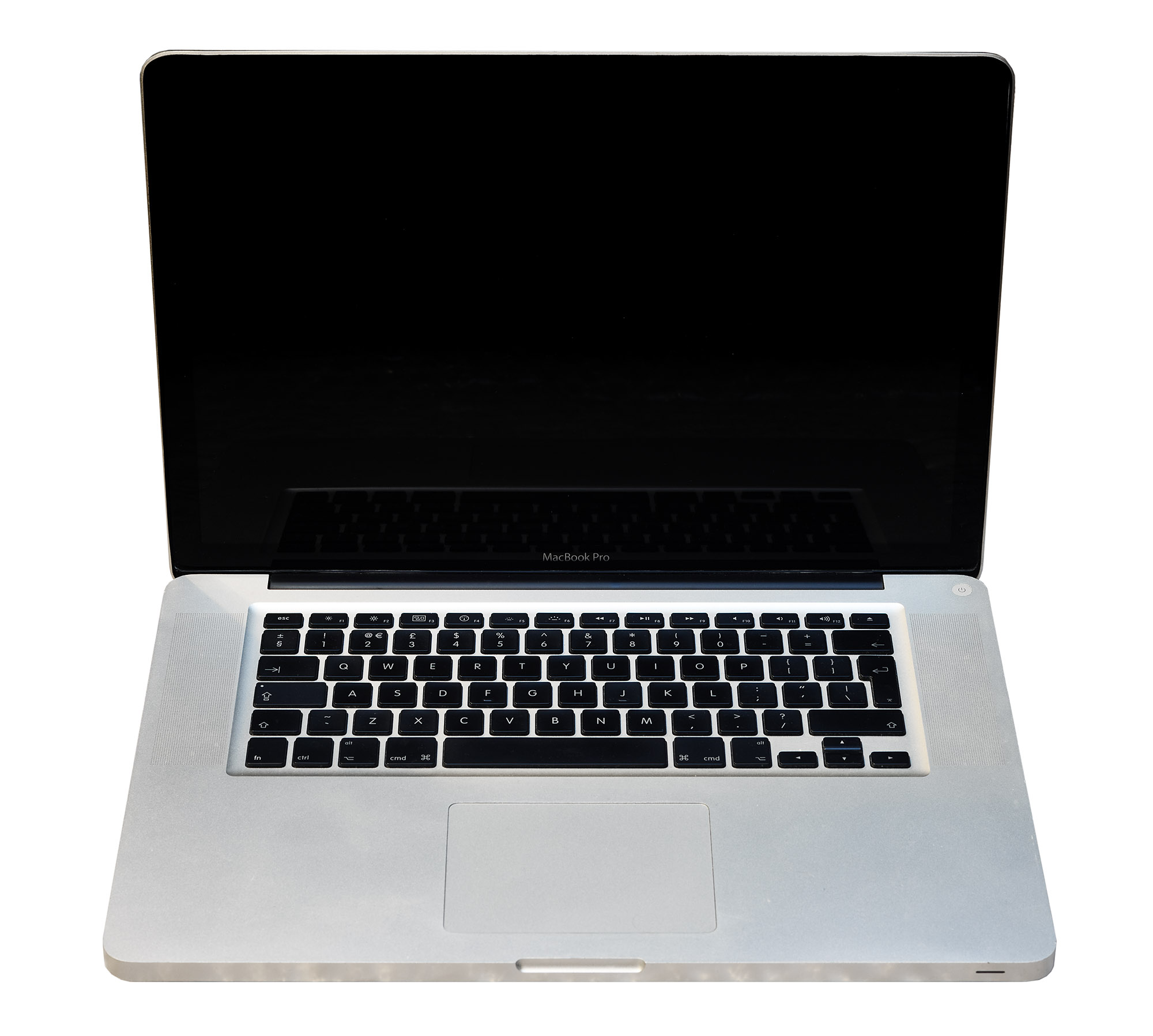
ماك بوك برو Unibody 15 بوصة

في 14 أكتوبر 2008، في حدث صحفي في حرم أبل، أعلن مسؤولو أبل عن إصدار جديد من ماك بوك برو 15 بوصة يتميز بـ"هيكل ألومنيوم" وجوانب مدببة مشابهة لتلك الموجودة في ماك بوك آير. قام المصممون بنقل جميع منافذ ماك بوك برو إلى الجانب الأيسر من الهيكل، ونقل فتحة محرك الأقراص الضوئية من الأمام إلى الجانب الأيمن، على غرار ماك بوك. كانت أجهزة ماك بوك برو الجديدة تحتوي على بطاقتي فيديو يمكن للمستخدم التبديل بينهما: إنفيديا جيفورس 9600M GT بسعة 256 أو 512 MB من الذاكرة المخصصة وبطاقة جيفورس 9400M بسعة 256 MB من الذاكرة المشتركة. على الرغم من إزالة منفذ فاير واير 400، بقي منفذ فاير واير 800. تم استبدال منفذ DVI بمنفذ Mini DisplayPort. جاء ماك بوك برو Unibody الأصلي ببطارية قابلة للإزالة من قبل المستخدم؛ حيث ادعت أبل أن البطارية تعمل لمدة خمس ساعات، بينما أشار أحد المراجعين إلى أن النتائج كانت أقرب إلى أربع ساعات في اختبار بطارية فيديو مستمر. قالت أبل أن البطارية ستحتفظ بـ 80% من شحنها بعد 300 عملية شحن.

### التصميم
يتبع تصميم ماك بوك برو Unibody إلى حد كبير تصميم iMac الأصلي من الألومنيوم وماك بوك آير. يتم تصنيع هيكل ماك بوك برو Unibody من كتلة واحدة من الألومنيوم وهو أقوى بكثير من سابقه. الشاشة لامعة للغاية ومغطاة بزجاج عاكس من الحافة إلى الحافة، بينما تتوفر خيارات غير لامعة مضادة للتوهج في نماذج 15 و17 بوصة حيث تتم إزالة لوحة الزجاج. يمكن استخدام لوحة اللمس بالكامل وتعمل كزر قابل للنقر. كما أن لوحة اللمس أكبر من تلك الموجودة في نماذج الألومنيوم، مما يوفر مساحة أكبر للتمرير وإيماءات اللمس المتعدد. عند تحديث الخط في أبريل 2010، تمت إضافة التمرير بالقصور الذاتي، مما جعل تجربة التمرير تشبه إلى حد كبير تلك الموجودة في iPhone وiPad. المفاتيح، التي لا تزال مضاءة خلفيًا، أصبحت الآن مطابقة لتلك الموجودة في لوحة المفاتيح القياسية من أبل ذات المفاتيح السوداء المنفصلة. تم استبدال مزلاج إطلاق الشاشة المادي في نماذج الألومنيوم بمزلاج مغناطيسي.

### التحديثات

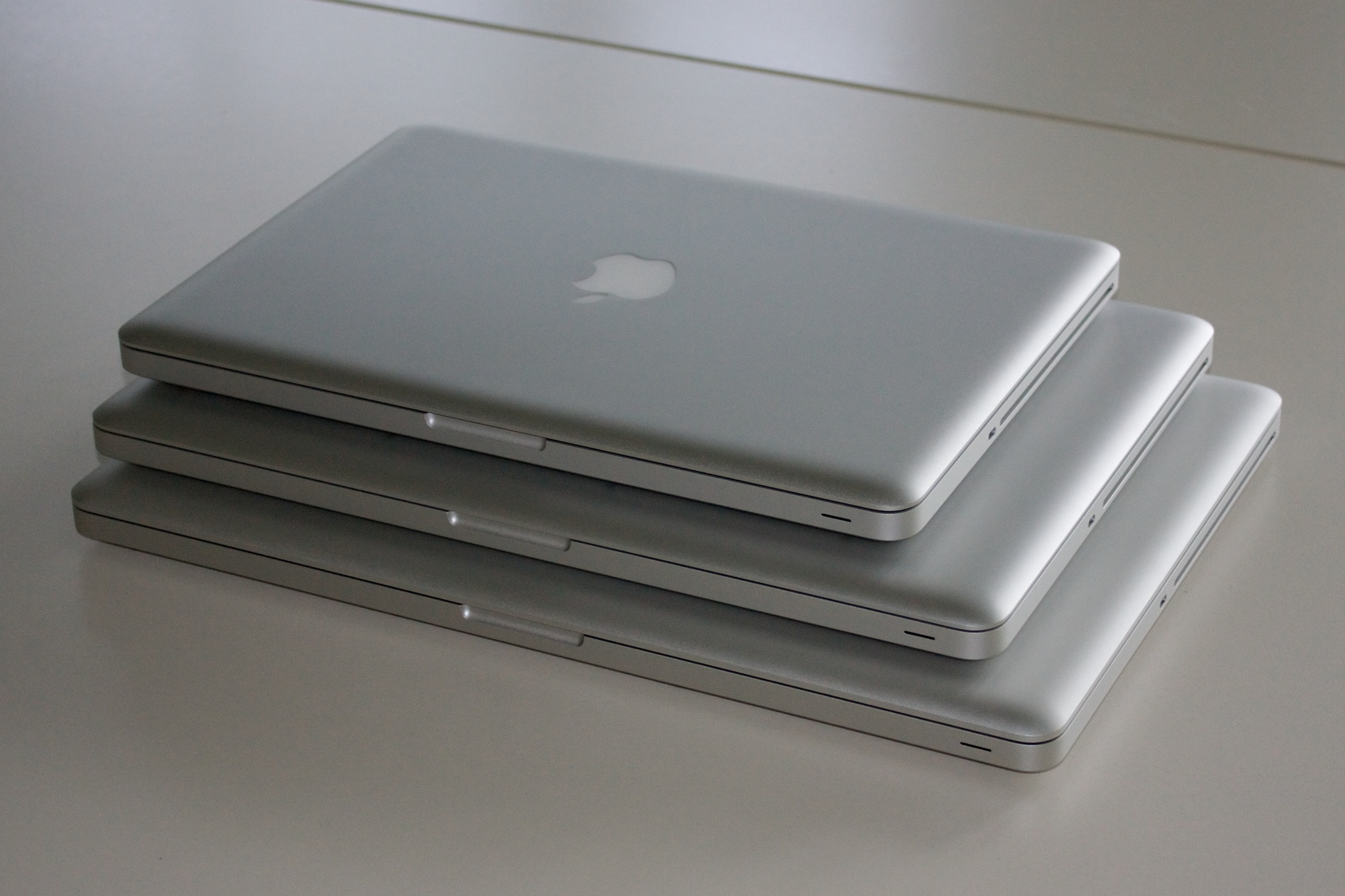
مقارنة حجم جهاز Unibody بأجهزة ماك بوك برو المحمولة

خلال الكلمة الرئيسية في MacWorld Expo في 6 يناير 2009، أعلن فيل شيلر عن إصدار 17 بوصة من ماك بوك برو بتصميم Unibody. اختلف هذا الإصدار عن شقيقه 15 بوصة بخيار شاشة "غير لامعة" مضادة للتوهج (مع وجود التشطيب اللامع كخيار قياسي) وبطارية بوليمرات الليثيوم غير قابلة للإزالة من قبل المستخدم. بدلاً من الخلايا التقليدية المستديرة داخل الغلاف، تم تشكيل بطاريات الليثيوم أيون بوليمر وتثبيتها في كل كمبيوتر محمول لاستخدام المساحة بشكل أقصى. يحتوي الكمبيوتر على شحن تكيفي، يستخدم شريحة لتحسين تدفق الشحن لتقليل التآكل وتمديد عمر البطارية بشكل عام. تم تقدير عمر البطارية لإصدار 17 بوصة بثماني ساعات، مع بقاء 80% من هذا الشحن بعد 1000 دورة شحن وتفريغ.
في مؤتمر مؤتمر أبل العالمي للمطورين (WWDC) الذي عقدته أبل في 8 يونيو 2009، تم الإعلان عن ترقية ماك بوك 13 بوصة Unibody وإعادة تسميته كـ ماك بوك برو، تاركًا فقط ماك بوك البولي كربونات الأبيض في خط ماك بوك. كما تم الإعلان عن أن خط ماك بوك برو بأكمله سيستخدم البطارية غير القابلة للإزالة من قبل المستخدم والتي تم تقديمها لأول مرة في ماك بوك برو 17 بوصة. تم تقدير عمر البطارية لماك بوك برو 13 و15 بوصة بسبع ساعات، بينما احتفظ إصدار 17 بوصة بسعته البالغة 8 ساعات. أشارت بعض المصادر إلى أن عمر البطارية يصل إلى ثماني ساعات لأجهزة ماك بوك برو 13 و15 بوصة أثناء الاستخدام العادي، بينما أشار آخرون إلى حوالي ست ساعات. مثل ماك بوك برو 17 بوصة، تدعي أبل أنها ستستمر حوالي 1000 دورة شحن مع الاحتفاظ بـ 80% من سعتها. بقيت خيارات بطاقة الرسومات كما هي من الإصدار السابق، على الرغم من أن إصدار 13 بوصة والنموذج الأساسي 15 بوصة، جاءت فقط مع بطاقة جيفورس 9400M GPU. تم تحسين الشاشات أيضًا، حيث زادت نطاق الألوان بنسبة 60%. تضمنت جميع نماذج منتصف 2009 أيضًا منفذ فاير واير 800 وجميعها باستثناء نماذج 17 بوصة حصلت على فتحة SD card. احتفظ نموذج 17 بوصة بفتحة ExpressCard/34. بالنسبة لماك بوك برو 13 بوصة، تم نقل فتحة Kensington lock slot إلى الجانب الأيمن من الهيكل. في أغسطس 2009، وسعت أبل خيار الشاشة "غير اللامعة" المضادة للتوهج إلى ماك بوك برو 15 بوصة.
في 13 أبريل 2010، تم تقديم معالجات نواة إنتل i5 وCore i7 في نماذج 15 و17 بوصة، بينما احتفظ إصدار 13 بوصة بمعالج Core 2 Duo مع زيادة في السرعة. تم إعادة تصميم محول الطاقة وتم الإعلان عن شاشة عالية الدقة كخيار لنماذج 15 بوصة. حصل إصدار 13 بوصة على بطاقة إنفيديا جيفورس 320M GPU بسعة 256 MB من الذاكرة المشتركة، بينما تم ترقية نماذج 15 و17 بوصة إلى جيفورس GT 330M، بسعة 256 أو 512 MB من الذاكرة المخصصة. كما تحتوي نماذج 15 و17 بوصة أيضًا على بطاقة إنتل GPU المدمجة في معالجات Core i5 وi7. كما زاد وزن نموذج 15 بوصة بمقدار 0.1 رطل (0.045 كـغ). باستثناء فتحة USB 2.0 الثالثة، فإن جميع المنافذ في ماك بوك برو 17 بوصة هي نفسها في النوع والعدد كما في إصدار 15 بوصة. تأتي جميع النماذج بذاكرة نظام بسعة 4 GB قابلة للترقية إلى 8 GB. تم أيضًا تمديد عمر البطارية بشكل أكبر في هذا التحديث، حيث تم تقدير عمر البطارية بـ 10 ساعات لإصدار 13 بوصة و8–9 ساعات لأجهزة ماك بوك برو 15 و17 بوصة. تم تحقيق ذلك من خلال كفاءة طاقة أكبر وإضافة سعة بطارية إضافية. أشار أحد المراجعين إلى حوالي 6 ساعات من عمر البطارية في اختبار بطارية فيديو مستمر في إصدار 15 بوصة بينما أشار آخر، واصفًا عمر البطارية بأنه "لا يُضاهى"، إلى حوالي 8 ساعات في إصدار 13 بوصة من خلال "اختبار استنزاف البطارية المكثف".
تمت إضافة تقنية منفذ الصاعقة، ومعالجات ساندي بريدج ثنائية النواة نواة إنتل i5 وi7 (في نموذج 13 بوصة) أو رباعية النواة i7 (في نماذج 15 و17 بوصة)، وكاميرا عالية الدقة FaceTime في 24 فبراير 2011. تأتي بطاقة إنتل HD Graphics 3000 مدمجة مع المعالج، بينما تستخدم نماذج 15 و17 بوصة أيضًا بطاقات رسومات إي إم دي Radeon HD 6490M وRadeon HD 6750M. في الإصدارات اللاحقة من هذه النماذج، بعد إطلاق OS X Lion، تم استبدال مفتاح Expose (F3) بمفتاح Mission Control، ومفتاح Dashboard (F4) بمفتاح Launchpad. كما تم نقش قيعان الهيكل بشكل مختلف عن نماذج 2010. يمكن لمنصة الناقل التسلسلي منفذ الصاعقة تحقيق سرعات تصل إلى 10 Gbit/s، وهي سرعة تصل إلى ضعف سرعة مواصفات USB 3.0، و20 مرة أسرع من مواصفات USB 2.0، وحتى 12 مرة أسرع من فاير واير 800. تقول أبل أن منفذ الصاعقة يمكن استخدامه لتشغيل الشاشات أو لنقل كميات كبيرة من البيانات في وقت قصير.
في 11 يونيو 2012، عرضت أبل أجهزة Mac المحمولة المحدثة، بما في ذلك ماك بوك برو رتينا، وماك بوك Air الجديد، وماك برو، وماك أو إس إكس ماونتين ليون، وiOS 6 في مؤتمر مؤتمر أبل العالمي للمطورين (WWDC) في سان فرانسيسكو. تم تحديث نماذج ماك بوك برو الجديدة بمعالجات أيفي بريدج ومنافذ USB 3.0، وتم زيادة ذاكرة RAM الافتراضية في النماذج المميزة إلى 8 GB. بعد هذا الإعلان، تم إيقاف نموذج 17 بوصة.[بحاجة لمصدر] بعد حدث إعلامي في 22 أكتوبر 2013، أوقفت أبل جميع أجهزة ماك بوك برو Unibody باستثناء النموذج الأساسي 13 بوصة بسرعة 2.5 GHz. أوقفت أبل ماك بوك برو Unibody 13 بوصة في 27 أكتوبر 2016. قبل إيقافها، كانت المنتج الوحيد من أبل الذي لا يزال يتضمن محرك أقراص ضوئية ومنفذ فاير واير، والكمبيوتر المحمول الوحيد الذي يحتوي على محرك أقراص ثابت ومنفذ Ethernet.

### الاستقبال
أشاد بعض المراجعين بأداء الكمبيوتر المحمول الجديد وحجمه الصغير، وجودة الشاشة، وبناء الهيكل Unibody المتين، مما سمح بترقية المكونات الداخلية بسهولة مقارنة بالنماذج الأصلية. لاحظ بعض المراجعين أيضًا أن ماك بوك برو الجديد يعمل بشكل أكثر هدوءًا ودرجات حرارة أقل من أجهزة الألومنيوم. ومع ذلك، انتقد آخرون كمية الحرارة التي يولدها التصميم الجديد.
أعرب المراجعون عن أسفهم لفقدان خيار الشاشة غير اللامعة لماك بوك برو Unibody 2008، مشيرين إلى انعكاسية الشاشة في ضوء الشمس، حتى عند زيادة سطوعها إلى أقصى حد. علق دان أكيرمان من سي نت على نماذج منتصف 2009: "وفقًا لـ أبل، تقدم الشاشة الجديدة نطاق ألوان أوسع، وبالتأكيد تبدو الشاشة مشرقة وملونة، ولكننا نتمنى أن يكون خيار الشاشة غير اللامعة المتاح في ماك بوك برو 17 بوصة متاحًا عبر الخط... بينما تعني شاشة LED غطاء أرق وبعض فوائد عمر البطارية، فإن الزجاج الذي يغطي لوحة العرض بالكامل يلتقط أشعة الضوء الضالة بسهولة، مما يجعل الشاشة اللامعة صعبة الرؤية في بعض ظروف الإضاءة." بحلول عام 2011، تم تقديم شاشات غير لامعة لكل من نماذج 15 و17 بوصة. علاوة على ذلك، تم انتقاد إضافة Mini DisplayPort بدلاً من واجهة متعددة الوسائط عالية الوضوح الأكثر شيوعًا. كما تم التعبير عن الأسف لانخفاض عدد المنافذ والمواصفات الفنية الأقل مقارنة بأجهزة الكمبيوتر المحمولة الأخرى ذات الأسعار المماثلة من علامات تجارية أخرى.
أشاد مايكل بروسبيرو من Laptop Magazine بشاشة نموذج 15 بوصة لعام 2010، واصفًا إياها بأنها "مشرقة وواضحة". وأضاف قائلاً: "بينما لم تكن انعكاسات الشاشة اللامعة ساحقة، إلا أنه من الجيد أيضًا معرفة أن هناك خيارًا مضادًا للتوهج — وإن كان متاحًا فقط للشاشة ذات الدقة الأعلى. ومع ذلك، كانت الألوان زاهية، والأسود عميقة وغامقة، وزوايا المشاهدة ممتازة سواء بشكل عمودي أو أفقي." كما أشاد بجودة كاميرا iSight، واستجابة لوحة اللمس، والميكروفون والسماعات، بالإضافة إلى أداء معالجات CPU الجديدة لنموذج 15 بوصة وعمر البطارية الطويل. وشملت الانتقادات سعر الجهاز المحمول، وقلة عدد منافذ المسرى التسلسلي العام، وغياب منفذ واجهة متعددة الوسائط عالية الوضوح.
أشادت سي نت بميزة التبديل التلقائي للرسومات في نماذج 15 و17 بوصة لعام 2010 بالإضافة إلى بطاقات الرسومات نفسها. كما تم الإشادة بمعالجات Core i5 وi7، ولوحة اللمس متعددة اللمس، وإضافة إمكانيات الصوت إلى منفذ Mini DisplayPort للفيديو. كما طالبوا بإضافة منفذ HDMI وتنسيق بلو راي للأقراص الضوئية، قائلين إن معظم أجهزة الكمبيوتر الأخرى في نطاق سعر ماك بوك برو كانت تحتوي على هذه الميزات. كما انتقدت سي نت خيار الشاشة ذات الدقة الأعلى في نموذج 15 بوصة، قائلة إنه "كان ينبغي تضمين الشاشة ذات الدقة الأعلى بشكل افتراضي."

### المواصفات الفنية
وفقًا لشركة أبل، فإن جميع هذه الطرازات تعتبر قديمة.
نظرًا لأن ذاكرة الوصول العشوائي (RAM) والقرص الصلب في بعض إصدارات ماك بوك برو يمكن استبدالهما من قبل المستخدم، فهناك تعديلات في السوق الثانوي لتعزيز النظام بذاكرة RAM تصل إلى 16 GB من نوع DDR3-1600 (على الرغم من أن السعة القصوى والتردد يعتمدان على الأجهزة المعنية)، وأقراص صلبة بسرعة 7,200 دورة في الدقيقة أو أقراص SSD من طرف ثالث. كما يتم تصنيع حاويات من طرف ثالث تسمح باستبدال محرك الأقراص الضوئي الداخلي بقرص صلب داخلي ثانٍ من نوع SATA بحجم 2.5 بوصة أو بقرص SSD.
| أواخر 2008 وأوائل 2009                                                                    | أواخر 2008 وأوائل 2009                                                                    | أواخر 2008 وأوائل 2009 | منتصف 2009 | منتصف 2009 | منتصف 2009 | منتصف 2009 | منتصف 2009 | منتصف 2009 | منتصف 2010 | منتصف 2010 | منتصف 2010 | منتصف 2010 | منتصف 2010 | منتصف 2010 | أوائل 2011 | أوائل 2011 | أوائل 2011 | أوائل 2011 | أوائل 2011 | أواخر 2011 | أواخر 2011 | أواخر 2011 | أواخر 2011 | أواخر 2011 | منتصف 2012 | منتصف 2012 | منتصف 2012 | منتصف 2012 | | |                  |
| المكون                                                                                    | المكون                                                                                    | Penryn نواة إنتل | Penryn نواة إنتل | Penryn نواة إنتل | Penryn نواة إنتل | Penryn نواة إنتل | Penryn نواة إنتل | Penryn نواة إنتل | Penryn نواة إنتل | Penryn نواة إنتل | Penryn نواة إنتل | Penryn نواة إنتل | Arrandale نواة إنتل | Arrandale نواة إنتل | Arrandale نواة إنتل | Arrandale نواة إنتل | Sandy Bridge نواة إنتل | Sandy Bridge نواة إنتل | Sandy Bridge نواة إنتل | Sandy Bridge نواة إنتل | Sandy Bridge نواة إنتل | Sandy Bridge نواة إنتل | Sandy Bridge نواة إنتل | Sandy Bridge نواة إنتل | Sandy Bridge نواة إنتل | Sandy Bridge نواة إنتل | أيفي بريدج نواة إنتل | أيفي بريدج نواة إنتل | أيفي بريدج نواة إنتل | أيفي بريدج نواة إنتل |                  |
| ----------------------------------------------------------------------------------------- | ----------------------------------------------------------------------------------------- | --- | --- | --- | --- | --- | --- | --- | --- | --- | --- | --- | --- | --- | --- | --- | --- | --- | --- | --- | --- | --- | --- | --- | --- | --- | --- | --- | --- | --- | ---------------- |
| تاريخ الإصدار                                                                             | تاريخ الإصدار                                                                             | 14 أكتوبر 2008 | 14 أكتوبر 2008 | 6 يناير 2009 | 8 يونيو 2009 | 8 يونيو 2009 | 8 يونيو 2009 | 8 يونيو 2009 | 8 يونيو 2009 | 8 يونيو 2009 | 13 أبريل 2010 | 13 أبريل 2010 | 13 أبريل 2010 | 13 أبريل 2010 | 13 أبريل 2010 | 13 أبريل 2010 | 24 فبراير 2011 | 24 فبراير 2011 | 24 فبراير 2011 | 24 فبراير 2011 | 24 فبراير 2011 | 24 أكتوبر 2011 | 24 أكتوبر 2011 | 24 أكتوبر 2011 | 24 أكتوبر 2011 | 24 أكتوبر 2011 | 11 يونيو 2012 | 11 يونيو 2012 | 11 يونيو 2012 | 11 يونيو 2012 |                  |
| تاريخ التوقف                                                                              | تاريخ التوقف                                                                              | 8 يونيو 2009 | 8 يونيو 2009 | 8 يونيو 2009 | 13 أبريل 2010 | 13 أبريل 2010 | 13 أبريل 2010 | 13 أبريل 2010 | 13 أبريل 2010 | 13 أبريل 2010 | 24 فبراير 2011 | 24 فبراير 2011 | 24 فبراير 2011 | 24 فبراير 2011 | 24 فبراير 2011 | 24 فبراير 2011 | 24 أكتوبر 2011 | 24 أكتوبر 2011 | 24 أكتوبر 2011 | 24 أكتوبر 2011 | 24 أكتوبر 2011 | 11 يونيو 2012 | 11 يونيو 2012 | 11 يونيو 2012 | 11 يونيو 2012 | 11 يونيو 2012 | 27 أكتوبر 2016 | 27 أكتوبر 2016 | 22 أكتوبر 2013 | 22 أكتوبر 2013 |                  |
| غير مدعوم                                                                                 | غير مدعوم                                                                                 | أكتوبر 2018 | أكتوبر 2018 | أكتوبر 2018 | أكتوبر 2018 | أكتوبر 2018 | أكتوبر 2018 | أكتوبر 2018 | أكتوبر 2018 | أكتوبر 2018 | 12 نوفمبر 2020 | 12 نوفمبر 2020 | 12 نوفمبر 2020 | 12 نوفمبر 2020 | 12 نوفمبر 2020 | 12 نوفمبر 2020 | 12 نوفمبر 2020 | 12 نوفمبر 2020 | 12 نوفمبر 2020 | 12 نوفمبر 2020 | 12 نوفمبر 2020 | 12 نوفمبر 2020 | 12 نوفمبر 2020 | 12 نوفمبر 2020 | 12 نوفمبر 2020 | 12 نوفمبر 2020 | 30 نوفمبر 2022 | 30 نوفمبر 2022 | 30 نوفمبر 2022 | 30 نوفمبر 2022 |                  |
| الطرازات                                                                                  | الاسم الشائع ورقم النموذج                                                                 | أواخر 2008 وأوائل 2009 15 بوصة A1286 | أواخر 2008 وأوائل 2009 15 بوصة A1286 | أوائل 2009 17 بوصة A1297 | منتصف 2009 13 بوصة A1278 | منتصف 2009 13 بوصة A1278 | منتصف 2009 15 بوصة A1286 | منتصف 2009 15 بوصة A1286 | منتصف 2009 15 بوصة A1286 | منتصف 2009 17 بوصة A1297 | منتصف 2010 13 بوصة A1278 | منتصف 2010 13 بوصة A1278 | منتصف 2010 15 بوصة A1286 | منتصف 2010 15 بوصة A1286 | منتصف 2010 15 بوصة A1286 | منتصف 2010 17 بوصة A1297 | أوائل 2011 13 بوصة A1278 | أوائل 2011 13 بوصة A1278 | أوائل 2011 15 بوصة A1286 | أوائل 2011 15 بوصة A1286 | أوائل 2011 17 بوصة A1297 | أواخر 2011 13 بوصة A1278 | أواخر 2011 13 بوصة A1278 | أواخر 2011 15 بوصة A1286 | أواخر 2011 15 بوصة A1286 | أواخر 2011 17 بوصة A1297 | منتصف 2012 13 بوصة A1278 | منتصف 2012 13 بوصة A1278 | منتصف 2012 15 بوصة A1286 | منتصف 2012 15 بوصة A1286 |                  |
| الطرازات                                                                                  | معرف النموذج                                                                              | ماك بوك برو5,1 | ماك بوك برو5,1 | ماك بوك برو5,2 | ماك بوك برو5,5 | ماك بوك برو5,5 | ماك بوك برو5,4 | ماك بوك برو5,3 | ماك بوك برو5,3 | ماك بوك برو5,2 | ماك بوك برو7,1 | ماك بوك برو7,1 | ماك بوك برو6,2 | ماك بوك برو6,2 | ماك بوك برو6,2 | ماك بوك برو6,1 | ماك بوك برو8,1 | ماك بوك برو8,1 | ماك بوك برو8,2 | ماك بوك برو8,2 | ماك بوك برو8,3 | ماك بوك برو8,1 | ماك بوك برو8,1 | ماك بوك برو8,2 | ماك بوك برو8,2 | ماك بوك برو8,3 | ماك بوك برو9,2 | ماك بوك برو9,2 | ماك بوك برو9,1 | ماك بوك برو9,1 |                  |
| الطرازات                                                                                  | رقم طلب أبل                                                                               | MB470 | MB471 بعد 3 مارس 2009: MC026 | MB604 | MB990 | MB991 | MC118 | MB985 | MB986 | MC226 | MC374 | MC375 | MC371 | MC372 | MC373 | MC024 | MC700 | MC724 | MC721 | MC723 | MC725 | MD313 | MD314 | MD318 | MD322 | MD322 | MD101 | MD102 | MD103 | MD104 |                  |
| شاشة LED مضاءة خلفيًا ‏ عريضة لامعة (16:10)                                                 | شاشة LED مضاءة خلفيًا ‏ عريضة لامعة (16:10)                                                 | 15.4", {{time}} – unknown timezone (help) | 15.4", {{time}} – unknown timezone (help) | 17", {{time}} – unknown timezone (help) خيار شاشة غير لامعة | 13.3", {{time}} – unknown timezone (help) | 13.3", {{time}} – unknown timezone (help) | 15.4", {{time}} – unknown timezone (help) خيار شاشة غير لامعة                                                                                                   | 15.4", {{time}} – unknown timezone (help) خيار شاشة غير لامعة                                                                                                   | 15.4", {{time}} – unknown timezone (help) خيار شاشة غير لامعة | 17", {{time}} – unknown timezone (help) خيار شاشة غير لامعة | 13.3", {{time}} – unknown timezone (help) | 13.3", {{time}} – unknown timezone (help) | 15.4", {{time}} – unknown timezone (help) خيار {{time}} – unknown timezone (help) (لامعة أو غير لامعة)                                                                    | 15.4", {{time}} – unknown timezone (help) خيار {{time}} – unknown timezone (help) (لامعة أو غير لامعة)                                                                    | 15.4", {{time}} – unknown timezone (help) خيار {{time}} – unknown timezone (help) (لامعة أو غير لامعة)                                                                    | 17", {{time}} – unknown timezone (help) خيار شاشة غير لامعة | 13.3", {{time}} – unknown timezone (help) | 13.3", {{time}} – unknown timezone (help) | 15.4", {{time}} – unknown timezone (help) خيار {{time}} – unknown timezone (help) (لامعة أو غير لامعة) | 15.4", {{time}} – unknown timezone (help) خيار {{time}} – unknown timezone (help) (لامعة أو غير لامعة) | 17", {{time}} – unknown timezone (help) خيار شاشة غير لامعة | 13.3", {{time}} – unknown timezone (help) | 13.3", {{time}} – unknown timezone (help) | 15.4", {{time}} – unknown timezone (help) خيار {{time}} – unknown timezone (help) (لامعة أو غير لامعة) | 15.4", {{time}} – unknown timezone (help) خيار {{time}} – unknown timezone (help) (لامعة أو غير لامعة) | 17", {{time}} – unknown timezone (help) خيار شاشة غير لامعة | 13.3", {{time}} – unknown timezone (help) | 13.3", {{time}} – unknown timezone (help) | 15.4", {{time}} – unknown timezone (help) خيار {{time}} – unknown timezone (help) (لامعة أو غير لامعة) | 15.4", {{time}} – unknown timezone (help) خيار {{time}} – unknown timezone (help) (لامعة أو غير لامعة) |                  |
| كاميرا الفيديو                                                                            | كاميرا الفيديو                                                                            | iSight (480p) | iSight (480p) | iSight (480p) | iSight (480p) | iSight (480p) | iSight (480p) | iSight (480p) | iSight (480p) | iSight (480p) | iSight (480p) | iSight (480p) | iSight (480p) | iSight (480p) | iSight (480p) | iSight (480p) | فيس تايم HD (720p) | فيس تايم HD (720p) | فيس تايم HD (720p) | فيس تايم HD (720p) | فيس تايم HD (720p) | فيس تايم HD (720p) | فيس تايم HD (720p) | فيس تايم HD (720p) | فيس تايم HD (720p) | فيس تايم HD (720p) | فيس تايم HD (720p) | فيس تايم HD (720p) | فيس تايم HD (720p) | فيس تايم HD (720p) |                  |
| المعالج                                                                                   | القياسي                                                                                   | 2.4 GHz (P8600) نواة إنتل 2 Duo Penryn مع 3 MB ذاكرة تخزين مؤقت على الشريحة L2 cache                                                                                       | 2.53 GHz (T9400) نواة إنتل 2 Duo Penryn مع 6 MB ذاكرة تخزين مؤقت على الشريحة L2 بعد 3 مارس 2009: 2.66 GHz (T9550) Intel Core 2 Duo Penryn مع 6 MB ذاكرة تخزين مؤقت على الشريحة L2 cache | 2.66 GHz (T9550) نواة إنتل 2 Duo Penryn مع 6 MB ذاكرة تخزين مؤقت على الشريحة L2 cache                                                                                      | 2.26 GHz (P8400) نواة إنتل 2 Duo Penryn مع 3 MB ذاكرة تخزين مؤقت على الشريحة L2 cache                                                                           | 2.53 GHz (P8700) نواة إنتل 2 Duo Penryn مع 3 MB ذاكرة تخزين مؤقت على الشريحة L2 cache                                                                           | 2.53 GHz (P8700) نواة إنتل 2 Duo Penryn مع 3 MB ذاكرة تخزين مؤقت على الشريحة L2 cache                                                                           | 2.66 GHz (P8800) نواة إنتل 2 Duo Penryn مع 3 MB ذاكرة تخزين مؤقت على الشريحة L2 cache                                                                           | 2.8 GHz (T9600) نواة إنتل 2 Duo Penryn مع 6 MB ذاكرة تخزين مؤقت على الشريحة L2 cache                                                                                                 | 2.8 GHz (T9600) نواة إنتل 2 Duo Penryn مع 6 MB ذاكرة تخزين مؤقت على الشريحة L2 cache                                                                                                 | 2.4 GHz (P8600) نواة إنتل 2 Duo Penryn مع 3 MB ذاكرة تخزين مؤقت على الشريحة L2 cache                                                                            | 2.66 GHz (P8800) نواة إنتل 2 Duo Penryn مع 3 MB ذاكرة تخزين مؤقت على الشريحة L2 cache                                                                           | 2.4 GHz (520M) نواة إنتل i5 Arrandale مع 3 MB ذاكرة تخزين مؤقت على الشريحة L3 cache                                                                                       | 2.53 GHz (540M) نواة إنتل i5 Arrandale مع 3 MB ذاكرة تخزين مؤقت على الشريحة L3 cache                                                                                      | 2.66 GHz (620M) نواة إنتل i7 Arrandale مع 4 MB ذاكرة تخزين مؤقت على الشريحة L3 cache                                                                                      | 2.53 GHz (540M) نواة إنتل i5 Arrandale مع 3 MB ذاكرة تخزين مؤقت على الشريحة L3 cache                                                                                      | 2.3 GHz (2415M) نواة إنتل i5 ساندي بريدج مع 3 MB ذاكرة تخزين مؤقت على الشريحة L3 cache                                                                          | 2.7 GHz (2620M) نواة إنتل i7 ساندي بريدج مع 4 MB ذاكرة تخزين مؤقت على الشريحة L3 cache                                                                          | 2.0 GHz رباعي النواة (2635QM) نواة إنتل i7 ساندي بريدج مع 6 MB ذاكرة تخزين مؤقت على الشريحة L3 cache | 2.2 GHz رباعي النواة (2720QM) نواة إنتل i7 ساندي بريدج مع 6 MB ذاكرة تخزين مؤقت على الشريحة L3 cache | 2.2 GHz رباعي النواة (2720QM) نواة إنتل i7 ساندي بريدج مع 6 MB ذاكرة تخزين مؤقت على الشريحة L3 cache                                                                        | 2.4 GHz (2435M) نواة إنتل i5 ساندي بريدج مع 3 MB ذاكرة تخزين مؤقت على الشريحة L3 cache                                                                          | 2.8 GHz (2640M) نواة إنتل i7 ساندي بريدج مع 4 MB ذاكرة تخزين مؤقت على الشريحة L3 cache                                                                          | 2.2 GHz رباعي النواة (2675QM) نواة إنتل i7 ساندي بريدج مع 6 MB ذاكرة تخزين مؤقت على الشريحة L3 cache | 2.4 GHz رباعي النواة (2760QM) نواة إنتل i7 ساندي بريدج مع 6 MB ذاكرة تخزين مؤقت على الشريحة L3 cache | 2.4 GHz رباعي النواة (2760QM) نواة إنتل i7 ساندي بريدج مع 6 MB ذاكرة تخزين مؤقت على الشريحة L3 cache                                                                        | 2.5 GHz (3210M) نواة إنتل i5 أيفي بريدج مع 3 MB ذاكرة تخزين مؤقت على الشريحة L3 cache                                                                           | 2.9 GHz (3520M) نواة إنتل i7 أيفي بريدج مع 4 MB ذاكرة تخزين مؤقت على الشريحة L3 cache                                                                           | 2.3 GHz رباعي النواة (3615QM) نواة إنتل i7 أيفي بريدج مع 6 MB ذاكرة تخزين مؤقت على الشريحة L3 cache | 2.6 GHz رباعي النواة (3720QM) نواة إنتل i7 أيفي بريدج مع 6 MB ذاكرة تخزين مؤقت على الشريحة L3 cache |                  |
| المعالج                                                                                   | الاختياري                                                                                 | — | 2.8 GHz (T9600) مع 6 MB ذاكرة تخزين مؤقت على الشريحة L2 بعد 3 مارس 2009: 2.93 GHz (T9800) مع 6 MB ذاكرة تخزين مؤقت على الشريحة L2                                                       | 2.93 GHz (T9800) مع 6 MB ذاكرة تخزين مؤقت على الشريحة L2 | — | — | 3.06 GHz (T9900) مع 6 MB ذاكرة تخزين مؤقت على الشريحة L2 | 3.06 GHz (T9900) مع 6 MB ذاكرة تخزين مؤقت على الشريحة L2 | 3.06 GHz (T9900) مع 6 MB ذاكرة تخزين مؤقت على الشريحة L2 | 3.06 GHz (T9900) مع 6 MB ذاكرة تخزين مؤقت على الشريحة L2 | — | — | 2.8 GHz (640M) مع 4 MB ذاكرة تخزين مؤقت على الشريحة L3 | 2.8 GHz (640M) مع 4 MB ذاكرة تخزين مؤقت على الشريحة L3 | 2.8 GHz (640M) مع 4 MB ذاكرة تخزين مؤقت على الشريحة L3 | 2.8 GHz (640M) مع 4 MB ذاكرة تخزين مؤقت على الشريحة L3 | — | — | 2.3 GHz (2820QM) مع 8 MB ذاكرة تخزين مؤقت على الشريحة L3 | 2.3 GHz (2820QM) مع 8 MB ذاكرة تخزين مؤقت على الشريحة L3 | 2.3 GHz (2820QM) مع 8 MB ذاكرة تخزين مؤقت على الشريحة L3 | — | — | 2.5 GHz (2860QM) مع 8 MB ذاكرة تخزين مؤقت على الشريحة L3 | 2.5 GHz (2860QM) مع 8 MB ذاكرة تخزين مؤقت على الشريحة L3 | 2.5 GHz (2860QM) مع 8 MB ذاكرة تخزين مؤقت على الشريحة L3 | — | — | 2.7 GHz (3820QM) مع 8 MB ذاكرة تخزين مؤقت على الشريحة L3 | 2.7 GHz (3820QM) مع 8 MB ذاكرة تخزين مؤقت على الشريحة L3 |                  |
| ناقل النظام                                                                               | ناقل النظام                                                                               | 1,066 MHz الناقل الأمامي | 1,066 MHz الناقل الأمامي | 1,066 MHz الناقل الأمامي | 1,066 MHz الناقل الأمامي | 1,066 MHz الناقل الأمامي | 1,066 MHz الناقل الأمامي | 1,066 MHz الناقل الأمامي | 1,066 MHz الناقل الأمامي | 1,066 MHz الناقل الأمامي | 1,066 MHz الناقل الأمامي | 1,066 MHz الناقل الأمامي | 2.5 GT/s إنتل واجهة الوسائط المباشرة ‏ | 2.5 GT/s إنتل واجهة الوسائط المباشرة ‏ | 2.5 GT/s إنتل واجهة الوسائط المباشرة ‏ | 2.5 GT/s إنتل واجهة الوسائط المباشرة ‏ | 5 GT/s إنتل واجهة الوسائط المباشرة ‏ | 5 GT/s إنتل واجهة الوسائط المباشرة ‏ | 5 GT/s إنتل واجهة الوسائط المباشرة ‏ | 5 GT/s إنتل واجهة الوسائط المباشرة ‏ | 5 GT/s إنتل واجهة الوسائط المباشرة ‏ | 5 GT/s إنتل واجهة الوسائط المباشرة ‏ | 5 GT/s إنتل واجهة الوسائط المباشرة ‏ | 5 GT/s إنتل واجهة الوسائط المباشرة ‏ | 5 GT/s إنتل واجهة الوسائط المباشرة ‏ | 5 GT/s إنتل واجهة الوسائط المباشرة ‏ | 5 GT/s إنتل واجهة الوسائط المباشرة ‏ | 5 GT/s إنتل واجهة الوسائط المباشرة ‏ | 5 GT/s إنتل واجهة الوسائط المباشرة ‏ | 5 GT/s إنتل واجهة الوسائط المباشرة ‏ |                  |
| الذاكرة (فتحتان)                                                                          | القياسي                                                                                   | 2 GB (وحدتين 1 GB) | 4 GB (وحدتين 2 GB) | 4 GB (وحدتين 2 GB) | 2 GB (وحدتين 1 GB) | 4 GB (وحدتين 2 GB) | 4 GB (وحدتين 2 GB) | 4 GB (وحدتين 2 GB) | 4 GB (وحدتين 2 GB) | 4 GB (وحدتين 2 GB) | 4 GB (وحدتين 2 GB) | 4 GB (وحدتين 2 GB) | 4 GB (وحدتين 2 GB) | 4 GB (وحدتين 2 GB) | 4 GB (وحدتين 2 GB) | 4 GB (وحدتين 2 GB) | 4 GB (وحدتين 2 GB) | 4 GB (وحدتين 2 GB) | 4 GB (وحدتين 2 GB) | 4 GB (وحدتين 2 GB) | 4 GB (وحدتين 2 GB) | 4 GB (وحدتين 2 GB) | 4 GB (وحدتين 2 GB) | 4 GB (وحدتين 2 GB) | 4 GB (وحدتين 2 GB) | 4 GB (وحدتين 2 GB) | 4 GB (وحدتين 2 GB) | 8 GB (وحدتين 4 GB) | 4 GB (وحدتين 2 GB) | 8 GB (وحدتين 4 GB) |                  |
| الذاكرة (فتحتان)                                                                          | التوسيع                                                                                   | حتى 4 GB في البداية، أو 8 GB مع آخر تحديث لـ EFI | حتى 8 GB | حتى 8 GB | حتى 8 GB | حتى 8 GB | حتى 8 GB | حتى 8 GB | حتى 8 GB | حتى 8 GB | حتى 16 GB | حتى 16 GB | حتى 8 GB | حتى 8 GB | حتى 8 GB | حتى 8 GB | حتى 8 GB | حتى 8 GB | حتى 16 GB | حتى 16 GB | حتى 16 GB | حتى 16 GB | حتى 16 GB | حتى 16 GB | حتى 16 GB | حتى 16 GB | حتى 16 GB | حتى 16 GB | حتى 16 GB | حتى 16 GB |                  |
| الذاكرة (فتحتان)                                                                          | السرعة                                                                                    | 1,066 MHz PC3-8500 دي دي آر 3 إس دي رام | 1,066 MHz PC3-8500 دي دي آر 3 إس دي رام | 1,066 MHz PC3-8500 دي دي آر 3 إس دي رام | 1,066 MHz PC3-8500 دي دي آر 3 إس دي رام | 1,066 MHz PC3-8500 دي دي آر 3 إس دي رام | 1,066 MHz PC3-8500 دي دي آر 3 إس دي رام | 1,066 MHz PC3-8500 دي دي آر 3 إس دي رام | 1,066 MHz PC3-8500 دي دي آر 3 إس دي رام | 1,066 MHz PC3-8500 دي دي آر 3 إس دي رام | 1,066 MHz PC3-8500 دي دي آر 3 إس دي رام | 1,066 MHz PC3-8500 دي دي آر 3 إس دي رام | 1,066 MHz PC3-8500 دي دي آر 3 إس دي رام | 1,066 MHz PC3-8500 دي دي آر 3 إس دي رام | 1,066 MHz PC3-8500 دي دي آر 3 إس دي رام | 1,066 MHz PC3-8500 دي دي آر 3 إس دي رام | 1,333 MHz PC3-10600 1.5 V دي دي آر 3 إس دي رام قابلة للتوسيع إلى 16 GB 1,600 MHz PC3-12800 دي دي آر 3 إس دي رام                                                 | 1,333 MHz PC3-10600 1.5 V دي دي آر 3 إس دي رام قابلة للتوسيع إلى 16 GB 1,600 MHz PC3-12800 دي دي آر 3 إس دي رام                                                 | 1,333 MHz PC3-10600 1.5 V دي دي آر 3 إس دي رام قابلة للتوسيع إلى 16 GB 1,600 MHz PC3-12800 دي دي آر 3 إس دي رام | 1,333 MHz PC3-10600 1.5 V دي دي آر 3 إس دي رام قابلة للتوسيع إلى 16 GB 1,600 MHz PC3-12800 دي دي آر 3 إس دي رام | 1,333 MHz PC3-10600 1.5 V دي دي آر 3 إس دي رام قابلة للتوسيع إلى 16 GB 1,600 MHz PC3-12800 دي دي آر 3 إس دي رام                                                             | 1,333 MHz PC3-10600 1.5 V دي دي آر 3 إس دي رام قابلة للتوسيع إلى 16 GB 1,600 MHz PC3-12800 دي دي آر 3 إس دي رام                                                 | 1,333 MHz PC3-10600 1.5 V دي دي آر 3 إس دي رام قابلة للتوسيع إلى 16 GB 1,600 MHz PC3-12800 دي دي آر 3 إس دي رام                                                 | 1,333 MHz PC3-10600 1.5 V دي دي آر 3 إس دي رام قابلة للتوسيع إلى 16 GB 1,600 MHz PC3-12800 دي دي آر 3 إس دي رام | 1,333 MHz PC3-10600 1.5 V دي دي آر 3 إس دي رام قابلة للتوسيع إلى 16 GB 1,600 MHz PC3-12800 دي دي آر 3 إس دي رام | 1,333 MHz PC3-10600 1.5 V دي دي آر 3 إس دي رام قابلة للتوسيع إلى 16 GB 1,600 MHz PC3-12800 دي دي آر 3 إس دي رام                                                             | 1,600 MHz PC3-12800 1.35 V دي دي آر 3 إس دي رام | 1,600 MHz PC3-12800 1.35 V دي دي آر 3 إس دي رام | 1,600 MHz PC3-12800 1.35 V دي دي آر 3 إس دي رام | 1,600 MHz PC3-12800 1.35 V دي دي آر 3 إس دي رام |                  |
| الرسومات                                                                                  | الرسومات                                                                                  | إنفيديا جيفورس 9400M مع 256 MB DDR3 SDRAM مشتركة مع الذاكرة الرئيسية وإنفيديا جيفورس 9600M GT مع 256 MB GDDR3 SDRAM يمكن التبديل بين الاثنين (ولكن لا يمكن استخدامهما معًا) | إنفيديا جيفورس 9400M مع 256 MB DDR3 SDRAM مشتركة مع الذاكرة الرئيسية وإنفيديا جيفورس 9600M GT مع 256 MB GDDR3 SDRAM يمكن التبديل بين الاثنين (ولكن لا يمكن استخدامهما معًا)              | إنفيديا جيفورس 9400M مع 256 MB DDR3 SDRAM مشتركة مع الذاكرة الرئيسية وإنفيديا جيفورس 9600M GT مع 256 MB GDDR3 SDRAM يمكن التبديل بين الاثنين (ولكن لا يمكن استخدامهما معًا) | إنفيديا جيفورس 9400M مع 256 MB دي دي آر 3 إس دي رام مشتركة مع الذاكرة الرئيسية                                                                                  | إنفيديا جيفورس 9400M مع 256 MB دي دي آر 3 إس دي رام مشتركة مع الذاكرة الرئيسية                                                                                  | إنفيديا جيفورس 9400M مع 256 MB دي دي آر 3 إس دي رام مشتركة مع الذاكرة الرئيسية                                                                                  | إنفيديا جيفورس 9400M مع 256 MB دي دي آر 3 إس دي رام مشتركة مع الذاكرة الرئيسية                                                                                  | إنفيديا جيفورس 9400M مع 256 MB دي دي آر 3 إس دي رام مشتركة مع الذاكرة الرئيسية وإنفيديا جيفورس 9600M GT مع 512 MB GDDR3 SDRAM يمكن التبديل بين الاثنين (ولكن لا يمكن استخدامهما معًا) | إنفيديا جيفورس 9400M مع 256 MB دي دي آر 3 إس دي رام مشتركة مع الذاكرة الرئيسية وإنفيديا جيفورس 9600M GT مع 512 MB GDDR3 SDRAM يمكن التبديل بين الاثنين (ولكن لا يمكن استخدامهما معًا) | إنفيديا جيفورس GT 320M مع 256 MB دي دي آر 3 إس دي رام مشتركة مع الذاكرة الرئيسية                                                                                | إنفيديا جيفورس GT 320M مع 256 MB دي دي آر 3 إس دي رام مشتركة مع الذاكرة الرئيسية                                                                                | إنتل HD Graphics ‏ مع 256 MB دي دي آر 3 إس دي رام مشتركة مع الذاكرة الرئيسية وإنفيديا جيفورس GT 330M مع 256 MB GDDR3 SDRAM يتبدل تلقائيًا بين أجهزة الرسومات عند تشغيل OS X | إنتل HD Graphics ‏ مع 256 MB دي دي آر 3 إس دي رام مشتركة مع الذاكرة الرئيسية وإنفيديا جيفورس GT 330M مع 256 MB GDDR3 SDRAM يتبدل تلقائيًا بين أجهزة الرسومات عند تشغيل OS X | إنتل HD Graphics ‏ مع 256 MB دي دي آر 3 إس دي رام مشتركة مع الذاكرة الرئيسية وإنفيديا جيفورس GT 330M مع 512 MB GDDR3 SDRAM يتبدل تلقائيًا بين أجهزة الرسومات عند تشغيل OS X | إنتل HD Graphics ‏ مع 256 MB دي دي آر 3 إس دي رام مشتركة مع الذاكرة الرئيسية وإنفيديا جيفورس GT 330M مع 512 MB GDDR3 SDRAM يتبدل تلقائيًا بين أجهزة الرسومات عند تشغيل OS X | إنتل HD Graphics 3000 ‏ مع 384 MB (512 MB مع تثبيت 8 GB من الذاكرة العشوائية) دي دي آر 3 إس دي رام مشتركة مع الذاكرة الرئيسية                                    | إنتل HD Graphics 3000 ‏ مع 384 MB (512 MB مع تثبيت 8 GB من الذاكرة العشوائية) دي دي آر 3 إس دي رام مشتركة مع الذاكرة الرئيسية                                    | إنتل HD Graphics 3000 ‏ مع 384 MB دي دي آر 3 إس دي رام مشتركة مع الذاكرة الرئيسية وAMD Radeon HD 6490M مع 256 MB من ذاكرة GDDR5 أو AMD Radeon HD 6750M مع 1 GB جي دي دي أر 5 يتبدل تلقائيًا بين أجهزة الرسومات عند تشغيل OS X | إنتل HD Graphics 3000 ‏ مع 384 MB دي دي آر 3 إس دي رام مشتركة مع الذاكرة الرئيسية وAMD Radeon HD 6490M مع 256 MB من ذاكرة GDDR5 أو AMD Radeon HD 6750M مع 1 GB جي دي دي أر 5 يتبدل تلقائيًا بين أجهزة الرسومات عند تشغيل OS X | إنتل HD Graphics 3000 ‏ مع 384 MB دي دي آر 3 إس دي رام مشتركة مع الذاكرة الرئيسية وAMD Radeon HD 6750M مع 1 GB جي دي دي أر 5 يتبدل تلقائيًا بين أجهزة الرسومات عند تشغيل OS X | إنتل HD Graphics 3000 ‏ مع 384 MB دي دي آر 3 إس دي رام مشتركة مع الذاكرة الرئيسية                                                                                | إنتل HD Graphics 3000 ‏ مع 384 MB دي دي آر 3 إس دي رام مشتركة مع الذاكرة الرئيسية                                                                                | إنتل HD Graphics 3000 ‏ مع 384 MB دي دي آر 3 إس دي رام مشتركة مع الذاكرة الرئيسية وAMD Radeon HD 6750M مع 512 MB جي دي دي أر 5 أو AMD Radeon HD 6770M مع 1 GB جي دي دي أر 5 يتبدل تلقائيًا بين أجهزة الرسومات عند تشغيل OS X | إنتل HD Graphics 3000 ‏ مع 384 MB دي دي آر 3 إس دي رام مشتركة مع الذاكرة الرئيسية وAMD Radeon HD 6750M مع 512 MB جي دي دي أر 5 أو AMD Radeon HD 6770M مع 1 GB جي دي دي أر 5 يتبدل تلقائيًا بين أجهزة الرسومات عند تشغيل OS X | إنتل HD Graphics 3000 ‏ مع 384 MB دي دي آر 3 إس دي رام مشتركة مع الذاكرة الرئيسية وAMD Radeon HD 6770M مع 1 GB جي دي دي أر 5 يتبدل تلقائيًا بين أجهزة الرسومات عند تشغيل OS X | إنتل HD Graphics 4000 ‏ مع دي دي آر 3 إس دي رام مشتركة مع الذاكرة الرئيسية                                                                                       | إنتل HD Graphics 4000 ‏ مع دي دي آر 3 إس دي رام مشتركة مع الذاكرة الرئيسية                                                                                       | إنتل HD Graphics 4000 ‏ مع DDR3 SDRAM مشتركة مع الذاكرة الرئيسية وإنفيديا جيفورس GT 650M ‏ مع 512 MB من ذاكرة GDDR5 (النموذج الأساسي) أو 1 GB جي دي دي أر 5 يتبدل تلقائيًا بين أجهزة الرسومات عند تشغيل OS X | إنتل HD Graphics 4000 ‏ مع DDR3 SDRAM مشتركة مع الذاكرة الرئيسية وإنفيديا جيفورس GT 650M ‏ مع 512 MB من ذاكرة GDDR5 (النموذج الأساسي) أو 1 GB جي دي دي أر 5 يتبدل تلقائيًا بين أجهزة الرسومات عند تشغيل OS X |                  |
| التخزين                                                                                   | القياسي                                                                                   | 250 GB SATA 5,400 rpm | 320 GB SATA 5,400 rpm | 320 GB SATA 5,400 rpm | 160 GB SATA 5,400 rpm | 250 GB SATA 5,400 rpm | 250 GB SATA 5,400 rpm | 320 GB SATA 5,400 rpm | 500 GB SATA 5,400 rpm | 500 GB SATA 5,400 rpm | 250 GB SATA 5,400 rpm | 320 GB SATA 5,400 rpm | 320 GB SATA 5,400 rpm | 500 GB SATA 5,400 rpm | 500 GB SATA 5,400 rpm | 500 GB SATA 5,400 rpm | 320 GB SATA 5,400 rpm | 500 GB SATA 5,400 rpm | 500 GB SATA 5,400 rpm | 750 GB SATA 5,400 rpm | 750 GB SATA 5,400 rpm | 500 GB SATA 5,400 rpm | 750 GB SATA 5,400 rpm | 500 GB SATA 5,400 rpm | 750 GB SATA 5,400 rpm | 750 GB SATA 5,400 rpm | 500 GB SATA 5,400 rpm | 750 GB SATA 5,400 rpm | 500 GB SATA 5,400 rpm | 750 GB SATA 5,400 rpm |                  |
| التخزين                                                                                   | الخيارات                                                                                  | 250 7,200 rpm, 320 5,400 rpm, 320 7,200 rpm, 128 GB SSD | 250 7,200 rpm, 320 7,200 rpm, 128 GB SSD بعد 3 مارس 2009: 250 7,200 rpm, 320 7,200 rpm, 128 GB SSD, 256 GB SSD                                                                          | 320 7,200 rpm, 128 GB SSD, 256 GB SSD | 320 5,400 rpm, 500 5,400 rpm, 128 GB SSD, 256 GB SSD | 320 5,400 rpm, 500 5,400 rpm, 128 GB SSD, 256 GB SSD | 320 5,400 rpm, 500 5,400 rpm, 320 7,200 rpm, 500 7,200 rpm, 128 GB SSD, 256 GB SSD                                                                              | 320 5,400 rpm, 500 5,400 rpm, 320 7,200 rpm, 500 7,200 rpm, 128 GB SSD, 256 GB SSD                                                                              | 320 5,400 rpm, 500 5,400 rpm, 320 7,200 rpm, 500 7,200 rpm, 128 GB SSD, 256 GB SSD                                                                                                   | 500 7,200 rpm, 128 GB SSD, 256 GB SSD | 320 5,400 rpm, 500 5,400 rpm, 128 GB SSD, 256 GB SSD, 512 GB SSD                                                                                                | 320 5,400 rpm, 500 5,400 rpm, 128 GB SSD, 256 GB SSD, 512 GB SSD                                                                                                | 500 5,400 rpm, 500 7,200 rpm, 128 GB SSD, 256 GB SSD, 512 GB SSD | 500 5,400 rpm, 500 7,200 rpm, 128 GB SSD, 256 GB SSD, 512 GB SSD | 500 5,400 rpm, 500 7,200 rpm, 128 GB SSD, 256 GB SSD, 512 GB SSD | 500 5,400 rpm, 500 7,200 rpm, 128 GB SSD, 256 GB SSD, 512 GB SSD | 500 5,400 rpm, 500 7,200 rpm, 750 7,200 rpm, 128 GB SSD, 256 GB SSD, 512 GB SSD                                                                                 | 500 5,400 rpm, 500 7,200 rpm, 750 7,200 rpm, 128 GB SSD, 256 GB SSD, 512 GB SSD                                                                                 | 500 7,200 rpm, 128 GB SSD, 256 GB SSD, 512 GB SSD | 500 7,200 rpm, 128 GB SSD, 256 GB SSD, 512 GB SSD | 500 7,200 rpm, 128 GB SSD, 256 GB SSD, 512 GB SSD | 750 GB 5,400 rpm, 128 GB SSD, 256 GB SSD, 512 GB SSD | 1 TB 5,400 rpm, 128 GB SSD, 256 GB SSD, 512 GB SSD | 750 GB 5,400 rpm, 750 GB 7,200 rpm, 128 GB SSD, 256 GB SSD, 512 GB SSD | 750 GB 7,200 rpm, 128 GB SSD, 256 GB SSD, 512 GB SSD | 750 GB 7,200 rpm, 128 GB SSD, 256 GB SSD, 512 GB SSD | 750 GB 5,400 rpm, 128 GB SSD, 256 GB SSD, 512 GB SSD | 1 TB 5,400 rpm, 128 GB SSD, 256 GB SSD, 512 GB SSD | 750 GB 5,400 rpm, 750 GB 7,200 rpm, 1 TB 5,400 rpm, 128 GB SSD, 256 GB SSD, 512 GB SSD | 750 GB 7,200 rpm, 1 TB 5,400 rpm, 128 GB SSD, 256 GB SSD, 512 GB SSD |                  |
| التخزين                                                                                   | معدل النقل                                                                                | SATA 3 Gbit/s | SATA 3 Gbit/s | SATA 3 Gbit/s | SATA 3 Gbit/s | SATA 3 Gbit/s | SATA 3 Gbit/s | SATA 3 Gbit/s | SATA 3 Gbit/s | SATA 3 Gbit/s | SATA 3 Gbit/s | SATA 3 Gbit/s | SATA 3 Gbit/s | SATA 3 Gbit/s | SATA 3 Gbit/s | SATA 3 Gbit/s | SATA 6 Gbit/s | SATA 6 Gbit/s | SATA 6 Gbit/s | SATA 6 Gbit/s | SATA 6 Gbit/s | SATA 6 Gbit/s | SATA 6 Gbit/s | SATA 6 Gbit/s | SATA 6 Gbit/s | SATA 6 Gbit/s | SATA 6 Gbit/s | SATA 6 Gbit/s | SATA 6 Gbit/s | SATA 6 Gbit/s |                  |
| محرك الأقراص الضوئية                                                                      | محرك الأقراص الضوئية                                                                      | سوبر درايف ‏: 4× DVD±R DL كتابة، 8× DVD+/−R قراءة/كتابة، 8× DVD+RW كتابة، 6× DVD-RW كتابة، 24× الأقراص المضغوطة (CD-R)، و16× قرص مضغوط قابل لإعادة الكتابة تسجيل            | سوبر درايف ‏: 4× DVD±R DL كتابة، 8× DVD+/−R قراءة/كتابة، 8× DVD+RW كتابة، 6× DVD-RW كتابة، 24× الأقراص المضغوطة (CD-R)، و16× قرص مضغوط قابل لإعادة الكتابة تسجيل                         | سوبر درايف ‏: 4× DVD±R DL كتابة، 8× DVD+/−R قراءة/كتابة، 8× DVD+RW كتابة، 6× DVD-RW كتابة، 24× الأقراص المضغوطة (CD-R)، و16× قرص مضغوط قابل لإعادة الكتابة تسجيل            | سوبر درايف ‏: 4× DVD±R DL كتابة، 8× DVD+/−R قراءة/كتابة، 8× DVD+RW كتابة، 6× DVD-RW كتابة، 24× الأقراص المضغوطة (CD-R)، و16× قرص مضغوط قابل لإعادة الكتابة تسجيل | سوبر درايف ‏: 4× DVD±R DL كتابة، 8× DVD+/−R قراءة/كتابة، 8× DVD+RW كتابة، 6× DVD-RW كتابة، 24× الأقراص المضغوطة (CD-R)، و16× قرص مضغوط قابل لإعادة الكتابة تسجيل | سوبر درايف ‏: 4× DVD±R DL كتابة، 8× DVD+/−R قراءة/كتابة، 8× DVD+RW كتابة، 6× DVD-RW كتابة، 24× الأقراص المضغوطة (CD-R)، و16× قرص مضغوط قابل لإعادة الكتابة تسجيل | سوبر درايف ‏: 4× DVD±R DL كتابة، 8× DVD+/−R قراءة/كتابة، 8× DVD+RW كتابة، 6× DVD-RW كتابة، 24× الأقراص المضغوطة (CD-R)، و16× قرص مضغوط قابل لإعادة الكتابة تسجيل | سوبر درايف ‏: 4× DVD±R DL كتابة، 8× DVD+/−R قراءة/كتابة، 8× DVD+RW كتابة، 6× DVD-RW كتابة، 24× الأقراص المضغوطة (CD-R)، و16× قرص مضغوط قابل لإعادة الكتابة تسجيل                      | سوبر درايف ‏: 4× DVD±R DL كتابة، 8× DVD+/−R قراءة/كتابة، 8× DVD+RW كتابة، 6× DVD-RW كتابة، 24× الأقراص المضغوطة (CD-R)، و16× قرص مضغوط قابل لإعادة الكتابة تسجيل                      | سوبر درايف ‏: 4× DVD±R DL كتابة، 8× DVD+/−R قراءة/كتابة، 8× DVD+RW كتابة، 6× DVD-RW كتابة، 24× الأقراص المضغوطة (CD-R)، و16× قرص مضغوط قابل لإعادة الكتابة تسجيل | سوبر درايف ‏: 4× DVD±R DL كتابة، 8× DVD+/−R قراءة/كتابة، 8× DVD+RW كتابة، 6× DVD-RW كتابة، 24× الأقراص المضغوطة (CD-R)، و16× قرص مضغوط قابل لإعادة الكتابة تسجيل | سوبر درايف ‏: 4× DVD±R DL كتابة، 8× DVD+/−R قراءة/كتابة، 8× DVD+RW كتابة، 6× DVD-RW كتابة، 24× الأقراص المضغوطة (CD-R)، و16× قرص مضغوط قابل لإعادة الكتابة تسجيل           | سوبر درايف ‏: 4× DVD±R DL كتابة، 8× DVD+/−R قراءة/كتابة، 8× DVD+RW كتابة، 6× DVD-RW كتابة، 24× الأقراص المضغوطة (CD-R)، و16× قرص مضغوط قابل لإعادة الكتابة تسجيل           | سوبر درايف ‏: 4× DVD±R DL كتابة، 8× DVD+/−R قراءة/كتابة، 8× DVD+RW كتابة، 6× DVD-RW كتابة، 24× الأقراص المضغوطة (CD-R)، و16× قرص مضغوط قابل لإعادة الكتابة تسجيل           | سوبر درايف ‏: 4× DVD±R DL كتابة، 8× DVD+/−R قراءة/كتابة، 8× DVD+RW كتابة، 6× DVD-RW كتابة، 24× الأقراص المضغوطة (CD-R)، و16× قرص مضغوط قابل لإعادة الكتابة تسجيل           | سوبر درايف ‏: 4× DVD±R DL كتابة، 8× DVD+/−R قراءة/كتابة، 8× DVD+RW كتابة، 6× DVD-RW كتابة، 24× الأقراص المضغوطة (CD-R)، و16× قرص مضغوط قابل لإعادة الكتابة تسجيل | سوبر درايف ‏: 4× DVD±R DL كتابة، 8× DVD+/−R قراءة/كتابة، 8× DVD+RW كتابة، 6× DVD-RW كتابة، 24× الأقراص المضغوطة (CD-R)، و16× قرص مضغوط قابل لإعادة الكتابة تسجيل | سوبر درايف ‏: 4× DVD±R DL كتابة، 8× DVD+/−R قراءة/كتابة، 8× DVD+RW كتابة، 6× DVD-RW كتابة، 24× الأقراص المضغوطة (CD-R)، و16× قرص مضغوط قابل لإعادة الكتابة تسجيل                                                             | سوبر درايف ‏: 4× DVD±R DL كتابة، 8× DVD+/−R قراءة/كتابة، 8× DVD+RW كتابة، 6× DVD-RW كتابة، 24× الأقراص المضغوطة (CD-R)، و16× قرص مضغوط قابل لإعادة الكتابة تسجيل                                                             | سوبر درايف ‏: 4× DVD±R DL كتابة، 8× DVD+/−R قراءة/كتابة، 8× DVD+RW كتابة، 6× DVD-RW كتابة، 24× الأقراص المضغوطة (CD-R)، و16× قرص مضغوط قابل لإعادة الكتابة تسجيل             | سوبر درايف ‏: 4× DVD±R DL كتابة، 8× DVD+/−R قراءة/كتابة، 8× DVD+RW كتابة، 6× DVD-RW كتابة، 24× الأقراص المضغوطة (CD-R)، و16× قرص مضغوط قابل لإعادة الكتابة تسجيل | سوبر درايف ‏: 4× DVD±R DL كتابة، 8× DVD+/−R قراءة/كتابة، 8× DVD+RW كتابة، 6× DVD-RW كتابة، 24× الأقراص المضغوطة (CD-R)، و16× قرص مضغوط قابل لإعادة الكتابة تسجيل | سوبر درايف ‏: 4× DVD±R DL كتابة، 8× DVD+/−R قراءة/كتابة، 8× DVD+RW كتابة، 6× DVD-RW كتابة، 24× الأقراص المضغوطة (CD-R)، و16× قرص مضغوط قابل لإعادة الكتابة تسجيل                                                            | سوبر درايف ‏: 4× DVD±R DL كتابة، 8× DVD+/−R قراءة/كتابة، 8× DVD+RW كتابة، 6× DVD-RW كتابة، 24× الأقراص المضغوطة (CD-R)، و16× قرص مضغوط قابل لإعادة الكتابة تسجيل                                                            | سوبر درايف ‏: 4× DVD±R DL كتابة، 8× DVD+/−R قراءة/كتابة، 8× DVD+RW كتابة، 6× DVD-RW كتابة، 24× الأقراص المضغوطة (CD-R)، و16× قرص مضغوط قابل لإعادة الكتابة تسجيل             | سوبر درايف ‏: 4× DVD±R DL كتابة، 8× DVD+/−R قراءة/كتابة، 8× DVD+RW كتابة، 6× DVD-RW كتابة، 24× الأقراص المضغوطة (CD-R)، و16× قرص مضغوط قابل لإعادة الكتابة تسجيل | سوبر درايف ‏: 4× DVD±R DL كتابة، 8× DVD+/−R قراءة/كتابة، 8× DVD+RW كتابة، 6× DVD-RW كتابة، 24× الأقراص المضغوطة (CD-R)، و16× قرص مضغوط قابل لإعادة الكتابة تسجيل | سوبر درايف ‏: 4× DVD±R DL كتابة، 8× DVD+/−R قراءة/كتابة، 8× DVD+RW كتابة، 6× DVD-RW كتابة، 24× الأقراص المضغوطة (CD-R)، و16× قرص مضغوط قابل لإعادة الكتابة تسجيل                                           | سوبر درايف ‏: 4× DVD±R DL كتابة، 8× DVD+/−R قراءة/كتابة، 8× DVD+RW كتابة، 6× DVD-RW كتابة، 24× الأقراص المضغوطة (CD-R)، و16× قرص مضغوط قابل لإعادة الكتابة تسجيل                                           |                  |
| الاتصال                                                                                   | واي فاي                                                                                   | متكامل AirPort Extreme (802.11a/b/g/draft-n) (Broadcom BCM4322 {{time}} – unknown timezone (help) شريحة، حتى 300 Mbit/s)                                                   | متكامل AirPort Extreme (802.11a/b/g/draft-n) (Broadcom BCM4322 {{time}} – unknown timezone (help) شريحة، حتى 300 Mbit/s)                                                                | متكامل AirPort Extreme (802.11a/b/g/draft-n) (Broadcom BCM4322 {{time}} – unknown timezone (help) شريحة، حتى 300 Mbit/s)                                                   | متكامل AirPort Extreme (802.11a/b/g/draft-n) (Broadcom BCM4322 {{time}} – unknown timezone (help) شريحة، حتى 300 Mbit/s)                                        | متكامل AirPort Extreme (802.11a/b/g/draft-n) (Broadcom BCM4322 {{time}} – unknown timezone (help) شريحة، حتى 300 Mbit/s)                                        | متكامل AirPort Extreme (802.11a/b/g/draft-n) (Broadcom BCM4322 {{time}} – unknown timezone (help) شريحة، حتى 300 Mbit/s)                                        | متكامل AirPort Extreme (802.11a/b/g/draft-n) (Broadcom BCM4322 {{time}} – unknown timezone (help) شريحة، حتى 300 Mbit/s)                                        | متكامل AirPort Extreme (802.11a/b/g/draft-n) (Broadcom BCM4322 {{time}} – unknown timezone (help) شريحة، حتى 300 Mbit/s)                                                             | متكامل AirPort Extreme (802.11a/b/g/draft-n) (Broadcom BCM4322 {{time}} – unknown timezone (help) شريحة، حتى 300 Mbit/s)                                                             | متكامل AirPort Extreme (802.11a/b/g/draft-n) (Broadcom BCM4322 {{time}} – unknown timezone (help) شريحة، حتى 300 Mbit/s)                                        | متكامل AirPort Extreme (802.11a/b/g/draft-n) (Broadcom BCM4322 {{time}} – unknown timezone (help) شريحة، حتى 300 Mbit/s)                                        | متكامل AirPort Extreme (802.11a/b/g/draft-n) (Broadcom BCM4322 {{time}} – unknown timezone (help) شريحة، حتى 300 Mbit/s)                                                  | متكامل AirPort Extreme (802.11a/b/g/draft-n) (Broadcom BCM4322 {{time}} – unknown timezone (help) شريحة، حتى 300 Mbit/s)                                                  | متكامل AirPort Extreme (802.11a/b/g/draft-n) (Broadcom BCM4322 {{time}} – unknown timezone (help) شريحة، حتى 300 Mbit/s)                                                  | متكامل AirPort Extreme (802.11a/b/g/draft-n) (Broadcom BCM4322 {{time}} – unknown timezone (help) شريحة، حتى 300 Mbit/s)                                                  | متكامل AirPort Extreme (802.11a/b/g/n) (Broadcom BCM4331 {{time}} – unknown timezone (help) شريحة، حتى 450 Mbit/s)                                              | متكامل AirPort Extreme (802.11a/b/g/n) (Broadcom BCM4331 {{time}} – unknown timezone (help) شريحة، حتى 450 Mbit/s)                                              | متكامل AirPort Extreme (802.11a/b/g/n) (Broadcom BCM4331 {{time}} – unknown timezone (help) شريحة، حتى 450 Mbit/s) | متكامل AirPort Extreme (802.11a/b/g/n) (Broadcom BCM4331 {{time}} – unknown timezone (help) شريحة، حتى 450 Mbit/s) | متكامل AirPort Extreme (802.11a/b/g/n) (Broadcom BCM4331 {{time}} – unknown timezone (help) شريحة، حتى 450 Mbit/s)                                                          | متكامل AirPort Extreme (802.11a/b/g/n) (Broadcom BCM4331 {{time}} – unknown timezone (help) شريحة، حتى 450 Mbit/s)                                              | متكامل AirPort Extreme (802.11a/b/g/n) (Broadcom BCM4331 {{time}} – unknown timezone (help) شريحة، حتى 450 Mbit/s)                                              | متكامل AirPort Extreme (802.11a/b/g/n) (Broadcom BCM4331 {{time}} – unknown timezone (help) شريحة، حتى 450 Mbit/s) | متكامل AirPort Extreme (802.11a/b/g/n) (Broadcom BCM4331 {{time}} – unknown timezone (help) شريحة، حتى 450 Mbit/s) | متكامل AirPort Extreme (802.11a/b/g/n) (Broadcom BCM4331 {{time}} – unknown timezone (help) شريحة، حتى 450 Mbit/s)                                                          | متكامل AirPort Extreme (802.11a/b/g/n) (Broadcom BCM4331 {{time}} – unknown timezone (help) شريحة، حتى 450 Mbit/s)                                              | متكامل AirPort Extreme (802.11a/b/g/n) (Broadcom BCM4331 {{time}} – unknown timezone (help) شريحة، حتى 450 Mbit/s)                                              | متكامل AirPort Extreme (802.11a/b/g/n) (Broadcom BCM4331 {{time}} – unknown timezone (help) شريحة، حتى 450 Mbit/s)                                                                                        | متكامل AirPort Extreme (802.11a/b/g/n) (Broadcom BCM4331 {{time}} – unknown timezone (help) شريحة، حتى 450 Mbit/s)                                                                                        |                  |
| الاتصال                                                                                   | بلوتوث                                                                                    | بلوتوث 2.1 + EDR | بلوتوث 2.1 + EDR | بلوتوث 2.1 + EDR | بلوتوث 2.1 + EDR | بلوتوث 2.1 + EDR | بلوتوث 2.1 + EDR | بلوتوث 2.1 + EDR | بلوتوث 2.1 + EDR | بلوتوث 2.1 + EDR | بلوتوث 2.1 + EDR | بلوتوث 2.1 + EDR | بلوتوث 2.1 + EDR | بلوتوث 2.1 + EDR | بلوتوث 2.1 + EDR | بلوتوث 2.1 + EDR | بلوتوث 2.1 + EDR | بلوتوث 2.1 + EDR | بلوتوث 2.1 + EDR | بلوتوث 2.1 + EDR | بلوتوث 2.1 + EDR | بلوتوث 2.1 + EDR | بلوتوث 2.1 + EDR | بلوتوث 2.1 + EDR | بلوتوث 2.1 + EDR | بلوتوث 2.1 + EDR | بلوتوث 4.0 | بلوتوث 4.0 | بلوتوث 4.0 | بلوتوث 4.0 |                  |
| الاتصال                                                                                   | إيثرنت                                                                                    | Gigabit Ethernet | Gigabit Ethernet | Gigabit Ethernet | Gigabit Ethernet | Gigabit Ethernet | Gigabit Ethernet | Gigabit Ethernet | Gigabit Ethernet | Gigabit Ethernet | Gigabit Ethernet | Gigabit Ethernet | Gigabit Ethernet | Gigabit Ethernet | Gigabit Ethernet | Gigabit Ethernet | Gigabit Ethernet | Gigabit Ethernet | Gigabit Ethernet | Gigabit Ethernet | Gigabit Ethernet | Gigabit Ethernet | Gigabit Ethernet | Gigabit Ethernet | Gigabit Ethernet | Gigabit Ethernet | Gigabit Ethernet | Gigabit Ethernet | Gigabit Ethernet | Gigabit Ethernet | Gigabit Ethernet |
| الاتصالات الطرفية                                                                         | البطاقات                                                                                  | مسرى البطاقة السريعة/34 | مسرى البطاقة السريعة/34 | مسرى البطاقة السريعة/34 | فتحة SDXC card | فتحة SDXC card | فتحة SDXC card | فتحة SDXC card | فتحة SDXC card | مسرى البطاقة السريعة/34 | فتحة SDXC card | فتحة SDXC card | فتحة SDXC card | فتحة SDXC card | فتحة SDXC card | مسرى البطاقة السريعة/34 | فتحة SDXC card | فتحة SDXC card | فتحة SDXC card | فتحة SDXC card | مسرى البطاقة السريعة/34 | فتحة SDXC card | فتحة SDXC card | فتحة SDXC card | فتحة SDXC card | مسرى البطاقة السريعة/34 | فتحة SDXC card | فتحة SDXC card | فتحة SDXC card | فتحة SDXC card |                  |
| الاتصالات الطرفية                                                                         | المسرى التسلسلي العام                                                                     | USB 2.0 (منفذان) | USB 2.0 (منفذان) | USB 2.0 (ثلاثة منافذ) | USB 2.0 (منفذان) | USB 2.0 (منفذان) | USB 2.0 (منفذان) | USB 2.0 (منفذان) | USB 2.0 (منفذان) | USB 2.0 (ثلاثة منافذ) | USB 2.0 (منفذان) | USB 2.0 (منفذان) | USB 2.0 (منفذان) | USB 2.0 (منفذان) | USB 2.0 (منفذان) | USB 2.0 (ثلاثة منافذ) | USB 2.0 (منفذان) | USB 2.0 (منفذان) | USB 2.0 (منفذان) | USB 2.0 (منفذان) | USB 2.0 (ثلاثة منافذ) | USB 2.0 (منفذان) | USB 2.0 (منفذان) | USB 2.0 (منفذان) | USB 2.0 (منفذان) | USB 2.0 (ثلاثة منافذ) | USB 3.0 (منفذان) | USB 3.0 (منفذان) | USB 3.0 (منفذان) | USB 3.0 (منفذان) |                  |
| الاتصالات الطرفية                                                                         | إخراج الفيديو                                                                             | Mini DisplayPort (بدون دعم الصوت) | Mini DisplayPort (بدون دعم الصوت) | Mini DisplayPort (بدون دعم الصوت) | Mini DisplayPort (بدون دعم الصوت) | Mini DisplayPort (بدون دعم الصوت) | Mini DisplayPort (بدون دعم الصوت) | Mini DisplayPort (بدون دعم الصوت) | Mini DisplayPort (بدون دعم الصوت) | Mini DisplayPort (بدون دعم الصوت) | Mini DisplayPort (بدعم الصوت) | Mini DisplayPort (بدعم الصوت) | Mini DisplayPort (بدعم الصوت) | Mini DisplayPort (بدعم الصوت) | Mini DisplayPort (بدعم الصوت) | Mini DisplayPort (بدعم الصوت) | منفذ منفذ الصاعقة | منفذ منفذ الصاعقة | منفذ منفذ الصاعقة | منفذ منفذ الصاعقة | منفذ منفذ الصاعقة | منفذ منفذ الصاعقة | منفذ منفذ الصاعقة | منفذ منفذ الصاعقة | منفذ منفذ الصاعقة | منفذ منفذ الصاعقة | منفذ منفذ الصاعقة | منفذ منفذ الصاعقة | منفذ منفذ الصاعقة | منفذ منفذ الصاعقة |                  |
| الاتصالات الطرفية                                                                         | فاير واير                                                                                 | فاير واير 800 | فاير واير 800 | فاير واير 800 | فاير واير 800 | فاير واير 800 | فاير واير 800 | فاير واير 800 | فاير واير 800 | فاير واير 800 | فاير واير 800 | فاير واير 800 | فاير واير 800 | فاير واير 800 | فاير واير 800 | فاير واير 800 | فاير واير 800 | فاير واير 800 | فاير واير 800 | فاير واير 800 | فاير واير 800 | فاير واير 800 | فاير واير 800 | فاير واير 800 | فاير واير 800 | فاير واير 800 | فاير واير 800 | فاير واير 800 | فاير واير 800 | فاير واير 800 |                  |
| الصوت                                                                                     | الصوت                                                                                     | مكبرات صوت مدمجة، مدخل/خرج الصوت | مكبرات صوت مدمجة، مدخل/خرج الصوت | مكبرات صوت مدمجة، مدخل/خرج الصوت | مكبرات صوت مدمجة، مدخل/خرج الصوت | مكبرات صوت مدمجة، مدخل/خرج الصوت | مكبرات صوت مدمجة، مدخل/خرج الصوت | مكبرات صوت مدمجة، مدخل/خرج الصوت | مكبرات صوت مدمجة، مدخل/خرج الصوت | مكبرات صوت مدمجة، مدخل/خرج الصوت | مكبرات صوت مدمجة، مدخل/خرج الصوت | مكبرات صوت مدمجة، مدخل/خرج الصوت | مكبرات صوت مدمجة، مدخل/خرج الصوت | مكبرات صوت مدمجة، مدخل/خرج الصوت | مكبرات صوت مدمجة، مدخل/خرج الصوت | مكبرات صوت مدمجة، مدخل/خرج الصوت | مكبرات صوت مدمجة، مدخل/خرج الصوت | مكبرات صوت مدمجة، مدخل/خرج الصوت | مكبرات صوت مدمجة، مدخل/خرج الصوت | مكبرات صوت مدمجة، مدخل/خرج الصوت | مكبرات صوت مدمجة، مدخل/خرج الصوت | مكبرات صوت مدمجة، مدخل/خرج الصوت | مكبرات صوت مدمجة، مدخل/خرج الصوت | مكبرات صوت مدمجة، مدخل/خرج الصوت | مكبرات صوت مدمجة، مدخل/خرج الصوت | مكبرات صوت مدمجة، مدخل/خرج الصوت | مكبرات صوت مدمجة، مدخل/خرج الصوت | مكبرات صوت مدمجة، مدخل/خرج الصوت | مكبرات صوت مدمجة، مدخل/خرج الصوت | مكبرات صوت مدمجة، مدخل/خرج الصوت |                  |
| نظام التشغيل                                                                              | الحد الأدنى                                                                               | Mac OS X 10.5 Leopard | Mac OS X 10.5 Leopard | Mac OS X 10.5 Leopard | Mac OS X 10.5 Leopard | Mac OS X 10.5 Leopard | Mac OS X 10.5 Leopard | Mac OS X 10.5 Leopard | Mac OS X 10.5 Leopard | Mac OS X 10.5 Leopard | Mac OS X 10.6 Snow Leopard | Mac OS X 10.6 Snow Leopard | Mac OS X 10.6 Snow Leopard | Mac OS X 10.6 Snow Leopard | Mac OS X 10.6 Snow Leopard | Mac OS X 10.6 Snow Leopard | Mac OS X 10.6 Snow Leopard | Mac OS X 10.6 Snow Leopard | Mac OS X 10.6 Snow Leopard | Mac OS X 10.6 Snow Leopard | Mac OS X 10.6 Snow Leopard | Mac OS X 10.7 Lion | Mac OS X 10.7 Lion | Mac OS X 10.7 Lion | Mac OS X 10.7 Lion | Mac OS X 10.7 Lion | Mac OS X 10.7 Lion | Mac OS X 10.7 Lion | Mac OS X 10.7 Lion | Mac OS X 10.7 Lion |                  |
| نظام التشغيل                                                                              | أحدث إصدار                                                                                | OS X 10.11 El Capitan | OS X 10.11 El Capitan | OS X 10.11 El Capitan | OS X 10.11 El Capitan | OS X 10.11 El Capitan | OS X 10.11 El Capitan | OS X 10.11 El Capitan | OS X 10.11 El Capitan | OS X 10.11 El Capitan | ماك أو إس 10.13 High Sierra | ماك أو إس 10.13 High Sierra | ماك أو إس 10.13 High Sierra | ماك أو إس 10.13 High Sierra | ماك أو إس 10.13 High Sierra | ماك أو إس 10.13 High Sierra | ماك أو إس 10.13 High Sierra | ماك أو إس 10.13 High Sierra | ماك أو إس 10.13 High Sierra | ماك أو إس 10.13 High Sierra | ماك أو إس 10.13 High Sierra | ماك أو إس 10.13 High Sierra | ماك أو إس 10.13 High Sierra | ماك أو إس 10.13 High Sierra | ماك أو إس 10.13 High Sierra | ماك أو إس 10.13 High Sierra | ماك أو إس 10.15 Catalina | ماك أو إس 10.15 Catalina | ماك أو إس 10.15 Catalina | ماك أو إس 10.15 Catalina |                  |
| البطارية (ليثيوم بوليمر، غير قابلة للإزالة باستثناء الطراز الأصلي 15 بوصة)                | البطارية (ليثيوم بوليمر، غير قابلة للإزالة باستثناء الطراز الأصلي 15 بوصة)                | 50 Wh قابلة للإزالة | 50 Wh قابلة للإزالة | 95 Wh | 60 Wh | 60 Wh | 73 Wh | 73 Wh | 73 Wh | 95 Wh | 63.5 Wh | 63.5 Wh | 77.5 Wh | 77.5 Wh | 77.5 Wh | 95 Wh | 63.5 Wh | 63.5 Wh | 77.5 Wh | 77.5 Wh | 95 Wh | 63.5 Wh | 63.5 Wh | 77.5 Wh | 77.5 Wh | 95 Wh | 63.5 Wh | 63.5 Wh | 77.5 Wh | 77.5 Wh |                  |
| الوزن                                                                                     | الوزن                                                                                     | 5.5 رطل (2.5 كـغ) | 5.5 رطل (2.5 كـغ) | 6.6 رطل (3.0 كـغ) | 4.50 رطل (2.04 كـغ) | 4.50 رطل (2.04 كـغ) | 5.5 رطل (2.5 كـغ) | 5.5 رطل (2.5 كـغ) | 5.5 رطل (2.5 كـغ) | 6.6 رطل (3.0 كـغ) | 4.50 رطل (2.04 كـغ) | 4.50 رطل (2.04 كـغ) | 5.6 رطل (2.5 كـغ) | 5.6 رطل (2.5 كـغ) | 5.6 رطل (2.5 كـغ) | 6.6 رطل (3.0 كـغ) | 4.50 رطل (2.04 كـغ) | 4.50 رطل (2.04 كـغ) | 5.6 رطل (2.5 كـغ) | 5.6 رطل (2.5 كـغ) | 6.6 رطل (3.0 كـغ) | 4.50 رطل (2.04 كـغ) | 4.50 رطل (2.04 كـغ) | 5.6 رطل (2.5 كـغ) | 5.6 رطل (2.5 كـغ) | 6.6 رطل (3.0 كـغ) | 4.50 رطل (2.04 كـغ) | 4.50 رطل (2.04 كـغ) | 5.6 رطل (2.5 كـغ) | 5.6 رطل (2.5 كـغ) |                  |
| الأبعاد (العرض19:58, 8 May 2025 UTC [refresh]العمق19:58, 8 May 2025 UTC [refresh]السماكة) | الأبعاد (العرض19:58, 8 May 2025 UTC [refresh]العمق19:58, 8 May 2025 UTC [refresh]السماكة) | 14.35 بوصة × 9.82 بوصة × 0.95 بوصة (36.4 سـم × 24.9 سـم × 2.4 سـم) | 14.35 بوصة × 9.82 بوصة × 0.95 بوصة (36.4 سـم × 24.9 سـم × 2.4 سـم) | 15.47 بوصة × 10.51 بوصة × 0.98 بوصة (39.3 سـم × 26.7 سـم × 2.5 سـم) | 12.78 بوصة × 8.94 بوصة × 0.95 بوصة (32.5 سـم × 22.7 سـم × 2.4 سـم)                                                                                              | 12.78 بوصة × 8.94 بوصة × 0.95 بوصة (32.5 سـم × 22.7 سـم × 2.4 سـم)                                                                                              | 14.35 بوصة × 9.82 بوصة × 0.95 بوصة (36.4 سـم × 24.9 سـم × 2.4 سـم)                                                                                              | 14.35 بوصة × 9.82 بوصة × 0.95 بوصة (36.4 سـم × 24.9 سـم × 2.4 سـم)                                                                                              | 14.35 بوصة × 9.82 بوصة × 0.95 بوصة (36.4 سـم × 24.9 سـم × 2.4 سـم) | 15.47 بوصة × 10.51 بوصة × 0.98 بوصة (39.3 سـم × 26.7 سـم × 2.5 سـم) | 12.78 بوصة × 8.94 بوصة × 0.95 بوصة (32.5 سـم × 22.7 سـم × 2.4 سـم)                                                                                              | 12.78 بوصة × 8.94 بوصة × 0.95 بوصة (32.5 سـم × 22.7 سـم × 2.4 سـم)                                                                                              | 14.35 بوصة × 9.82 بوصة × 0.95 بوصة (36.4 سـم × 24.9 سـم × 2.4 سـم) | 14.35 بوصة × 9.82 بوصة × 0.95 بوصة (36.4 سـم × 24.9 سـم × 2.4 سـم) | 14.35 بوصة × 9.82 بوصة × 0.95 بوصة (36.4 سـم × 24.9 سـم × 2.4 سـم) | 15.47 بوصة × 10.51 بوصة × 0.98 بوصة (39.3 سـم × 26.7 سـم × 2.5 سـم) | 12.78 بوصة × 8.94 بوصة × 0.95 بوصة (32.5 سـم × 22.7 سـم × 2.4 سـم)                                                                                              | 12.78 بوصة × 8.94 بوصة × 0.95 بوصة (32.5 سـم × 22.7 سـم × 2.4 سـم)                                                                                              | 14.35 بوصة × 9.82 بوصة × 0.95 بوصة (36.4 سـم × 24.9 سـم × 2.4 سـم) | 14.35 بوصة × 9.82 بوصة × 0.95 بوصة (36.4 سـم × 24.9 سـم × 2.4 سـم) | 15.47 بوصة × 10.51 بوصة × 0.98 بوصة (39.3 سـم × 26.7 سـم × 2.5 سـم) | 12.78 بوصة × 8.94 بوصة × 0.95 بوصة (32.5 سـم × 22.7 سـم × 2.4 سـم)                                                                                              | 12.78 بوصة × 8.94 بوصة × 0.95 بوصة (32.5 سـم × 22.7 سـم × 2.4 سـم)                                                                                              | 14.35 بوصة × 9.82 بوصة × 0.95 بوصة (36.4 سـم × 24.9 سـم × 2.4 سـم) | 14.35 بوصة × 9.82 بوصة × 0.95 بوصة (36.4 سـم × 24.9 سـم × 2.4 سـم) | 15.47 بوصة × 10.51 بوصة × 0.98 بوصة (39.3 سـم × 26.7 سـم × 2.5 سـم) | 12.78 بوصة × 8.94 بوصة × 0.95 بوصة (32.5 سـم × 22.7 سـم × 2.4 سـم)                                                                                              | 12.78 بوصة × 8.94 بوصة × 0.95 بوصة (32.5 سـم × 22.7 سـم × 2.4 سـم)                                                                                              | 14.35 بوصة × 9.82 بوصة × 0.95 بوصة (36.4 سـم × 24.9 سـم × 2.4 سـم) | 14.35 بوصة × 9.82 بوصة × 0.95 بوصة (36.4 سـم × 24.9 سـم × 2.4 سـم) |                  |

### مشاكل وحدة معالجة الرسومات في طرازات 2011 المبكرة والمتأخرة
تعاني طرازات 2011 المبكرة والمتأخرة مع وحدة معالجة الرسومات؛ 15 بوصة و17 بوصة؛ من مشاكل تصنيع تؤدي إلى ارتفاع درجة الحرارة، ومشاكل رسومية، وفي النهاية فشل كامل في وحدة معالجة الرسومات ولوحة المنطق. مشكلة مماثلة ولكن غير متطابقة أثرت على وحدات معالجة الرسومات في أجهزة iMac التي تم استدعاؤها لاحقًا من قبل أبل. تم تغطية المشكلة في العديد من المقالات في المجلات المتخصصة في أجهزة Mac، بدءًا من أواخر 2013 وحتى عام 2014. في أغسطس 2014، بدأت شركة المحاماة Whitfield Bryson & Mason LLP في التحقيق في المشكلة لتحديد ما إذا كان هناك أي مطالبة قانونية. في 28 أكتوبر 2014، أعلنت الشركة أنها رفعت دعوى قضائية جماعية في محكمة اتحادية في كاليفورنيا ضد أبل. ستغطي الدعوى المقيمين في كاليفورنيا وفلوريدا الذين اشتروا جهاز ماك بوك برو 2011 مع بطاقة رسومات AMD. كما تقوم الشركة بالتحقيق في حالات مماثلة في جميع أنحاء الولايات المتحدة. في 20 فبراير 2015، أطلقت أبل برنامج "MacBook Pro Repair Extension Program for Video Issues". هذا البرنامج "سيقوم بإصلاح أجهزة ماك بوك برو المتأثرة، مجانًا". غطى البرنامج الطرازات المتأثرة حتى 31 ديسمبر 2016، أي أربع سنوات من تاريخ البيع الأصلي.

## رتينا (2012–2015)

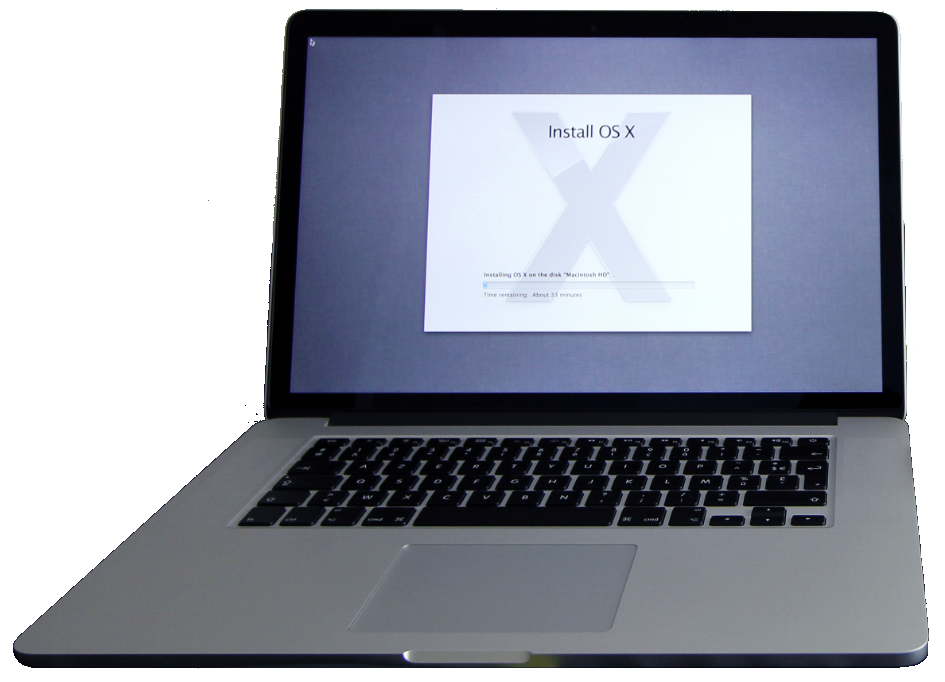
ماك بوك برو (رتينا, 15-inch, Mid-2012)

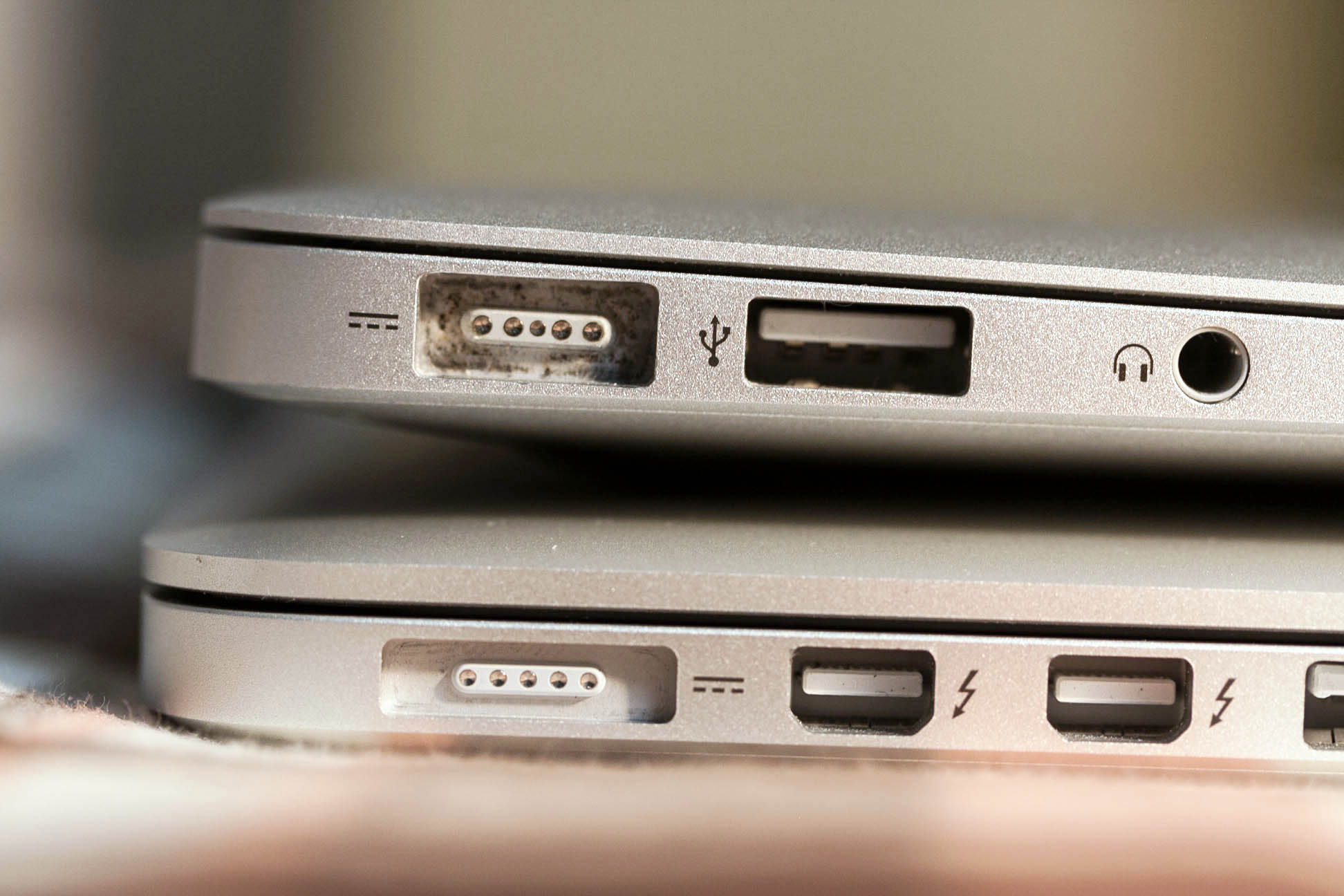
ماك بوك آير (أعلى) وماك بوك برو بشاشة رتينا (أسفل). يحتوي ماك بوك برو على منفذ ماج سيف 2 أرق ومنفذي منفذ الصاعقة.

في 11 يونيو 2012، خلال مؤتمر أبل مؤتمر أبل العالمي للمطورين في سان فرانسيسكو، أعلنت أبل عن إصدار ماك بوك برو مقاس 15 بوصة بشاشة رتينا، والذي تم تسويقه باسم "ماك بوك برو بشاشة رتينا" لتمييزه عن الطراز السابق. يتضمن الطراز معالجات الجيل الثالث من نواة إنتل i7 (أيفي بريدج microarchitecture). جعل التخزين ذو الحالة الثابتة (SSD) قياسيًا، وتم ترقية المنافذ إلى USB 3.0، وإضافة منفذ منفذ الصاعقة إضافي، وإضافة منفذ HDMI، وشاشة رتينا عالية الدقة. كما قدم موصل ماج سيف أرق، أطلق عليه اسم "ماج سيف 2". كما ادعت أبل تحسين مكبرات الصوت والميكروفونات ونظام تبريد جديد للجهاز مع مراوح محسنة. الطراز مقاس 15 بوصة أرق بنسبة 25% من سابقه. لم يعد اسم الطراز موجودًا في الجزء السفلي من إطار الشاشة؛ بدلاً من ذلك، تم وضعه على الجانب السفلي من الهيكل، مشابهًا لأجهزة iOS، وهو أول جهاز ماكنتوش يتميز بعدم ظهور اسم الطراز أثناء الاستخدام العادي.
تم إزالة منافذ إيثرنت وفاير واير 800، ولكن تم توفير محولات منفذ الصاعقة للشراء. كما تم إزالة فتحة Kensington lock slot وزر مؤشر البطارية والضوء على جانب الهيكل الموجود في الطرازات السابقة. لم يتضمن محرك أقراص ضوئي، ليكون أول جهاز محمول محترف منذ باور بوك 2400c لا يتضمن واحدًا.
أعلنت أبل عن إصدار مقاس 13 بوصة في 23 أكتوبر 2012، بمواصفات مشابهة ولكن أقل قوة من الطراز مقاس 15 بوصة، مثل معالجات أقل قوة.
تمتلك طرازات رتينا خيارات أقل للترقية أو الاستبدال من قبل المستخدم مقارنة بأجهزة ماك بوك السابقة. على عكس الأجيال السابقة، تم لحام الذاكرة على اللوحة المنطقية ولا يمكن ترقيتها. وحدة التخزين ذات الحالة الثابتة ليست ملحومة ويمكن للمستخدمين استبدالها، على الرغم من أنها تستخدم موصل وشكل خاص. البطارية مثبتة بالغراء؛ محاولات إزالتها قد تدمر البطارية و/أو لوحة اللمس. يستخدم الهيكل بأكمله براغي pentalobe خاصة ولا يمكن تفكيكها باستخدام الأدوات القياسية. بينما البطارية مثبتة بالغراء، ذكرت شركات إعادة التدوير أن التصميم "غير مريح قليلاً" فقط ولا يعيق عملية إعادة التدوير.
في 13 فبراير 2013، أعلنت أبل عن تحديث الأسعار والمعالجات وزيادة ذاكرة الطراز الأعلى مقاس 15 بوصة إلى 16 GB.
في 22 أكتوبر 2013، قامت أبل بتحديث الخط بمعالجات إنتل Haswell وIris Graphics، و802.11ac واي فاي، ومنفذ الصاعقة 2، وتخزين فلاش يعتمد على PCIe. تم تقليل سمك هيكل الطراز مقاس 13 بوصة قليلاً إلى 0.71 بوصة (18 مـم) ليتطابق مع الطراز مقاس 15 بوصة. الطراز الأقل قوة مقاس 15 بوصة يتضمن فقط رسومات مدمجة بينما الطراز الأعلى قوة استمر في تضمين بطاقة رسومات منفصلة من إنفيديا بالإضافة إلى الرسومات المدمجة. تمت إضافة دعم لإخراج فيديو 4K عبر HDMI ولكن تم تقليل الحد الأقصى لعدد الشاشات الخارجية من ثلاث إلى اثنتين. في 29 يوليو 2014، أعلنت أبل عن طرازات جديدة بأسعار ومعالجات محدثة.
في 9 مارس 2015، تم تحديث الطراز مقاس 13 بوصة بمعالجات إنتل Broadwell ورسومات Iris 6100، وتخزين فلاش أسرع (يعتمد على تقنية PCIe 2.0 × 4)، وذاكرة RAM أسرع (تم ترقيتها من 1600 MHZ إلى 1866 MHZ)، وزيادة عمر البطارية (إلى 10 ساعات)، ولوحة لمس Force Touch. في 19 مايو 2015، تم إصدار طراز مقاس 15 بوصة مع لوحة لمس Force Touch، وAMD Radeon R9 M370X، وتخزين SSD يعتمد على تقنية PCIe 3.0 × 4، وزيادة عمر البطارية إلى 9 ساعات. الطراز الأعلى قوة مقاس 15 بوصة أضاف أيضًا دعمًا لإخراج ثنائي الكابل إلى شاشات بدقة عالية. تم إصدار الطرازات مقاس 15 بوصة بنفس معالجات إنتل Haswell ورسومات Iris برو الخاصة بطرازات 2014 بسبب تأخر شحن معالجات Broadwell رباعية النواة الأحدث. استمرت أبل في بيع الطراز مقاس 15 بوصة لعام 2015 حتى يوليو 2018.

### الاستقبال
تلقى جهاز ماك بوك برو بشاشة رتينا مراجعات إيجابية بشأن شاشة الرتينا، والتخزين الفلاش، والأداء القوي. ومع ذلك، تم انتقاده بسبب سعره المرتفع وعدم وجود منفذ Ethernet ومحرك أقراص ضوئي. قال رومان لويولا من Macworld إن جهاز ماك بوك برو بشاشة رتينا كان "ثوريًا" وجعل الناس "يعيدون التفكير في كيفية استخدامهم للتكنولوجيا". وأشاد بتضمين منفذ USB 3.0 والتصميم الأرق. علق دان أكيرمان من سي نت قائلاً: "لقد أطلقت سابقًا على ماك بوك برو مقاس 15 بوصة اسم أحد أكثر أجهزة الكمبيوتر المحمولة فائدة بشكل عام. تضيف هذه النسخة الجديدة إلى ذلك من خلال HDMI، ومنافذ أسرع، ومزيد من القدرة على التنقل. لكنها أيضًا تقلل من ذلك باستبعادها لمحرك الأقراص الضوئية ومنفذ Ethernet، بالإضافة إلى سعرها المرتفع جدًا. من الواضح أن برو ورتينا برو هما جهازان كمبيوتر محمول مصممان لمستخدمين مختلفين، وباستثناء أولئك الذين يسافرون طوال اليوم ويحتاجون إلى شيء أقرب إلى ماك بوك آير أو ألترابوك، فإن أحد الفرعين من شجرة عائلة ماك بوك برو لا يزال على الأرجح أكثر أجهزة الكمبيوتر المحمولة فائدة بشكل عام."

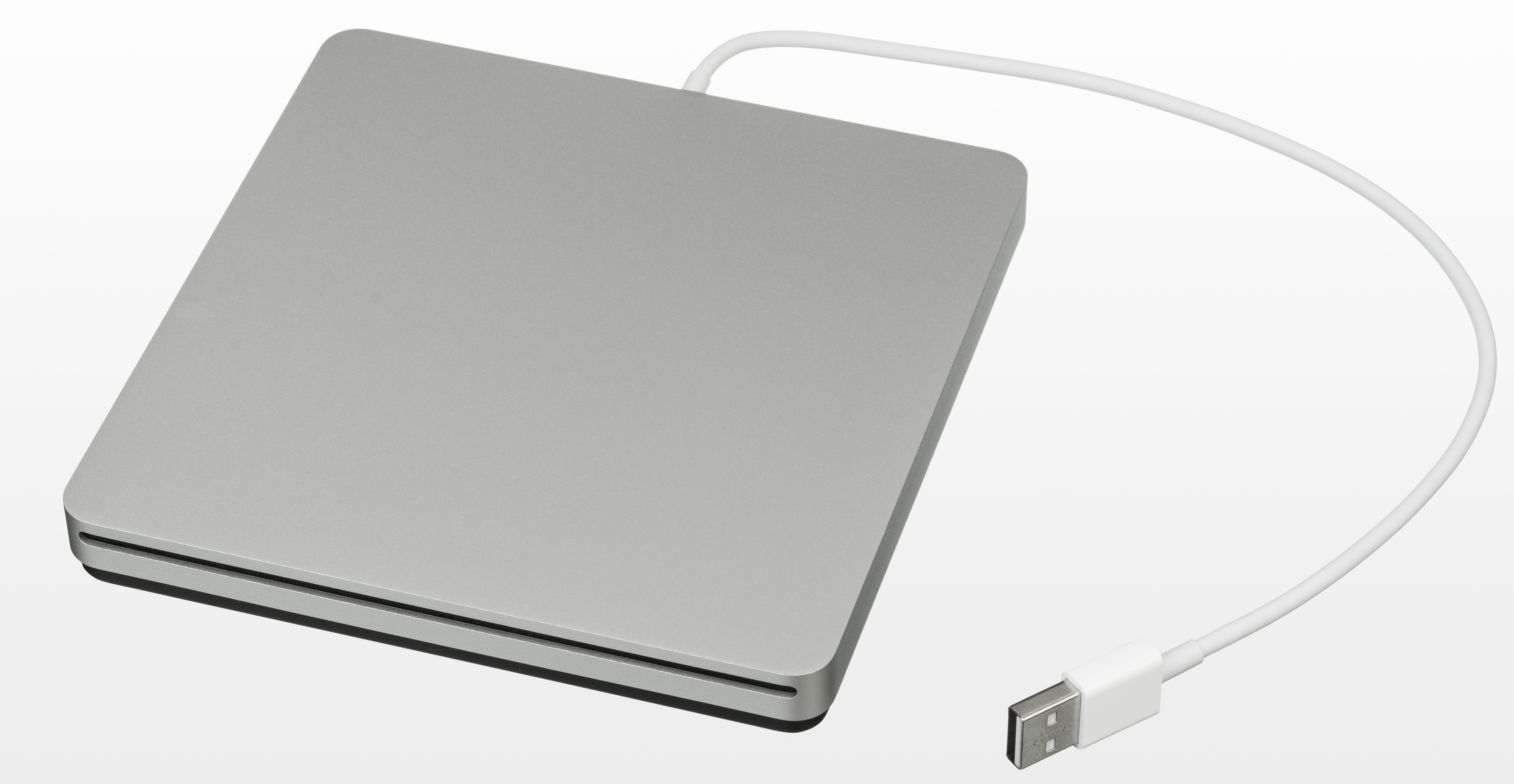
لا تحتوي أجهزة رتينا ماك بوك على محرك أقراص ضوئي داخلي. يمكن استخدام محركات أقراص خارجية مثل سوبر درايف من أبل (في الصورة) بدلاً من ذلك.

منح جويل سانتو دومينغو من PC Magazine جهاز ماك بوك برو تقييم "اختيار المحرر". وأشاد بـ "شاشة الرتينا الرائعة"، والتصميم الرقيق، وتنوع المنافذ، وسرعة التخزين، وأبرز إمكانية التوسع عبر منافذ منفذ الصاعقة التي تدعم حتى سبعة أجهزة لكل منها. أشاد ديفيد بوج من نيويورك تايمز بشاشة الطراز مقاس 15 بوصة، ولوحة المفاتيح، والصوت، ووقت التشغيل، والتصميم الجمالي، وعمر البطارية، والتخزين، وسعة الذاكرة العشوائية. لكنه انتقد عدم وجود سوبر درايف، والتسعير، وعدم توافق موصل الطاقة ماج سيف 2 مع تصميم ماج سيف الأقدم.
تم انتقاد رتينا على جهاز ماك بوك برو بسبب "ثبات الصورة"، خاصة للشاشات المصنعة من قبل مجموعة إل جي. كما اشتكى العديد من المستخدمين من أن الطلاء المضاد للانعكاس على شاشاتهم يمكن أن يتآكل بسهولة، وهي مشكلة تعرف باسم "staingate".
في عام 2017، بعد عام من إطلاق شريط اللمس شريط اللمس لجهاز ماك بوك برو، كتب ماركو أرمينت، المطور الرئيسي الأصلي لـ تمبلر، مقالًا مؤثرًا أعلن فيه أن جهاز رتينا ماك بوك برو هو أفضل جهاز كمبيوتر محمول على الإطلاق. وقد شارك هذا الشعور العديد من المستخدمين على منصات التواصل الاجتماعي المختلفة.

### إمكانية الإصلاح والمخاوف البيئية
تم انتقاد أبل لتثبيت البطارية في الهيكل بالغراء، مما يجعل إعادة التدوير أكثر صعوبة (سهولة التفكيك هي معيار EPEAT)، لكن بعض شركات إعادة التدوير ذكرت أن التصميم "غير مريح قليلاً" فقط ولا يعيق عملية إعادة التدوير. قال كيسي هاريل، المتحدث باسم منظمة السلام الأخضر، إن أبل "قد وضعت التصميم في مواجهة البيئة — واختارت التصميم. إنهم يراهنون على أن الناس لا يهتمون، لكن إعادة التدوير قضية كبيرة."

### مشاكل البطارية
في يونيو 2019، أعلنت أبل عن استدعاء عالمي لبعض أجهزة ماك بوك برو مقاس 15 بوصة من عام 2015 بعد تلقيها 26 تقريرًا على الأقل عن ارتفاع درجة حرارة البطاريات بما يكفي لإنتاج دخان وإحداث حروق طفيفة أو أضرار في الممتلكات. أثرت المشكلة على حوالي 432,000 جهاز كمبيوتر، تم بيع معظمها بين سبتمبر 2015 وفبراير 2017. وطلبت الشركة من العملاء التوقف عن استخدام أجهزتهم حتى تتمكن أبل من استبدال البطاريات.
في سبتمبر 2019، قالت الهيئة العامة للطيران المدني في الهند إن أجهزة ماك بوك برو يمكن أن ترتفع درجة حرارتها بشكل خطير، مما دفع الناقل الوطني طيران الهند إلى حظر هذا الطراز على رحلاته.

### المواصفات الفنية
|  | قديم |  | كلاسيكي |

| اسم الطراز من أبل                                                                         | اسم الطراز من أبل                                                                         | منتصف 2012 | منتصف 2012 | أواخر 2012 | أواخر 2012 | أوائل 2013 | أوائل 2013 | أوائل 2013 | أواخر 2013 | أواخر 2013 | أواخر 2013 | أواخر 2013 | أواخر 2013 | منتصف 2014 | منتصف 2014 | منتصف 2014 | منتصف 2014 | أوائل 2015 | أوائل 2015 | منتصف 2015 | منتصف 2015 | |
| المكون                                                                                    | المكون                                                                                    | أيفي بريدج نواة إنتل | أيفي بريدج نواة إنتل | أيفي بريدج نواة إنتل | أيفي بريدج نواة إنتل | أيفي بريدج نواة إنتل | أيفي بريدج نواة إنتل | أيفي بريدج نواة إنتل | Haswell نواة إنتل | Haswell نواة إنتل | Haswell نواة إنتل | Haswell نواة إنتل | Haswell نواة إنتل | Haswell نواة إنتل | Haswell نواة إنتل | Haswell نواة إنتل | Haswell نواة إنتل | Broadwell نواة إنتل | Broadwell نواة إنتل | Haswell نواة إنتل | Haswell نواة إنتل | |
| ----------------------------------------------------------------------------------------- | ----------------------------------------------------------------------------------------- | --- | --- | --- | --- | --- | --- | --- | --- | --- | --- | --- | --- | --- | --- | --- | --- | --- | --- | --- | --- | --- |
| الجدول الزمني                                                                             | تاريخ الإصدار                                                                             | 11 يونيو 2012 | 11 يونيو 2012 | 23 أكتوبر 2012 | 23 أكتوبر 2012 | 13 فبراير 2013 | 13 فبراير 2013 | 13 فبراير 2013 | 22 أكتوبر 2013 | 22 أكتوبر 2013 | 22 أكتوبر 2013 | 22 أكتوبر 2013 | 22 أكتوبر 2013 | 29 يوليو 2014 | 29 يوليو 2014 | 29 يوليو 2014 | 29 يوليو 2014 | 9 مارس 2015 | 9 مارس 2015 | 19 مايو 2015 | 19 مايو 2015 | |
| الجدول الزمني                                                                             | تاريخ الإيقاف                                                                             | 13 فبراير 2013 | 13 فبراير 2013 | 13 فبراير 2013 | 22 أكتوبر 2013 | 22 أكتوبر 2013 | 22 أكتوبر 2013 | 22 أكتوبر 2013 | 29 يوليو 2014 | 29 يوليو 2014 | 29 يوليو 2014 | 29 يوليو 2014 | 29 يوليو 2014 | 9 مارس 2015 | 9 مارس 2015 | 19 مايو 2015 | 19 مايو 2015 | 5 يونيو 2017 | 5 يونيو 2017 | 12 يوليو 2018 | 12 يوليو 2018 | |
| الجدول الزمني                                                                             | غير مدعوم                                                                                 | 30 نوفمبر 2022 | 30 نوفمبر 2022 | 30 نوفمبر 2022 | 30 نوفمبر 2022 | 30 نوفمبر 2022 | 30 نوفمبر 2022 | 30 نوفمبر 2022 | 26 سبتمبر 2023[بحاجة لمصدر] | 26 سبتمبر 2023[بحاجة لمصدر] | 26 سبتمبر 2023[بحاجة لمصدر] | 26 سبتمبر 2023[بحاجة لمصدر] | 26 سبتمبر 2023[بحاجة لمصدر] | 26 سبتمبر 2023[بحاجة لمصدر] | 26 سبتمبر 2023[بحاجة لمصدر] | 26 سبتمبر 2023[بحاجة لمصدر] | 26 سبتمبر 2023[بحاجة لمصدر] | تحديثات الأمان فقط[بحاجة لمصدر] | تحديثات الأمان فقط[بحاجة لمصدر] | تحديثات الأمان فقط[بحاجة لمصدر] | تحديثات الأمان فقط[بحاجة لمصدر] | |
| الطرازات                                                                                  | الاسم الشائع ورقم الطراز                                                                  | منتصف 2012 15 بوصة A1398 | منتصف 2012 15 بوصة A1398 | أواخر 2012 – أوائل 2013 13 بوصة A1425                                                                                              | أواخر 2012 – أوائل 2013 13 بوصة A1425                                                                                              | أواخر 2012 – أوائل 2013 13 بوصة A1425                                                                                              | أوائل 2013 15 بوصة A1398 | أوائل 2013 15 بوصة A1398 | أواخر 2013 13 بوصة A1502 | أواخر 2013 13 بوصة A1502 | أواخر 2013 13 بوصة A1502 | أواخر 2013 15 بوصة A1398 | أواخر 2013 15 بوصة A1398 | منتصف 2014 13 بوصة A1502 | منتصف 2014 13 بوصة A1502 | منتصف 2014 15 بوصة A1398 | منتصف 2014 15 بوصة A1398 | أوائل 2015 13 بوصة A1502 | أوائل 2015 13 بوصة A1502 | منتصف 2015 15 بوصة A1398 | منتصف 2015 15 بوصة A1398 | |
| الطرازات                                                                                  | معرف الطراز                                                                               | ماك بوكبرو10,1 | ماك بوكبرو10,1 | ماك بوكبرو10,2 | ماك بوكبرو10,2 | ماك بوكبرو10,2 | ماك بوكبرو10,1 | ماك بوكبرو10,1 | ماك بوكبرو11,1 | ماك بوكبرو11,1 | ماك بوكبرو11,1 | ماك بوك برو11,2 | ماك بوك برو11,3 | ماك بوكبرو11,1 | ماك بوكبرو11,1 | ماك بوك برو11,2 | ماك بوك برو11,3 | ماك بوكبرو12,1 | ماك بوكبرو12,1 | ماك بوكبرو11,4 | ماك بوكبرو11,5 | |
| الطرازات                                                                                  | رقم الطلب من أبل                                                                          | MC975 | MC976 MD831 | MD213 | MD212 | ME662 | ME664 | ME665 | ME864 | ME865 | ME866 | ME293 | ME294 | MGX72 | MGX92 | MGXA2 | MGXC2 | MF839 | MF841 | MJLQ2 | MJLT2 | |
| الشاشة                                                                                    | الحجم                                                                                     | 15.4 بوصة، {{time}} – unknown timezone (help)، 220 بكسل لكل بوصة | 15.4 بوصة، {{time}} – unknown timezone (help)، 220 بكسل لكل بوصة | 13.3 بوصة، {{time}} – unknown timezone (help)، 227 بكسل لكل بوصة                                                                   | 13.3 بوصة، {{time}} – unknown timezone (help)، 227 بكسل لكل بوصة                                                                   | 13.3 بوصة، {{time}} – unknown timezone (help)، 227 بكسل لكل بوصة                                                                   | 15.4 بوصة، {{time}} – unknown timezone (help)، 220 بكسل لكل بوصة | 15.4 بوصة، {{time}} – unknown timezone (help)، 220 بكسل لكل بوصة | 13.3 بوصة، {{time}} – unknown timezone (help)، 227 بكسل لكل بوصة                                                                                    | 13.3 بوصة، {{time}} – unknown timezone (help)، 227 بكسل لكل بوصة                                                                                    | 13.3 بوصة، {{time}} – unknown timezone (help)، 227 بكسل لكل بوصة                                                                                    | 15.4 بوصة، {{time}} – unknown timezone (help)، 220 بكسل لكل بوصة                                                                                    | 15.4 بوصة، {{time}} – unknown timezone (help)، 220 بكسل لكل بوصة                                                                                    | 13.3 بوصة، {{time}} – unknown timezone (help)، 227 بكسل لكل بوصة                                                                                    | 13.3 بوصة، {{time}} – unknown timezone (help)، 227 بكسل لكل بوصة                                                                                    | 15.4 بوصة، {{time}} – unknown timezone (help)، 220 بكسل لكل بوصة                                                                                    | 15.4 بوصة، {{time}} – unknown timezone (help)، 220 بكسل لكل بوصة                                                                                    | 13.3 بوصة، {{time}} – unknown timezone (help)، 227 بكسل لكل بوصة                                                                                    | 13.3 بوصة، {{time}} – unknown timezone (help)، 227 بكسل لكل بوصة                                                                                    | 15.4 بوصة، {{time}} – unknown timezone (help)، 220 بكسل لكل بوصة | 15.4 بوصة، {{time}} – unknown timezone (help)، 220 بكسل لكل بوصة | |
| الشاشة                                                                                    | النوع                                                                                     | LED-مضاءة خلفيًا ‏ 16∶10 شاشة عريضة شاشة رتينا | LED-مضاءة خلفيًا ‏ 16∶10 شاشة عريضة شاشة رتينا | LED-مضاءة خلفيًا ‏ 16∶10 شاشة عريضة شاشة رتينا                                                                                       | LED-مضاءة خلفيًا ‏ 16∶10 شاشة عريضة شاشة رتينا                                                                                       | LED-مضاءة خلفيًا ‏ 16∶10 شاشة عريضة شاشة رتينا                                                                                       | LED-مضاءة خلفيًا ‏ 16∶10 شاشة عريضة شاشة رتينا | LED-مضاءة خلفيًا ‏ 16∶10 شاشة عريضة شاشة رتينا | LED-مضاءة خلفيًا ‏ 16∶10 شاشة عريضة شاشة رتينا | LED-مضاءة خلفيًا ‏ 16∶10 شاشة عريضة شاشة رتينا | LED-مضاءة خلفيًا ‏ 16∶10 شاشة عريضة شاشة رتينا | LED-مضاءة خلفيًا ‏ 16∶10 شاشة عريضة شاشة رتينا | LED-مضاءة خلفيًا ‏ 16∶10 شاشة عريضة شاشة رتينا | LED-مضاءة خلفيًا ‏ 16∶10 شاشة عريضة شاشة رتينا | LED-مضاءة خلفيًا ‏ 16∶10 شاشة عريضة شاشة رتينا | LED-مضاءة خلفيًا ‏ 16∶10 شاشة عريضة شاشة رتينا | LED-مضاءة خلفيًا ‏ 16∶10 شاشة عريضة شاشة رتينا | LED-مضاءة خلفيًا ‏ 16∶10 شاشة عريضة شاشة رتينا | LED-مضاءة خلفيًا ‏ 16∶10 شاشة عريضة شاشة رتينا | LED-مضاءة خلفيًا ‏ 16∶10 شاشة عريضة شاشة رتينا | LED-مضاءة خلفيًا ‏ 16∶10 شاشة عريضة شاشة رتينا | |
| كاميرا فيديو                                                                              | كاميرا فيديو                                                                              | فيس تايم HD (720p) | فيس تايم HD (720p) | فيس تايم HD (720p) | فيس تايم HD (720p) | فيس تايم HD (720p) | فيس تايم HD (720p) | فيس تايم HD (720p) | فيس تايم HD (720p) | فيس تايم HD (720p) | فيس تايم HD (720p) | فيس تايم HD (720p) | فيس تايم HD (720p) | فيس تايم HD (720p) | فيس تايم HD (720p) | فيس تايم HD (720p) | فيس تايم HD (720p) | فيس تايم HD (720p) | فيس تايم HD (720p) | فيس تايم HD (720p) | فيس تايم HD (720p) | |
| المعالج                                                                                   | القياسي                                                                                   | 2.3 GHz رباعي النواة نواة إنتل i7 (3615QM) أيفي بريدج مع 6 MB ذاكرة التخزين المؤقت L3 على الشريحة                                                                   | 2.6 GHz رباعي النواة نواة إنتل i7 (3720QM) أيفي بريدج مع 6 MB ذاكرة التخزين المؤقت L3 على الشريحة                                                                   | 2.5 GHz ثنائي النواة نواة إنتل i5 (3210M) أيفي بريدج مع 3 MB ذاكرة التخزين المؤقت L3 المشتركة                                      | 2.5 GHz ثنائي النواة نواة إنتل i5 (3210M) أيفي بريدج مع 3 MB ذاكرة التخزين المؤقت L3 المشتركة                                      | 2.6 GHz ثنائي النواة نواة إنتل i5 (3230M) أيفي بريدج مع 3 MB ذاكرة التخزين المؤقت L3 المشتركة                                      | 2.4 GHz رباعي النواة نواة إنتل i7 (3635QM) أيفي بريدج مع 6 MB ذاكرة التخزين المؤقت L3 على الشريحة                                                                   | 2.7 GHz رباعي النواة نواة إنتل i7 (3740QM) أيفي بريدج مع 6 MB ذاكرة التخزين المؤقت L3 على الشريحة                                                                   | 2.4 GHz ثنائي النواة نواة إنتل i5 (4258U) Haswell مع 3 MB ذاكرة التخزين المؤقت L3 المشتركة                                                          | 2.4 GHz ثنائي النواة نواة إنتل i5 (4258U) Haswell مع 3 MB ذاكرة التخزين المؤقت L3 المشتركة                                                          | 2.6 GHz ثنائي النواة نواة إنتل i5 (4288U) Haswell مع 3 MB ذاكرة التخزين المؤقت L3 المشتركة                                                          | 2.0 GHz رباعي النواة نواة إنتل i7 (4750HQ) Haswell مع 6 MB ذاكرة التخزين المؤقت L3 على الشريحة و128 MB ذاكرة التخزين المؤقت L4 (Crystalwell)        | 2.3 GHz رباعي النواة نواة إنتل i7 (4850HQ) Haswell مع 6 MB ذاكرة التخزين المؤقت L3 على الشريحة و128 MB ذاكرة التخزين المؤقت L4 (Crystalwell)        | 2.6 GHz ثنائي النواة نواة إنتل i5 (4278U) Haswell مع 3 MB ذاكرة التخزين المؤقت L3 المشتركة                                                          | 2.8 GHz ثنائي النواة نواة إنتل i5 (4308U) Haswell مع 3 MB ذاكرة التخزين المؤقت L3 المشتركة                                                          | 2.2 GHz رباعي النواة نواة إنتل i7 (4770HQ) Haswell مع 6 MB ذاكرة التخزين المؤقت L3 على الشريحة و128 MB ذاكرة التخزين المؤقت L4 (Crystalwell)        | 2.5 GHz رباعي النواة نواة إنتل i7 (4870HQ) Haswell مع 6 MB ذاكرة التخزين المؤقت L3 على الشريحة و128 MB ذاكرة التخزين المؤقت L4 (Crystalwell)        | 2.7 GHz ثنائي النواة نواة إنتل i5 (5257U) Broadwell مع 3 MB ذاكرة التخزين المؤقت L3 المشتركة                                                        | 2.9 GHz ثنائي النواة نواة إنتل i5 (5287U) Broadwell مع 3 MB ذاكرة التخزين المؤقت L3 المشتركة                                                        | 2.2 GHz رباعي النواة نواة إنتل i7 (4770HQ) Haswell مع 6 MB ذاكرة التخزين المؤقت L3 على الشريحة و128 MB ذاكرة التخزين المؤقت L4 (Crystalwell)                           | 2.5 GHz رباعي النواة نواة إنتل i7 (4870HQ) Haswell مع 6 MB ذاكرة التخزين المؤقت L3 على الشريحة و128 MB ذاكرة التخزين المؤقت L4 (Crystalwell)                           | |
| المعالج                                                                                   | الاختياري                                                                                 | — | 2.7 GHz إنتل كور آي 7 (3820QM) Ivy Bridge مع 8 MB ذاكرة التخزين المؤقت L3 على الشريحة                                                                               | 2.9 GHz ثنائي النواة إنتل كور آي 7 (3520M) Ivy Bridge مع 4 MB ذاكرة التخزين المؤقت L3 المشتركة                                     | 2.9 GHz ثنائي النواة إنتل كور آي 7 (3520M) Ivy Bridge مع 4 MB ذاكرة التخزين المؤقت L3 المشتركة                                     | 3.0 GHz ثنائي النواة إنتل كور آي 7 (3540M) Ivy Bridge مع 4 MB ذاكرة التخزين المؤقت L3 المشتركة                                     | 2.8 GHz رباعي النواة إنتل كور آي 7 (3840QM) Ivy Bridge مع 8 MB ذاكرة التخزين المؤقت L3 على الشريحة                                                                  | 2.8 GHz رباعي النواة إنتل كور آي 7 (3840QM) Ivy Bridge مع 8 MB ذاكرة التخزين المؤقت L3 على الشريحة                                                                  | 2.8 GHz ثنائي النواة إنتل كور آي 7 (4558U) Haswell مع 4 MB ذاكرة التخزين المؤقت L3 المشتركة                                                         | 2.8 GHz ثنائي النواة إنتل كور آي 7 (4558U) Haswell مع 4 MB ذاكرة التخزين المؤقت L3 المشتركة                                                         | 2.8 GHz ثنائي النواة إنتل كور آي 7 (4558U) Haswell مع 4 MB ذاكرة التخزين المؤقت L3 المشتركة                                                         | 2.6 GHz رباعي النواة إنتل كور آي 7 (4960HQ) Haswell مع 6 MB ذاكرة التخزين المؤقت L3 على الشريحة و128 MB ذاكرة التخزين المؤقت L4 (Crystalwell)       | 2.6 GHz رباعي النواة إنتل كور آي 7 (4960HQ) Haswell مع 6 MB ذاكرة التخزين المؤقت L3 على الشريحة و128 MB ذاكرة التخزين المؤقت L4 (Crystalwell)       | 3.0 GHz ثنائي النواة إنتل كور آي 7 (4578U) Haswell مع 4 MB ذاكرة التخزين المؤقت L3 المشتركة                                                         | 3.0 GHz ثنائي النواة إنتل كور آي 7 (4578U) Haswell مع 4 MB ذاكرة التخزين المؤقت L3 المشتركة                                                         | 2.8 GHz رباعي النواة إنتل كور آي 7 (4980HQ) Haswell مع 6 MB ذاكرة التخزين المؤقت L3 على الشريحة و128 MB ذاكرة التخزين المؤقت L4 (Crystalwell)       | 2.8 GHz رباعي النواة إنتل كور آي 7 (4980HQ) Haswell مع 6 MB ذاكرة التخزين المؤقت L3 على الشريحة و128 MB ذاكرة التخزين المؤقت L4 (Crystalwell)       | 3.1 GHz ثنائي النواة إنتل كور آي 7 Broadwell (5557U) مع 4 MB ذاكرة التخزين المؤقت L3 المشتركة                                                       | 3.1 GHz ثنائي النواة إنتل كور آي 7 Broadwell (5557U) مع 4 MB ذاكرة التخزين المؤقت L3 المشتركة                                                       | 2.8 GHz رباعي النواة إنتل كور آي 7 (4980HQ) Haswell مع 6 MB ذاكرة التخزين المؤقت L3 على الشريحة و128 MB ذاكرة التخزين المؤقت L4 (Crystalwell)                          | 2.8 GHz رباعي النواة إنتل كور آي 7 (4980HQ) Haswell مع 6 MB ذاكرة التخزين المؤقت L3 على الشريحة و128 MB ذاكرة التخزين المؤقت L4 (Crystalwell)                          | |
| ناقل النظام                                                                               | ناقل النظام                                                                               | إنتل واجهة الوسائط المباشرة ‏ 5 GT/s | إنتل واجهة الوسائط المباشرة ‏ 5 GT/s | إنتل واجهة الوسائط المباشرة ‏ 5 GT/s                                                                                                | إنتل واجهة الوسائط المباشرة ‏ 5 GT/s                                                                                                | إنتل واجهة الوسائط المباشرة ‏ 5 GT/s                                                                                                | إنتل واجهة الوسائط المباشرة ‏ 5 GT/s | إنتل واجهة الوسائط المباشرة ‏ 5 GT/s | إنتل واجهة الوسائط المباشرة ‏ 5 GT/s | إنتل واجهة الوسائط المباشرة ‏ 5 GT/s | إنتل واجهة الوسائط المباشرة ‏ 5 GT/s | إنتل واجهة الوسائط المباشرة ‏ 5 GT/s | إنتل واجهة الوسائط المباشرة ‏ 5 GT/s | إنتل واجهة الوسائط المباشرة ‏ 5 GT/s | إنتل واجهة الوسائط المباشرة ‏ 5 GT/s | إنتل واجهة الوسائط المباشرة ‏ 5 GT/s | إنتل واجهة الوسائط المباشرة ‏ 5 GT/s | إنتل واجهة الوسائط المباشرة ‏ 5 GT/s | إنتل واجهة الوسائط المباشرة ‏ 5 GT/s | إنتل واجهة الوسائط المباشرة ‏ 5 GT/s | إنتل واجهة الوسائط المباشرة ‏ 5 GT/s | |
| الذاكرة                                                                                   | المدمجة القياسية                                                                          | 8 جيجابايت | 8 جيجابايت | 8 جيجابايت | 8 جيجابايت | 8 جيجابايت | 8 جيجابايت | 16 جيجابايت | 4 جيجابايت | 8 جيجابايت | 8 جيجابايت | 8 جيجابايت | 16 جيجابايت | 8 جيجابايت | 8 جيجابايت | 16 جيجابايت | 16 جيجابايت | 8 جيجابايت | 8 جيجابايت | 16 جيجابايت | 16 جيجابايت | |
| الذاكرة                                                                                   | الاختيارية عند الشراء فقط                                                                 | 16 جيجابايت | 16 جيجابايت | 8 جيجابايت | 8 جيجابايت | 8 جيجابايت | 16 جيجابايت | 16 جيجابايت | 16 جيجابايت | 16 جيجابايت | 16 جيجابايت | 16 جيجابايت | 16 جيجابايت | 16 جيجابايت | 16 جيجابايت | 16 جيجابايت | 16 جيجابايت | 16 جيجابايت | 16 جيجابايت | 16 جيجابايت | 16 جيجابايت | |
| الذاكرة                                                                                   | التنسيق                                                                                   | 1600 ميغاهرتز PC3-12800 DDR3L SDRAM | 1600 ميغاهرتز PC3-12800 DDR3L SDRAM | 1600 ميغاهرتز PC3-12800 DDR3L SDRAM                                                                                                | 1600 ميغاهرتز PC3-12800 DDR3L SDRAM                                                                                                | 1600 ميغاهرتز PC3-12800 DDR3L SDRAM                                                                                                | 1600 ميغاهرتز PC3-12800 DDR3L SDRAM | 1600 ميغاهرتز PC3-12800 DDR3L SDRAM | 1600 ميغاهرتز PC3-12800 DDR3L SDRAM | 1600 ميغاهرتز PC3-12800 DDR3L SDRAM | 1600 ميغاهرتز PC3-12800 DDR3L SDRAM | 1600 ميغاهرتز PC3-12800 DDR3L SDRAM | 1600 ميغاهرتز PC3-12800 DDR3L SDRAM | 1600 ميغاهرتز PC3-12800 DDR3L SDRAM | 1600 ميغاهرتز PC3-12800 DDR3L SDRAM | 1600 ميغاهرتز PC3-12800 DDR3L SDRAM | 1600 ميغاهرتز PC3-12800 DDR3L SDRAM | 1866 ميغاهرتز PC3-14900 معدل البيانات المزدوجة منخفض الطاقة ‏                                                                                        | 1866 ميغاهرتز PC3-14900 معدل البيانات المزدوجة منخفض الطاقة ‏                                                                                        | 1600 ميغاهرتز PC3-12800 DDR3L SDRAM | 1600 ميغاهرتز PC3-12800 DDR3L SDRAM | |
| الرسومات                                                                                  | الرسومات                                                                                  | إنتل HD Graphics 4000 [الإنجليزية] مع DDR3L SDRAM مشتركة مع الذاكرة الرئيسية و إنفيديا جيفورس GT 650M ‏ مع 1 جيجابايت جي دي دي أر 5 يتبدل تلقائيًا بين أجهزة الرسومات | إنتل HD Graphics 4000 [الإنجليزية] مع DDR3L SDRAM مشتركة مع الذاكرة الرئيسية و إنفيديا جيفورس GT 650M ‏ مع 1 جيجابايت جي دي دي أر 5 يتبدل تلقائيًا بين أجهزة الرسومات | إنتل HD Graphics 4000 [الإنجليزية] مع DDR3L SDRAM مشتركة مع الذاكرة الرئيسية                                                       | إنتل HD Graphics 4000 [الإنجليزية] مع DDR3L SDRAM مشتركة مع الذاكرة الرئيسية                                                       | إنتل HD Graphics 4000 [الإنجليزية] مع DDR3L SDRAM مشتركة مع الذاكرة الرئيسية                                                       | إنتل HD Graphics 4000 [الإنجليزية] مع DDR3L SDRAM مشتركة مع الذاكرة الرئيسية و إنفيديا جيفورس GT 650M ‏ مع 1 جيجابايت جي دي دي أر 5 يتبدل تلقائيًا بين أجهزة الرسومات | إنتل HD Graphics 4000 [الإنجليزية] مع DDR3L SDRAM مشتركة مع الذاكرة الرئيسية و إنفيديا جيفورس GT 650M ‏ مع 1 جيجابايت جي دي دي أر 5 يتبدل تلقائيًا بين أجهزة الرسومات | إنتل Iris 5100 Graphics مع ذاكرة دي.دي.آر اس.دي.رام مشتركة مع الذاكرة الرئيسية                                                                      | إنتل Iris 5100 Graphics مع ذاكرة دي.دي.آر اس.دي.رام مشتركة مع الذاكرة الرئيسية                                                                      | إنتل Iris 5100 Graphics مع ذاكرة دي.دي.آر اس.دي.رام مشتركة مع الذاكرة الرئيسية                                                                      | إنتل Iris برو 5200 Graphics مع 128 ميجابايت eDRAM                                                                                                   | إنتل Iris برو 5200 Graphics مع 128 ميجابايت eDRAM و إنفيديا جيفورس GT 750M ‏ مع 2 جيجابايت جي دي دي أر 5 يتبدل تلقائيًا بين أجهزة الرسومات            | إنتل Iris 5100 Graphics مع ذاكرة دي.دي.آر اس.دي.رام مشتركة مع الذاكرة الرئيسية                                                                      | إنتل Iris 5100 Graphics مع ذاكرة دي.دي.آر اس.دي.رام مشتركة مع الذاكرة الرئيسية                                                                      | إنتل Iris برو 5200 Graphics مع 128 ميجابايت eDRAM                                                                                                   | إنتل Iris برو 5200 Graphics مع 128 ميجابايت eDRAM و إنفيديا جيفورس GT 750M ‏ مع 2 جيجابايت جي دي دي أر 5 يتبدل تلقائيًا بين أجهزة الرسومات            | إنتل Iris 6100 Graphics مع LPDDR3 SDRAM مشتركة مع الذاكرة الرئيسية                                                                                  | إنتل Iris 6100 Graphics مع LPDDR3 SDRAM مشتركة مع الذاكرة الرئيسية                                                                                  | إنتل Iris برو 5200 Graphics مع 128 ميجابايت eDRAM | إنتل Iris برو 5200 Graphics مع 128 ميجابايت eDRAM و AMD Radeon R9 M370X مع 2 جيجابايت جي دي دي أر 5 يتبدل تلقائيًا بين أجهزة الرسومات                                   | |
| التخزين                                                                                   | القياسي                                                                                   | 256 جيجابايت | 512 جيجابايت | 256 جيجابايت | 128 جيجابايت | 256 جيجابايت | 256 جيجابايت | 512 جيجابايت | 128 جيجابايت | 256 جيجابايت | 512 جيجابايت | 256 جيجابايت | 512 جيجابايت | 128 جيجابايت, 256 جيجابايت | 512 جيجابايت | 256 جيجابايت | 512 جيجابايت | 128 جيجابايت | 256 جيجابايت | 256 جيجابايت | 512 جيجابايت | |
| التخزين                                                                                   | الاختياري                                                                                 | 256 جيجابايت | 768 جيجابايت | 512 جيجابايت, 768 جيجابايت | 256 جيجابايت, 512 جيجابايت, 768 جيجابايت                                                                                           | 512 جيجابايت, 768 جيجابايت | 512 جيجابايت, 768 جيجابايت | 512 جيجابايت, 768 جيجابايت | 128 جيجابايت | 256 جيجابايت | 1 تيرابايت | 512 جيجابايت, 1 تيرابايت | 1 تيرابايت | 512 جيجابايت, 768 جيجابايت, 1 تيرابايت | 768 جيجابايت, 1 تيرابايت | 512 جيجابايت, 1 تيرابايت | 1 تيرابايت | 1 تيرابايت | 1 تيرابايت | 512 جيجابايت, 1 تيرابايت | 1 تيرابايت | |
| التخزين                                                                                   | الواجهة                                                                                   | mSATA 6 جيجابت/ثانية SSD | mSATA 6 جيجابت/ثانية SSD | mSATA 6 جيجابت/ثانية SSD | mSATA 6 جيجابت/ثانية SSD | mSATA 6 جيجابت/ثانية SSD | mSATA 6 جيجابت/ثانية SSD | mSATA 6 جيجابت/ثانية SSD | PCIe 2.0 ×2 5.0 جيجابت/ثانية (8 جيجابت/ثانية) SSD                                                                                                   | PCIe 2.0 ×2 5.0 جيجابت/ثانية (8 جيجابت/ثانية) SSD                                                                                                   | PCIe 2.0 ×2 5.0 جيجابت/ثانية (8 جيجابت/ثانية) SSD                                                                                                   | PCIe 2.0 ×2 5.0 جيجابت/ثانية (8 جيجابت/ثانية) SSD                                                                                                   | PCIe 2.0 ×2 5.0 جيجابت/ثانية (8 جيجابت/ثانية) SSD                                                                                                   | PCIe 2.0 ×2 5.0 جيجابت/ثانية (8 جيجابت/ثانية) SSD                                                                                                   | PCIe 2.0 ×2 5.0 جيجابت/ثانية (8 جيجابت/ثانية) SSD                                                                                                   | PCIe 2.0 ×2 5.0 جيجابت/ثانية (8 جيجابت/ثانية) SSD                                                                                                   | PCIe 2.0 ×2 5.0 جيجابت/ثانية (8 جيجابت/ثانية) SSD                                                                                                   | PCIe 2.0 ×4 5.0 جيجابت/ثانية (16 جيجابت/ثانية) SSD                                                                                                  | PCIe 2.0 ×4 5.0 جيجابت/ثانية (16 جيجابت/ثانية) SSD                                                                                                  | PCIe 3.0 ×4 8.0 جيجابت/ثانية (31.5 جيجابت/ثانية) SSD | PCIe 3.0 ×4 8.0 جيجابت/ثانية (31.5 جيجابت/ثانية) SSD | |
| واي فاي                                                                                   | واي فاي                                                                                   | متكامل Wi-Fi 4 (802.11a/b/g/n) (2.4 و5 جيجاهرتز، حتى 450 ميجابت/ثانية) (Broadcom BCM4331 {{time}} – unknown timezone (help) شريحة)                                  | متكامل Wi-Fi 4 (802.11a/b/g/n) (2.4 و5 جيجاهرتز، حتى 450 ميجابت/ثانية) (Broadcom BCM4331 {{time}} – unknown timezone (help) شريحة)                                  | متكامل Wi-Fi 4 (802.11a/b/g/n) (2.4 و5 جيجاهرتز، حتى 450 ميجابت/ثانية) (Broadcom BCM4331 {{time}} – unknown timezone (help) شريحة) | متكامل Wi-Fi 4 (802.11a/b/g/n) (2.4 و5 جيجاهرتز، حتى 450 ميجابت/ثانية) (Broadcom BCM4331 {{time}} – unknown timezone (help) شريحة) | متكامل Wi-Fi 4 (802.11a/b/g/n) (2.4 و5 جيجاهرتز، حتى 450 ميجابت/ثانية) (Broadcom BCM4331 {{time}} – unknown timezone (help) شريحة) | متكامل Wi-Fi 4 (802.11a/b/g/n) (2.4 و5 جيجاهرتز، حتى 450 ميجابت/ثانية) (Broadcom BCM4331 {{time}} – unknown timezone (help) شريحة)                                  | متكامل Wi-Fi 4 (802.11a/b/g/n) (2.4 و5 جيجاهرتز، حتى 450 ميجابت/ثانية) (Broadcom BCM4331 {{time}} – unknown timezone (help) شريحة)                                  | متكامل Wi-Fi 5 (802.11a/b/g/n/ac) (2.4 و5 جيجاهرتز، حتى 1.3 جيجابت/ثانية) (Broadcom BCM4360 {{time}} – unknown timezone (help) شريحة)               | متكامل Wi-Fi 5 (802.11a/b/g/n/ac) (2.4 و5 جيجاهرتز، حتى 1.3 جيجابت/ثانية) (Broadcom BCM4360 {{time}} – unknown timezone (help) شريحة)               | متكامل Wi-Fi 5 (802.11a/b/g/n/ac) (2.4 و5 جيجاهرتز، حتى 1.3 جيجابت/ثانية) (Broadcom BCM4360 {{time}} – unknown timezone (help) شريحة)               | متكامل Wi-Fi 5 (802.11a/b/g/n/ac) (2.4 و5 جيجاهرتز، حتى 1.3 جيجابت/ثانية) (Broadcom BCM4360 {{time}} – unknown timezone (help) شريحة)               | متكامل Wi-Fi 5 (802.11a/b/g/n/ac) (2.4 و5 جيجاهرتز، حتى 1.3 جيجابت/ثانية) (Broadcom BCM4360 {{time}} – unknown timezone (help) شريحة)               | متكامل Wi-Fi 5 (802.11a/b/g/n/ac) (2.4 و5 جيجاهرتز، حتى 1.3 جيجابت/ثانية) (Broadcom BCM4360 {{time}} – unknown timezone (help) شريحة)               | متكامل Wi-Fi 5 (802.11a/b/g/n/ac) (2.4 و5 جيجاهرتز، حتى 1.3 جيجابت/ثانية) (Broadcom BCM4360 {{time}} – unknown timezone (help) شريحة)               | متكامل Wi-Fi 5 (802.11a/b/g/n/ac) (2.4 و5 جيجاهرتز، حتى 1.3 جيجابت/ثانية) (Broadcom BCM4360 {{time}} – unknown timezone (help) شريحة)               | متكامل Wi-Fi 5 (802.11a/b/g/n/ac) (2.4 و5 جيجاهرتز، حتى 1.3 جيجابت/ثانية) (Broadcom BCM4360 {{time}} – unknown timezone (help) شريحة)               | متكامل Wi-Fi 5 (802.11a/b/g/n/ac) (2.4 و5 جيجاهرتز، حتى 1.3 جيجابت/ثانية) (Broadcom BCM4360 {{time}} – unknown timezone (help) شريحة)               | متكامل Wi-Fi 5 (802.11a/b/g/n/ac) (2.4 و5 جيجاهرتز، حتى 1.3 جيجابت/ثانية) (Broadcom BCM4360 {{time}} – unknown timezone (help) شريحة)               | متكامل Wi-Fi 5 (802.11a/b/g/n/ac) (2.4 و5 جيجاهرتز، حتى 1.3 جيجابت/ثانية) (Broadcom BCM4360 {{time}} – unknown timezone (help) شريحة)                                  | متكامل Wi-Fi 5 (802.11a/b/g/n/ac) (2.4 و5 جيجاهرتز، حتى 1.3 جيجابت/ثانية) (Broadcom BCM4360 {{time}} – unknown timezone (help) شريحة)                                  | |
| بلوتوث                                                                                    | بلوتوث                                                                                    | بلوتوث 4.0 تقنية لاسلكية | بلوتوث 4.0 تقنية لاسلكية | بلوتوث 4.0 تقنية لاسلكية | بلوتوث 4.0 تقنية لاسلكية | بلوتوث 4.0 تقنية لاسلكية | بلوتوث 4.0 تقنية لاسلكية | بلوتوث 4.0 تقنية لاسلكية | بلوتوث 4.0 تقنية لاسلكية | بلوتوث 4.0 تقنية لاسلكية | بلوتوث 4.0 تقنية لاسلكية | بلوتوث 4.0 تقنية لاسلكية | بلوتوث 4.0 تقنية لاسلكية | بلوتوث 4.0 تقنية لاسلكية | بلوتوث 4.0 تقنية لاسلكية | بلوتوث 4.0 تقنية لاسلكية | بلوتوث 4.0 تقنية لاسلكية | بلوتوث 4.0 تقنية لاسلكية | بلوتوث 4.0 تقنية لاسلكية | بلوتوث 4.0 تقنية لاسلكية | بلوتوث 4.0 تقنية لاسلكية | |
| الاتصالات الطرفية                                                                         | الاتصالات الطرفية                                                                         | فتحة SDXC منفذي USB 3.0 منفذ صوت خارجي (تمثيلي/بصري) | فتحة SDXC منفذي USB 3.0 منفذ صوت خارجي (تمثيلي/بصري) | فتحة SDXC منفذي USB 3.0 منفذ صوت خارجي (تمثيلي/بصري)                                                                               | فتحة SDXC منفذي USB 3.0 منفذ صوت خارجي (تمثيلي/بصري)                                                                               | فتحة SDXC منفذي USB 3.0 منفذ صوت خارجي (تمثيلي/بصري)                                                                               | فتحة SDXC منفذي USB 3.0 منفذ صوت خارجي (تمثيلي/بصري) | فتحة SDXC منفذي USB 3.0 منفذ صوت خارجي (تمثيلي/بصري) | فتحة SDXC منفذي USB 3.0 منفذ صوت خارجي (تمثيلي/بصري)                                                                                                | فتحة SDXC منفذي USB 3.0 منفذ صوت خارجي (تمثيلي/بصري)                                                                                                | فتحة SDXC منفذي USB 3.0 منفذ صوت خارجي (تمثيلي/بصري)                                                                                                | فتحة SDXC منفذي USB 3.0 منفذ صوت خارجي (تمثيلي/بصري)                                                                                                | فتحة SDXC منفذي USB 3.0 منفذ صوت خارجي (تمثيلي/بصري)                                                                                                | فتحة SDXC منفذي USB 3.0 منفذ صوت خارجي (تمثيلي/بصري)                                                                                                | فتحة SDXC منفذي USB 3.0 منفذ صوت خارجي (تمثيلي/بصري)                                                                                                | فتحة SDXC منفذي USB 3.0 منفذ صوت خارجي (تمثيلي/بصري)                                                                                                | فتحة SDXC منفذي USB 3.0 منفذ صوت خارجي (تمثيلي/بصري)                                                                                                | فتحة SDXC منفذي USB 3.0 منفذ صوت خارجي (تمثيلي/بصري)                                                                                                | فتحة SDXC منفذي USB 3.0 منفذ صوت خارجي (تمثيلي/بصري)                                                                                                | فتحة SDXC منفذي USB 3.0 منفذ صوت خارجي (تمثيلي/بصري) | فتحة SDXC منفذي USB 3.0 منفذ صوت خارجي (تمثيلي/بصري) | |
| الاتصالات الطرفية                                                                         | الاتصالات الطرفية                                                                         | منفذي منفذ الصاعقة يدعم شاشتين بدقة {{time}} – unknown timezone (help)                                                                                              | منفذي منفذ الصاعقة يدعم شاشتين بدقة {{time}} – unknown timezone (help)                                                                                              | منفذي منفذ الصاعقة يدعم شاشتين بدقة {{time}} – unknown timezone (help)                                                             | منفذي منفذ الصاعقة يدعم شاشتين بدقة {{time}} – unknown timezone (help)                                                             | منفذي منفذ الصاعقة يدعم شاشتين بدقة {{time}} – unknown timezone (help)                                                             | منفذي منفذ الصاعقة يدعم شاشتين بدقة {{time}} – unknown timezone (help)                                                                                              | منفذي منفذ الصاعقة يدعم شاشتين بدقة {{time}} – unknown timezone (help)                                                                                              | منفذي منفذ الصاعقة 2 يدعم شاشتين بدقة {{time}} – unknown timezone (help)                                                                            | منفذي منفذ الصاعقة 2 يدعم شاشتين بدقة {{time}} – unknown timezone (help)                                                                            | منفذي منفذ الصاعقة 2 يدعم شاشتين بدقة {{time}} – unknown timezone (help)                                                                            | منفذي منفذ الصاعقة 2 يدعم شاشتين بدقة {{time}} – unknown timezone (help)                                                                            | منفذي منفذ الصاعقة 2 يدعم شاشتين بدقة {{time}} – unknown timezone (help)                                                                            | منفذي منفذ الصاعقة 2 يدعم شاشتين بدقة {{time}} – unknown timezone (help)                                                                            | منفذي منفذ الصاعقة 2 يدعم شاشتين بدقة {{time}} – unknown timezone (help)                                                                            | منفذي منفذ الصاعقة 2 يدعم شاشتين بدقة {{time}} – unknown timezone (help)                                                                            | منفذي منفذ الصاعقة 2 يدعم شاشتين بدقة {{time}} – unknown timezone (help)                                                                            | منفذي منفذ الصاعقة 2 يدعم شاشتين بدقة {{time}} – unknown timezone (help)                                                                            | منفذي منفذ الصاعقة 2 يدعم شاشتين بدقة {{time}} – unknown timezone (help)                                                                            | منفذي منفذ الصاعقة 2 يدعم شاشتين بدقة {{time}} – unknown timezone (help) (Iris Graphics) أو شاشة واحدة بدقة {{time}} – unknown timezone (help) بكابل مزدوج (Radeon R9) | منفذي منفذ الصاعقة 2 يدعم شاشتين بدقة {{time}} – unknown timezone (help) (Iris Graphics) أو شاشة واحدة بدقة {{time}} – unknown timezone (help) بكابل مزدوج (Radeon R9) | |
| الاتصالات الطرفية                                                                         | الاتصالات الطرفية                                                                         | منفذ واجهة متعددة الوسائط عالية الوضوح يدعم إخراج بدقة {{time}} – unknown timezone (help)                                                                           | منفذ واجهة متعددة الوسائط عالية الوضوح يدعم إخراج بدقة {{time}} – unknown timezone (help)                                                                           | منفذ واجهة متعددة الوسائط عالية الوضوح يدعم إخراج بدقة {{time}} – unknown timezone (help)                                          | منفذ واجهة متعددة الوسائط عالية الوضوح يدعم إخراج بدقة {{time}} – unknown timezone (help)                                          | منفذ واجهة متعددة الوسائط عالية الوضوح يدعم إخراج بدقة {{time}} – unknown timezone (help)                                          | منفذ واجهة متعددة الوسائط عالية الوضوح يدعم إخراج بدقة {{time}} – unknown timezone (help)                                                                           | منفذ واجهة متعددة الوسائط عالية الوضوح يدعم إخراج بدقة {{time}} – unknown timezone (help)                                                                           | منفذ واجهة متعددة الوسائط عالية الوضوح يدعم إخراج بدقة {{time}} – unknown timezone (help) @ 30 هرتز أو {{time}} – unknown timezone (help) @ 24 هرتز | منفذ واجهة متعددة الوسائط عالية الوضوح يدعم إخراج بدقة {{time}} – unknown timezone (help) @ 30 هرتز أو {{time}} – unknown timezone (help) @ 24 هرتز | منفذ واجهة متعددة الوسائط عالية الوضوح يدعم إخراج بدقة {{time}} – unknown timezone (help) @ 30 هرتز أو {{time}} – unknown timezone (help) @ 24 هرتز | منفذ واجهة متعددة الوسائط عالية الوضوح يدعم إخراج بدقة {{time}} – unknown timezone (help) @ 30 هرتز أو {{time}} – unknown timezone (help) @ 24 هرتز | منفذ واجهة متعددة الوسائط عالية الوضوح يدعم إخراج بدقة {{time}} – unknown timezone (help) @ 30 هرتز أو {{time}} – unknown timezone (help) @ 24 هرتز | منفذ واجهة متعددة الوسائط عالية الوضوح يدعم إخراج بدقة {{time}} – unknown timezone (help) @ 30 هرتز أو {{time}} – unknown timezone (help) @ 24 هرتز | منفذ واجهة متعددة الوسائط عالية الوضوح يدعم إخراج بدقة {{time}} – unknown timezone (help) @ 30 هرتز أو {{time}} – unknown timezone (help) @ 24 هرتز | منفذ واجهة متعددة الوسائط عالية الوضوح يدعم إخراج بدقة {{time}} – unknown timezone (help) @ 30 هرتز أو {{time}} – unknown timezone (help) @ 24 هرتز | منفذ واجهة متعددة الوسائط عالية الوضوح يدعم إخراج بدقة {{time}} – unknown timezone (help) @ 30 هرتز أو {{time}} – unknown timezone (help) @ 24 هرتز | منفذ واجهة متعددة الوسائط عالية الوضوح يدعم إخراج بدقة {{time}} – unknown timezone (help) @ 30 هرتز أو {{time}} – unknown timezone (help) @ 24 هرتز | منفذ واجهة متعددة الوسائط عالية الوضوح يدعم إخراج بدقة {{time}} – unknown timezone (help) @ 30 هرتز أو {{time}} – unknown timezone (help) @ 24 هرتز | منفذ واجهة متعددة الوسائط عالية الوضوح يدعم إخراج بدقة {{time}} – unknown timezone (help) @ 30 هرتز أو {{time}} – unknown timezone (help) @ 24 هرتز                    | منفذ واجهة متعددة الوسائط عالية الوضوح يدعم إخراج بدقة {{time}} – unknown timezone (help) @ 30 هرتز أو {{time}} – unknown timezone (help) @ 24 هرتز                    | منفذ واجهة متعددة الوسائط عالية الوضوح يدعم إخراج بدقة {{time}} – unknown timezone (help) @ 30 هرتز أو {{time}} – unknown timezone (help) @ 24 هرتز |
| البطارية (بطارية ليثيوم بوليمر، غير قابلة للإزالة)                                        | البطارية (بطارية ليثيوم بوليمر، غير قابلة للإزالة)                                        | 95.0 واط/ساعة | 95.0 واط/ساعة | 74 واط/ساعة | 74 واط/ساعة | 74 واط/ساعة | 95.0 واط/ساعة | 95.0 واط/ساعة | 71.8 واط/ساعة | 71.8 واط/ساعة | 71.8 واط/ساعة | 95.0 واط/ساعة | 95.0 واط/ساعة | 74.9 واط/ساعة | 74.9 واط/ساعة | 95.0 واط/ساعة | 95.0 واط/ساعة | 74.9 واط/ساعة | 74.9 واط/ساعة | 99.5 واط/ساعة | 99.5 واط/ساعة | |
| نظام التشغيل                                                                              | الأدنى                                                                                    | OS X 10.7 Lion | OS X 10.7 Lion | OS X 10.8 Mountain Lion | OS X 10.8 Mountain Lion | OS X 10.8 Mountain Lion | OS X 10.8 Mountain Lion | OS X 10.8 Mountain Lion | OS X 10.9 Mavericks | OS X 10.9 Mavericks | OS X 10.9 Mavericks | OS X 10.9 Mavericks | OS X 10.9 Mavericks | OS X 10.9 Mavericks | OS X 10.9 Mavericks | OS X 10.9 Mavericks | OS X 10.9 Mavericks | OS X 10.10 Yosemite | OS X 10.10 Yosemite | OS X 10.10 Yosemite | OS X 10.10 Yosemite | |
| نظام التشغيل                                                                              | الأحدث                                                                                    | ماك أو إس 10.15 Catalina | ماك أو إس 10.15 Catalina | ماك أو إس 10.15 Catalina | ماك أو إس 10.15 Catalina | ماك أو إس 10.15 Catalina | ماك أو إس 10.15 Catalina | ماك أو إس 10.15 Catalina | ماك أو إس 11 Big Sur | ماك أو إس 11 Big Sur | ماك أو إس 11 Big Sur | ماك أو إس 11 Big Sur | ماك أو إس 11 Big Sur | ماك أو إس 11 Big Sur | ماك أو إس 11 Big Sur | ماك أو إس 11 Big Sur | ماك أو إس 11 Big Sur | ماك أو إس 12 Monterey | ماك أو إس 12 Monterey | ماك أو إس 12 Monterey | ماك أو إس 12 Monterey | |
| الوزن                                                                                     | الوزن                                                                                     | 4.46 رطل (2.02 كـغ) | 4.46 رطل (2.02 كـغ) | 3.57 رطل (1.62 كـغ) | 3.57 رطل (1.62 كـغ) | 3.57 رطل (1.62 كـغ) | 4.46 رطل (2.02 كـغ) | 4.46 رطل (2.02 كـغ) | 3.46 رطل (1.57 كـغ) | 3.46 رطل (1.57 كـغ) | 3.46 رطل (1.57 كـغ) | 4.46 رطل (2.02 كـغ) | 4.46 رطل (2.02 كـغ) | 3.48 رطل (1.58 كـغ) | 3.48 رطل (1.58 كـغ) | 4.46 رطل (2.02 كـغ) | 4.46 رطل (2.02 كـغ) | 3.48 رطل (1.58 كـغ) | 3.48 رطل (1.58 كـغ) | 4.49 رطل (2.04 كـغ) | 4.49 رطل (2.04 كـغ) | |
| الأبعاد (العرض19:58, 8 May 2025 UTC [refresh]العمق19:58, 8 May 2025 UTC [refresh]السماكة) | الأبعاد (العرض19:58, 8 May 2025 UTC [refresh]العمق19:58, 8 May 2025 UTC [refresh]السماكة) | 14.13 بوصة × 9.73 بوصة × 0.71 بوصة (35.9 سـم × 24.7 سـم × 1.8 سـم)                                                                                                  | 14.13 بوصة × 9.73 بوصة × 0.71 بوصة (35.9 سـم × 24.7 سـم × 1.8 سـم)                                                                                                  | 12.35 بوصة × 8.62 بوصة × 0.75 بوصة (31.4 سـم × 21.9 سـم × 1.9 سـم)                                                                 | 12.35 بوصة × 8.62 بوصة × 0.75 بوصة (31.4 سـم × 21.9 سـم × 1.9 سـم)                                                                 | 12.35 بوصة × 8.62 بوصة × 0.75 بوصة (31.4 سـم × 21.9 سـم × 1.9 سـم)                                                                 | 14.13 بوصة × 9.73 بوصة × 0.71 بوصة (35.9 سـم × 24.7 سـم × 1.8 سـم)                                                                                                  | 14.13 بوصة × 9.73 بوصة × 0.71 بوصة (35.9 سـم × 24.7 سـم × 1.8 سـم)                                                                                                  | 12.35 بوصة × 8.62 بوصة × 0.75 بوصة (31.4 سـم × 21.9 سـم × 1.9 سـم)                                                                                  | 12.35 بوصة × 8.62 بوصة × 0.75 بوصة (31.4 سـم × 21.9 سـم × 1.9 سـم)                                                                                  | 12.35 بوصة × 8.62 بوصة × 0.75 بوصة (31.4 سـم × 21.9 سـم × 1.9 سـم)                                                                                  | 14.13 بوصة × 9.73 بوصة × 0.71 بوصة (35.9 سـم × 24.7 سـم × 1.8 سـم)                                                                                  | 14.13 بوصة × 9.73 بوصة × 0.71 بوصة (35.9 سـم × 24.7 سـم × 1.8 سـم)                                                                                  | 12.35 بوصة × 8.62 بوصة × 0.71 بوصة (31.4 سـم × 21.9 سـم × 1.8 سـم)                                                                                  | 12.35 بوصة × 8.62 بوصة × 0.71 بوصة (31.4 سـم × 21.9 سـم × 1.8 سـم)                                                                                  | 14.13 بوصة × 9.73 بوصة × 0.71 بوصة (35.9 سـم × 24.7 سـم × 1.8 سـم)                                                                                  | 14.13 بوصة × 9.73 بوصة × 0.71 بوصة (35.9 سـم × 24.7 سـم × 1.8 سـم)                                                                                  | 12.35 بوصة × 8.62 بوصة × 0.71 بوصة (31.4 سـم × 21.9 سـم × 1.8 سـم)                                                                                  | 12.35 بوصة × 8.62 بوصة × 0.71 بوصة (31.4 سـم × 21.9 سـم × 1.8 سـم)                                                                                  | 14.13 بوصة × 9.73 بوصة × 0.71 بوصة (35.9 سـم × 24.7 سـم × 1.8 سـم) | 14.13 بوصة × 9.73 بوصة × 0.71 بوصة (35.9 سـم × 24.7 سـم × 1.8 سـم) | |

## شريط اللمس (2016–2020)

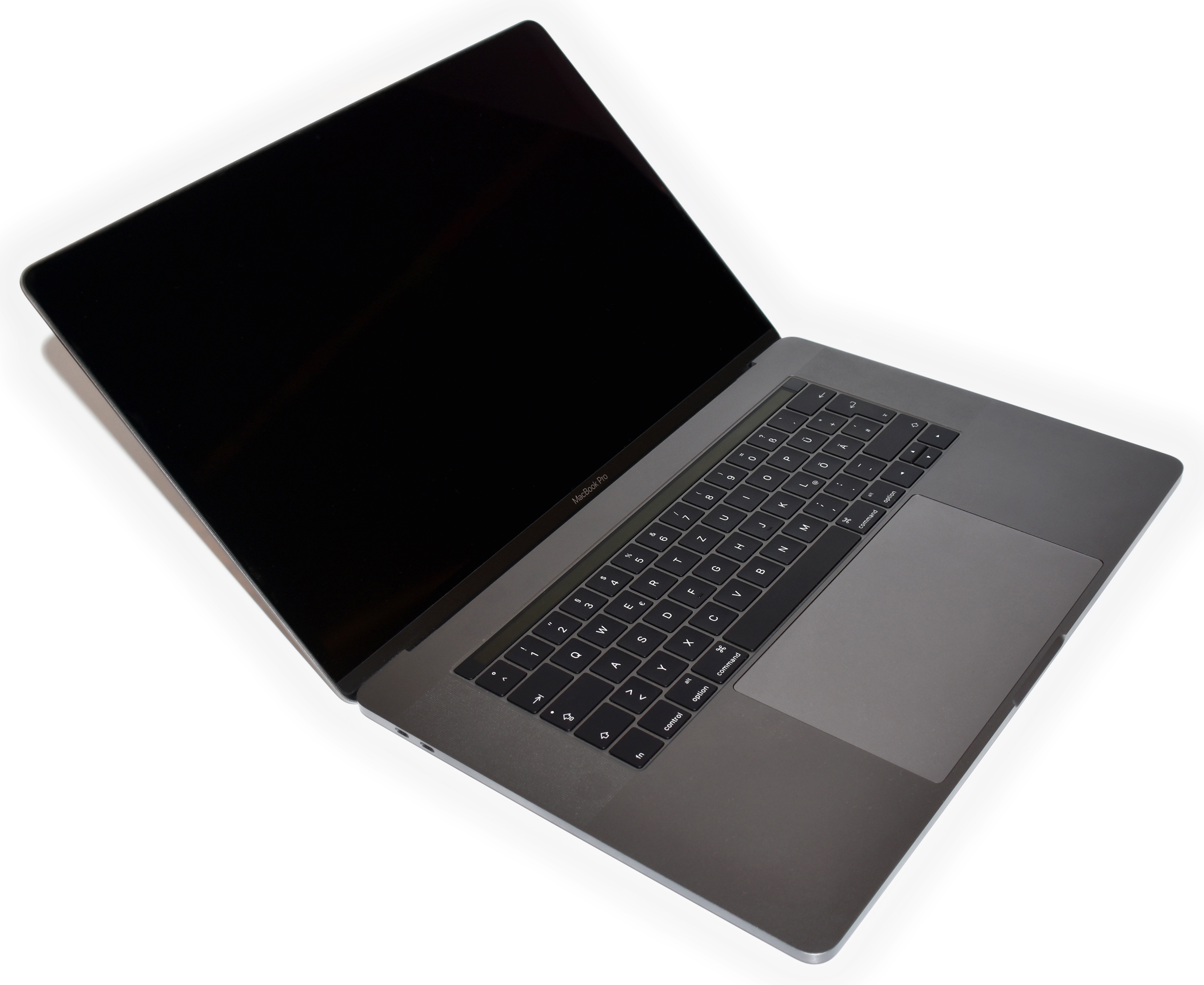
ماك بوك برو (15 بوصة، 2016)

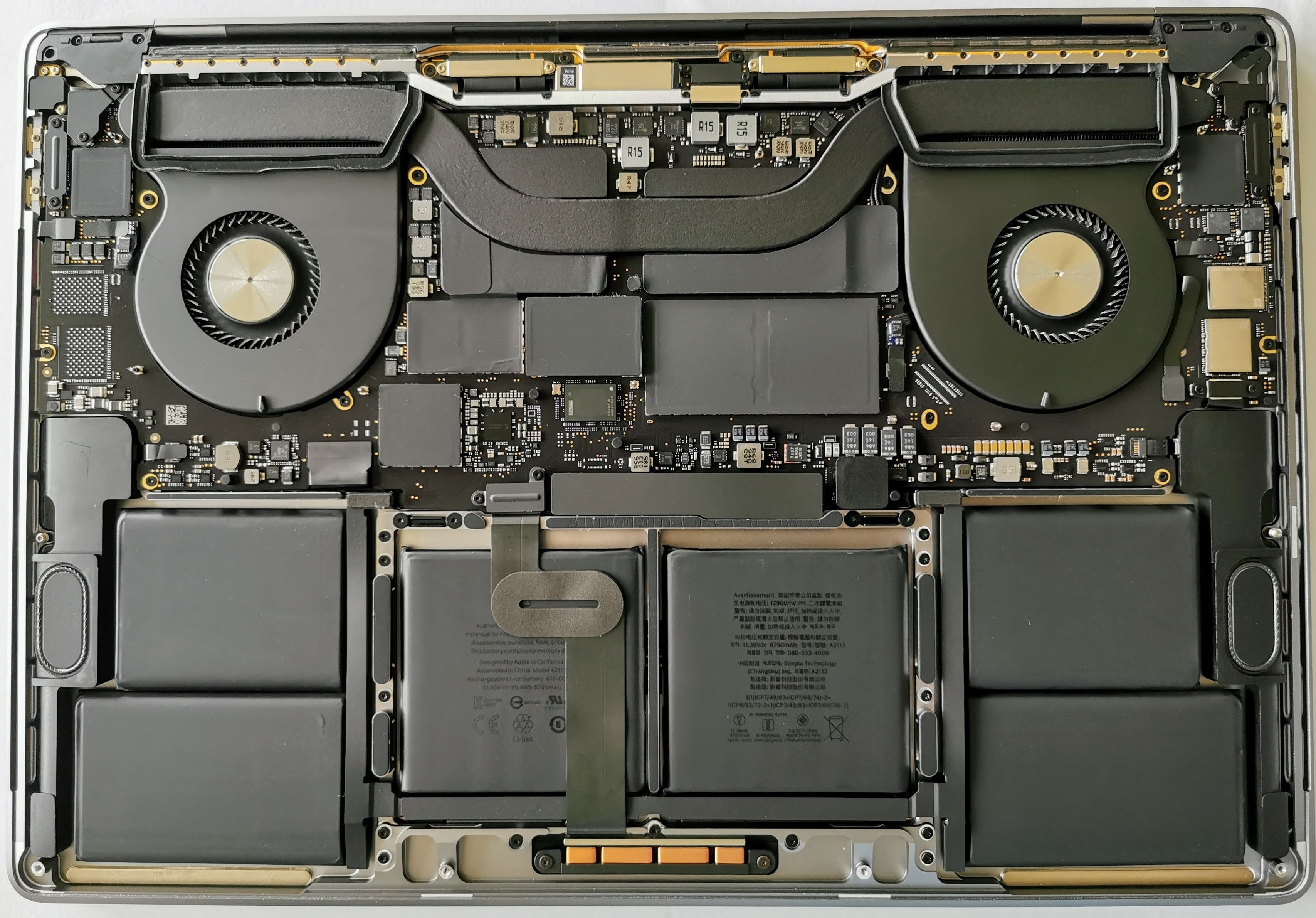
تفكيك ماك بوك برو (16 بوصة، 2019) يظهر الأجزاء الداخلية

كشفت أبل عن طرازات ماك بوك برو ذات 13 و15 بوصة مع شريط اللمس خلال حدث صحفي في مقرها الرئيسي في 27 أكتوبر 2016. جميع الطرازات، باستثناء الطراز الأساسي ذو 13 بوصة، تضمنت شريط اللمس، شريط OLED جديد متعدد اللمس مدمج في أعلى لوحة المفاتيح مكان أزرار الوظائف. يحيط بـ شريط اللمس زر من الزجاج الياقوتي على يمينه يعمل كجهاز استشعار بصمة اللمس وزر تشغيل. كما قدمت الطرازات لوحة مفاتيح بآلية "الفراشة من الجيل الثاني" ذات مسافة سفر أكبر للأزرار مقارنة بالجيل الأول في ماك بوك رتينا. يحتوي الطراز ذو 13 بوصة على لوحة لمس أكبر بنسبة 46% من سابقه بينما يحتوي الطراز ذو 15 بوصة على لوحة لمس أكبر بمرتين من الجيل السابق.
تم استبدال جميع المنافذ إما بمنفذي أو أربعة منافذ منفذ الصاعقة 3 مختلطة تدعم النمط سي من الناقل التسلسلي العام 3.1 Gen 2 وإشارات منفذ العرض 1.2 مزدوجة، يمكن استخدام أي منها للشحن. ماك بوك برو غير متوافق مع بعض الأجهزة الطرفية القديمة المعتمدة على منفذ الصاعقة 3، بما في ذلك تصميم إنتل المرجعي لأجهزة منفذ الصاعقة 3. علاوة على ذلك، يقوم ماك أو إس على ماك بوك برو بحظر بعض فئات الأجهزة المتوافقة مع منفذ الصاعقة 3، مما يمنعها من العمل. تمت إضافة دعم لوحدات معالجة الرسومات الخارجية (eGPU) منفذ الصاعقة 3 في ماك أو إس High Sierra 10.13.4. تحتاج الأجهزة التي تستخدم HDMI ومنفذ الصاعقة من الجيل السابق وUSB إلى محول للاتصال بـ ماك بوك برو. تأتي الطرازات مع منفذ 3.5 مم للسماعات؛ تمت إزالة وظيفة توسلينك من أجهزة ماك بوك برو من الأجيال السابقة.
تشمل التحديثات الأخرى على ماك بوك برو معالجات إنتل "Skylake" Core i5 وi7 ثنائية ورباعية النوى، ورسومات محسنة، وشاشات توفر نطاق ألوان أوسع بنسبة 25%، وسطوع أكثر بنسبة 67%، وتباين أكثر بنسبة 67%. يمكن لجميع الطرازات إخراج شاشة بدقة 5K؛ يمكن للطرازات ذات 15 بوصة تشغيل شاشتين من هذا القبيل. تتضمن الطرازات ذات 15 بوصة بطاقة رسومات منفصلة Radeon برو 450 أو 455 أو 460 بالإضافة إلى الرسومات المدمجة من إنتل. يحتوي الطراز الأساسي ذو 13 بوصة على أزرار وظائف بدلاً من شريط اللمس، ومنفذي USB-C فقط. يتم لحام وحدة التخزين الفلاشية في طرازات شريط اللمس بلوحة المنطق ولا يمكن ترقيتها، بينما في الطراز ذو 13 بوصة بدون شريط اللمس، يمكن إزالتها ولكن يصعب استبدالها، حيث أنها بتنسيق SSD خاص.
في 5 يونيو 2017، قامت أبل بتحديث الخط بمعالجات إنتل Kaby Lake وبطاقات رسومات أحدث. تمت إضافة خيار تخزين بسعة 128 جيجابايت للطراز الأساسي ذو 13 بوصة، بانخفاض عن سعة التخزين الأساسية البالغة 256 جيجابايت. تمت إضافة رموز جديدة لأزرار التحكم والخيارات. في 12 يوليو 2018، قامت أبل بتحديث طرازات شريط اللمس بمعالجات إنتل Coffee Lake رباعية النوى في الطرازات ذات 13 بوصة وستة نوى في الطرازات ذات 15 بوصة، وبطاقات رسومات محدثة، ولوحات مفاتيح بآلية الفراشة من الجيل الثالث التي قدمت رموزًا جديدة لأزرار التحكم والخيارات، وبلوتوث 5، وشريحة T2 SoC، وتقنية شاشة True Tone، وبطاريات بسعة أكبر. يمكن أيضًا تكوين الطراز ذو 15 بوصة بسعة تخزين تصل إلى 4 تيرابايت، وذاكرة DDR4 بسعة 32 جيجابايت ومعالج Core i9. في أواخر نوفمبر، يمكن تكوين الطراز الأعلى ذو 15 بوصة ببطاقات رسومات Radeon برو Vega. في 21 مايو 2019، أعلنت أبل عن طرازات شريط اللمس المحدثة بمعالجات أحدث، مع معالج Core i9 ثماني النوى كمعيار للطراز الأعلى ذو 15 بوصة، ولوحة مفاتيح محدثة مصنوعة من "مواد جديدة" عبر الخط. في 9 يوليو 2019، قامت أبل بتحديث الطراز ذو 13 بوصة بمنفذي منفذ الصاعقة بمعالجات رباعية النوى من الجيل الثامن ورسومات إنتل Iris Plus، وتقنية شاشة True Tone، واستبدال أزرار الوظائف بـ شريط اللمس. أضاف ماك أو إس Catalina دعم Dolby Atmos وDolby Vision وHDR10 على الطرازات من 2018 وما بعدها. أضاف ماك أو إس Catalina 10.15.2 دعم إخراج بدقة 6016x3384 على الطرازات ذات 15 بوصة من 2018 وما بعدها لتشغيل برو Display XDR بدقة كاملة.
كان ماك بوك برو 2019 الطراز الأخير الذي يمكنه تشغيل ماك أو إس Mojave 10.14، آخر إصدار من ماك أو إس يمكنه تشغيل تطبيقات 32 بت مثل أدوبي كريتيف سويت أو Microsoft Office for Mac 2011.

### التصميم وسهولة الاستخدام

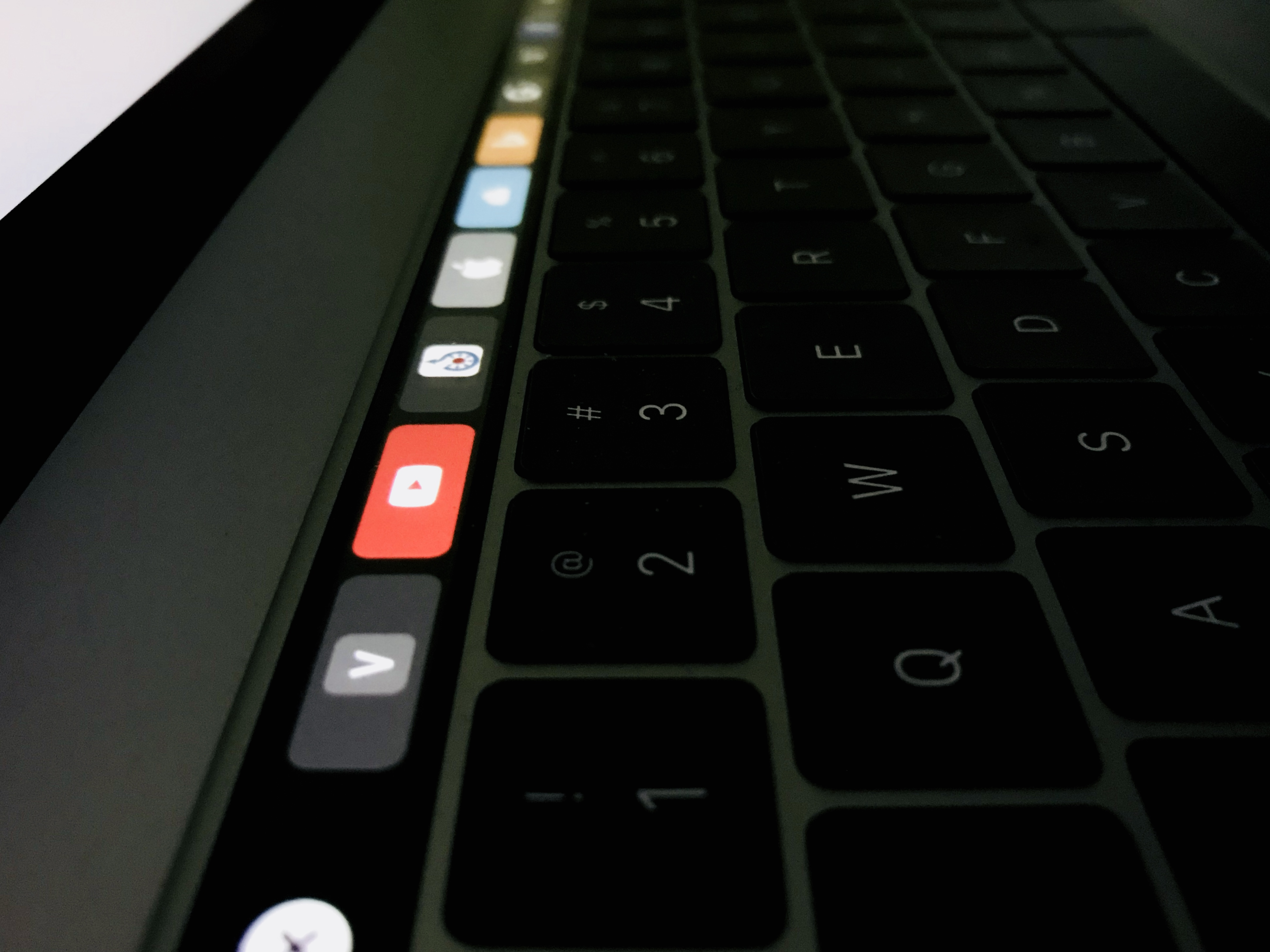
شريط اللمس في ماك بوك برو

يتبع ماك بوك برو مع شريط اللمس تصميم طرازات رتينا، مع هيكل أحادي مصنوع بالكامل من المعدن وأزرار سوداء منفصلة. تشمل بعض التغييرات الواضحة في التصميم هيكلًا أرق وإطار شاشة أرق، ولوحة لمس أكبر، وشريط OLED شريط اللمس، ولوحة مفاتيح بآلية الفراشة الضحلة مع مسافة أقل بين الأزرار مقارنة بالطرازات السابقة. تم نقل فتحات السماعات إلى جانبي لوحة المفاتيح في الطراز ذو 13 بوصة. تظهر عمليات التفكيك أن فتحات السماعات في الطراز ذو 13 بوصة مع شريط اللمس هي "زخرفية إلى حد كبير"، وأن الصوت يخرج بشكل أساسي من الفتحات الجانبية. يأتي ماك بوك برو مع شريط اللمس بلونين، اللون الفضي التقليدي واللون "الرمادي الفضائي" الداكن. يعود اسم طراز ماك بوك برو إلى أسفل إطار الشاشة بخط San Francisco الخاص بـ أبل بعد أن كان غائبًا في ماك بوك برو رتينا. كما هو الحال في ماك بوك رتينا، تستبدل الطرازات الجديدة شعار أبل المضاء باللون الأبيض على الجزء الخلفي من الشاشة، وهي ميزة تعود إلى عام 1999 مع باور بوك G3، بإصدار معدني لامع.
تم استبدال ماج سيف، وهو موصل شحن مغناطيسي، بشحن USB-C. على عكس ماج سيف، الذي كان يوفر ضوء مؤشر ضمن مجال رؤية المستخدم للإشارة إلى حالة شحن الجهاز، فإن شاحن USB-C لا يحتوي على مؤشر مرئي. بدلاً من ذلك، يصدر ماك بوك برو نغمة عند الاتصال بالطاقة. نغمة بدء تشغيل ماكنتوش التي تم استخدامها منذ أول ماكنتوش في عام 1984 تم تعطيلها الآن بشكل افتراضي. يتم تشغيل الكمبيوتر المحمول تلقائيًا عند فتح الغطاء.

### عمر البطارية
تلقى عمر البطارية في الطرازات الجديدة ردود فعل متباينة، حيث أشارت التقارير إلى عمر بطارية غير متسق وتقديرات غير دقيقة للوقت المتبقي على البطارية من قبل نظام التشغيل. بعد هذه التقارير، استخدمت أبل تحديثًا لنظام ماك أو إس لإخفاء عرض الوقت المتبقي للبطارية. لم توصِ Consumer Reports في البداية بطرازات ماك بوك برو لعام 2016، مشيرة إلى عمر بطارية غير متسق وغير متوقع في اختباراتها المعملية (التي تتضمن تحميل عدة مواقع ويب بشكل متتالي). ومع ذلك، اكتشفت أبل وConsumer Reports أن النتائج تأثرت بخلل ناتج عن تعطيل التخزين المؤقت في أدوات المطورين في Safari. أجرت Consumer Reports الاختبارات مرة أخرى مع إصدار مصحح من ماك أو إس، وتراجعت عن تقييمها الأصلي.

### قابلية الإصلاح
أعطت آيفكست الطرازات درجة 1 من 10 فيما يتعلق بقابلية الإصلاح، مشيرة إلى أن الذاكرة والمعالج ووحدة التخزين الفلاشية ملحومة بلوحة المنطق، بينما البطارية ملصوقة بالهيكل. يستخدم التجميع بأكمله براغي pentalobe خاصة ولا يمكن تفكيكها باستخدام الأدوات القياسية.

### موثوقية لوحة المفاتيح
أفاد تقرير من أبلInsider أن لوحة المفاتيح المحدثة "Butterfly" تفشل مرتين أكثر من الطرازات السابقة، غالبًا بسبب الجزيئات العالقة أسفل الأزرار. تم تقدير تكلفة إصلاح الأزرار العالقة بأكثر من 700 دولار. في مايو 2018، تم رفع دعوى قضائية جماعية ضد أبل بشأن مشكلة لوحة المفاتيح؛ حيث ادعت إحداها وجود "تهديد مستمر من الأزرار غير المستجيبة وفشل لوحة المفاتيح المصاحب"، واتهمت أبل بعدم تنبيه المستهلكين إلى المشكلة. في يونيو 2018، أعلنت أبل عن برنامج خدمة "لإصلاح لوحات مفاتيح ماك بوك وماك بوك برو المؤهلة، مجانًا". أضافت الطرازات لعام 2018 غشاءًا أسفل الأزرار لمنع الأعطال الناتجة عن الغبار. اعتبارًا من أوائل عام 2019، كانت هناك تقارير عن مشاكل في نفس النوع من لوحات المفاتيح في ماك بوك آير لعام 2018. في مايو 2019، قامت أبل بتعديل لوحة المفاتيح للمرة الرابعة ووعدت بإصلاح أو استبدال أي لوحة مفاتيح ماك بوك تحتوي على مفاتيح butterfly مجانًا لمدة أربع سنوات بعد تاريخ البيع.

### الاختناق الحراري
قالت PC Magazine "إن المعالج Core i9 الذي اختارته أبل للاستخدام داخل ماك بوك برو (i9-8950HK) لديه تردد أساسي يبلغ 2.9 جيجاهرتز، وهو قادر على الوصول إلى 4.8 جيجاهرتز عند الضرورة. ومع ذلك، أظهرت الاختبارات التي أجراها اليوتيوبر Dave Lee أن Core i9 لم يتمكن حتى من الحفاظ على 2.9 جيجاهرتز، ناهيك عن 4.8 جيجاهرتز. وانتهى به الأمر بالعمل بتردد 2.2 جيجاهرتز بسبب الحرارة الناتجة داخل الهيكل التي أجبرته على الاختناق. وجد Lee أن ماك بوك برو i9 لعام 2018 كان أبطأ من ماك بوك برو لعام 2017 وذكر، "هذه ليست مشكلة في Core i9 من إنتل، بل هي مشكلة في الحل الحراري لـ أبل." عندما وضع Lee جهاز ماك بوك برو i9 داخل الفريزر، كانت أوقات التقديم أسرع بنسبة تزيد عن 30%.
في 24 يوليو 2018، أصدرت أبل إصلاحًا برمجيًا لأجهزة ماك بوك برو الجديدة لعام 2018 والتي تعالج مشكلة الاختناق الحراري. قالت أبل "هناك مفتاح رقمي مفقود في البرنامج الثابت يؤثر على نظام إدارة الحرارة ويمكن أن يؤدي إلى خفض سرعات الساعة تحت الأحمال الحرارية الثقيلة على ماك بوك برو الجديد".

### مشاكل أخرى
واجه عدد "محدود" من وحدات ماك بوك برو ذات 13 بوصة بدون شريط اللمس، المصنعة بين أكتوبر 2016 وأكتوبر 2017، تورمًا في البطارية المدمجة. أنشأت أبل برنامج استبدال مجاني للوحدات المؤهلة.
واجه عدد "محدود" من وحدات التخزين SSD بسعة 128 و256 جيجابايت المستخدمة في وحدات ماك بوك برو ذات 13 بوصة (بدون شريط اللمس) فقدانًا للبيانات وفشلًا. تم بيع وحدات ماك بوك برو ذات 13 بوصة مع وحدات التخزين المتأثرة بين يونيو 2017 ويونيو 2018. أدى ذلك إلى إطلاق أبل برنامج إصلاح للمتأثرين – يتضمن الإصلاح تحديث البرنامج الثابت.
أبلغ بعض المستخدمين عن حدوث أعطال في النواة على طرازات 2018، بسبب شريحة T2. أبل على علم بالمشكلة وتقوم بإجراء تحقيق. هناك أيضًا تقارير من المستخدمين عن مشاكل طقطقة السماعات في طرازات 2018.
أبلغ المستخدمون عن أعطال في كابلات الشاشة، مما تسبب في إضاءة غير متساوية في الجزء السفلي من الشاشة وفي النهاية فشل العرض. أطلق عملاء أبل على هذه المشكلة اسم "Flexgate". تم تتبع المشكلة إلى كابل يتعرض للإجهاد بسبب فتح وإغلاق الكمبيوتر المحمول. يجب استبدال الشاشة بالكامل في الوحدات المتأثرة. في مايو 2019، بدأت أبل برنامجًا لاستبدال الشاشة على الطرازات المتأثرة ذات 13 بوصة المصنوعة في 2016 مجانًا، وتم صنع الكابل في الطرازات 2018 وما بعدها أطول بمقدار 2 مم مقارنة بالطرازات السابقة، مما يقلل من احتمالية فشل العرض. تم انتقاد أبل لعدم توسيع برنامج الاستبدال ليشمل الطرازات ذات 15 بوصة التي تتأثر أيضًا بهذه المشكلة.

### الاستقبال

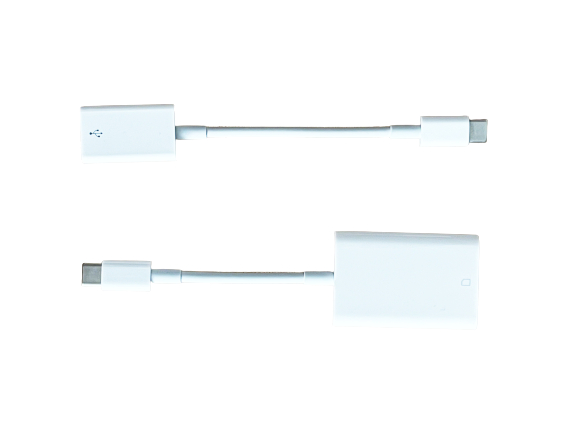
تعرض ماك بوك برو (2016) لانتقادات بسبب الحاجة إلى محولات لتوصيل USB أو بطاقات SD.

تلقى ماك بوك برو مع شريط اللمس آراء متباينة. تم الإشادة بالشاشة وجودة التصنيع وجودة الصوت، لكن الكثيرين اشتكوا من لوحة المفاتيح butterfly؛ وشريط شريط اللمس قليل الاستخدام؛ وغياب منافذ المسرى التسلسلي العام-A ومنفذ HDMI وفتحة بطاقة SD.
لاحظت آرس تكنيكا أن لوحة المفاتيح من الجيل الثاني ذات الأزرار الصلبة كانت "انحرافًا جذريًا" عن لوحات مفاتيح رتينا ماك بوك السابقة. وأشارت أيضًا إلى أن راحة اليد قد تلامس لوحة اللمس أحيانًا، مما يتسبب في قفزات غير مقصودة للمؤشر على الشاشة حيث يفسر الكمبيوتر المحمول هذا كإدخال، دون أن تلامس اليدين أو المعصمين لوحة اللمس فعليًا. زادت سرعة النقل؛ كانت وحدة التخزين الفلاشية أسرع بنحو 40 بالمئة. أشادت إنغادجيت بالتصميم الأرق والأخف وزنًا؛ وتحسين الشاشة والصوت؛ وزيادة سرعة الرسومات ووحدة التخزين الفلاشية، لكنها انتقدت نقص المنافذ والسعر. أشادت Wired بالشاشة، واصفة إياها بأنها "أفضل شاشة كمبيوتر محمول رأيتها على الإطلاق"، كما أشادت بشريط شريط اللمس، على الرغم من انتقادها للحاجة إلى محولات للعديد من الموصلات الشائعة. وبالمثل، خلصت ذا فيرج إلى أن "استخدام [ماك بوك الجديد] يشعر بالغربة لأي شخص يعيش في الحاضر. أتفق مع رؤية أبل للمستقبل. لكنني لن أشتريه اليوم."
أعربت Engadget عن مخاوفها من أن "أبل، من خلال القيام بأشياء مثل إزالة منافذ USB كاملة الحجم وقارئ بطاقات الذاكرة وحتى صف الوظائف، يبدو أنها نسيت كيف يعمل الكثير منا بالفعل". قالت ميريام نيلسن من The Verge: "عندما حاولت استخدام شريط اللمس عن قصد، شعرت كطفل يتعلم الكتابة مرة أخرى. كان عليّ أن أنظر باستمرار إلى الشريط بدلاً من النظر إلى الصور التي كنت أحاول تحريرها." كما قالت إنه بعد تعلم شريط اللمس، لا يمكن العمل بكفاءة على أي جهاز كمبيوتر آخر. يواجه المطورون نصيبهم من الصداع لأنهم لا يمكنهم الاعتماد على وجود شريط اللمس في كل جهاز يعمل برامجهم. حتى إذا جعلت أبل شريط اللمس جزءًا لا يتجزأ من ماك أو إس، فإن الأمر سيستغرق "سنوات عديدة" ليصبح موجودًا في كل مكان، وفي غضون ذلك، يجب أن يكون أي شيء في الشريط متاحًا من خلال جزء آخر من الواجهة.
كما تم انتقاد عدم التوافق بين أجهزة منفذ الصاعقة 2 و3. وجد البعض صوت المروحة مزعجًا في الطراز 15 بوصة، حيث تعمل المروحتان المدمجتان طوال الوقت بشكل افتراضي،[بحاجة لمصدر] بفضل المعالج المساعد الذي يعمل على تشغيل شريط اللمس وTDP الأعلى لنماذج CPU الأقوى.
في عامي 2016 و2017، تسبب شريط اللمس في قلق بين نقابات المحامين الأمريكية من أن النص التنبؤي يمكن استخدامه في الغش في امتحانات المحاماة. اختلفت الردود من ولاية إلى أخرى: حظرت نقابة المحامين في ولاية نيويورك استخدام ماك بوك برو في امتحانات المحاماة؛ بينما سمحت جمعية ولاية كارولينا الشمالية للطلاب بأخذ امتحان الولاية باستخدام الكمبيوتر بمجرد أن يتأكد المراقب من تعطيل ميزة النص التنبؤي.

### المواصفات الفنية
|  | قديم |  | قديم |  | متوقف |

| نظام التشغيل الأولي                           | نظام التشغيل الأولي | نظام التشغيل الأولي | ماك أو إس 10.12 Sierra | ماك أو إس 10.12 Sierra | ماك أو إس 10.12 Sierra | ماك أو إس 10.12 Sierra | ماك أو إس 10.12 Sierra | ماك أو إس 10.12 Sierra | ماك أو إس 10.12 Sierra | ماك أو إس 10.13 High Sierra | ماك أو إس 10.13 High Sierra | ماك أو إس 10.14 Mojave | ماك أو إس 10.14 Mojave | ماك أو إس 10.14 Mojave | ماك أو إس 10.14 Mojave | ماك أو إس 10.14 Mojave | ماك أو إس 10.14 Mojave | ماك أو إس 10.14 Mojave | ماك أو إس 10.14 Mojave | ماك أو إس 10.14 Mojave                                        |                                                                            |                                                                            |                                                                            |                                                                            |                    |                    |                    |                    |                    |                    |                    |                    |
| أحدث إصدار لنظام التشغيل                      | أحدث إصدار لنظام التشغيل | أحدث إصدار لنظام التشغيل | ماك أو إس 12 Monterey | ماك أو إس 12 Monterey | ماك أو إس 12 Monterey | ماك أو إس 13 Ventura | ماك أو إس 13 Ventura | ماك أو إس 13 Ventura | ماك أو إس 13 Ventura | ماك أو إس 15 Sequoia | ماك أو إس 15 Sequoia | ماك أو إس 15 Sequoia | ماك أو إس 15 Sequoia | ماك أو إس 15 Sequoia | ماك أو إس 15 Sequoia | ماك أو إس 15 Sequoia | ماك أو إس 15 Sequoia | ماك أو إس 15 Sequoia | ماك أو إس 15 Sequoia | ماك أو إس 15 Sequoia                                          |                                                                            |                                                                            |                                                                            |                                                                            |                    |                    |                    |                    |                    |                    |                    |                    |
| الشاشة                                        | | | | | | | | | | | | | | | | | | | |                                                               |                                                                            |                                                                            |                                                                            |                                                                            |                    |                    |                    |                    |                    |                    |                    |                    |
| حجم الشاشة                                    | حجم الشاشة | 13.3 بوصة (340 مـم) (قطري) | 13.3 بوصة (340 مـم) (قطري) | 15.4 بوصة (390 مـم) (قطري) | 13.3 بوصة (340 مـم) (قطري) | 13.3 بوصة (340 مـم) (قطري) | 13.3 بوصة (340 مـم) (قطري) | 15.4 بوصة (390 مـم) (قطري) | 13.3 بوصة (340 مـم) (قطري) | 15.4 بوصة (390 مـم) (قطري) | 13.3 بوصة (340 مـم) (قطري) | 13.3 بوصة (340 مـم) (قطري) | 13.3 بوصة (340 مـم) (قطري) | 13.3 بوصة (340 مـم) (قطري) | 13.3 بوصة (340 مـم) (قطري) | 15.4 بوصة (390 مـم) (قطري) | 15.4 بوصة (390 مـم) (قطري) | 15.4 بوصة (390 مـم) (قطري) | 15.4 بوصة (390 مـم) (قطري) |                                                               |                                                                            |                                                                            |                                                                            |                                                                            |                    |                    |                    |                    |                    |                    |                    |                    |
| الإضاءة الخلفية                               | الإضاءة الخلفية | إضاءة خلفية LED | إضاءة خلفية LED | إضاءة خلفية LED | إضاءة خلفية LED | إضاءة خلفية LED | إضاءة خلفية LED | إضاءة خلفية LED | إضاءة خلفية LED | إضاءة خلفية LED | إضاءة خلفية LED | إضاءة خلفية LED | إضاءة خلفية LED | إضاءة خلفية LED | إضاءة خلفية LED | إضاءة خلفية LED | إضاءة خلفية LED | إضاءة خلفية LED | إضاءة خلفية LED |                                                               |                                                                            |                                                                            |                                                                            |                                                                            |                    |                    |                    |                    |                    |                    |                    |                    |
| التقنية                                       | التقنية | رتينا مع تقنية IPS | رتينا مع تقنية IPS | رتينا مع تقنية IPS | رتينا مع تقنية IPS | رتينا مع تقنية IPS | رتينا مع تقنية IPS | رتينا مع تقنية IPS | رتينا مع تقنية IPS | رتينا مع تقنية IPS | رتينا مع تقنية IPS | رتينا مع تقنية IPS | رتينا مع تقنية IPS | رتينا مع تقنية IPS | رتينا مع تقنية IPS | رتينا مع تقنية IPS | رتينا مع تقنية IPS | رتينا مع تقنية IPS | رتينا مع تقنية IPS |                                                               |                                                                            |                                                                            |                                                                            |                                                                            |                    |                    |                    |                    |                    |                    |                    |                    |
| الدقة                                         | الدقة | 2560 × 1600 | 2560 × 1600 | 2880 × 1800 | 2560 × 1600 | 2560 × 1600 | 2560 × 1600 | 2880 × 1800 | 2560 × 1600 | 2880 × 1800 | 2560 × 1600 | 2560 × 1600 | 2560 × 1600 | 2560 × 1600 | 2560 × 1600 | 2880 × 1800 | 2880 × 1800 | 2880 × 1800 | 2880 × 1800 |                                                               |                                                                            |                                                                            |                                                                            |                                                                            |                    |                    |                    |                    |                    |                    |                    |                    |
| كثافة البكسل (ppi)                            | كثافة البكسل (ppi) | 226 | 226 | 220 | 226 | 226 | 226 | 220 | 226 | 220 | 226 | 226 | 226 | 226 | 226 | 220 | 220 | 220 | 220 |                                                               |                                                                            |                                                                            |                                                                            |                                                                            |                    |                    |                    |                    |                    |                    |                    |                    |
| نسبة العرض إلى الارتفاع                       | نسبة العرض إلى الارتفاع | 16:10 | 16:10 | 16:10 | 16:10 | 16:10 | 16:10 | 16:10 | 16:10 | 16:10 | 16:10 | 16:10 | 16:10 | 16:10 | 16:10 | 16:10 | 16:10 | 16:10 | 16:10 |                                                               |                                                                            |                                                                            |                                                                            |                                                                            |                    |                    |                    |                    |                    |                    |                    |                    |
| الدقات المدعومة                               | الدقات المدعومة | - 1680 × 1050 (مُعرض كـ 3360 × 2100) - 1440 × 900 (مُعرض كـ 2880 × 1800، افتراضي) - 1280 × 800 (مُعرض كـ 2560 × 1600، أصلي) - 1024 × 640 (مُعرض كـ 2048 × 1280) | - 1680 × 1050 (مُعرض كـ 3360 × 2100) - 1440 × 900 (مُعرض كـ 2880 × 1800، افتراضي) - 1280 × 800 (مُعرض كـ 2560 × 1600، أصلي) - 1024 × 640 (مُعرض كـ 2048 × 1280)                                | - 1920 × 1200 (مُعرض كـ 3840 × 2400) - 1680 × 1050 (مُعرض كـ 3360 × 2100، افتراضي) - 1440 × 900 (مُعرض كـ 2880 × 1800، أصلي) - 1280 × 800 (مُعرض كـ 2560 × 1600) - 1024 × 640 (مُعرض كـ 2048 × 1280) | - 1680 × 1050 (مُعرض كـ 3360 × 2100) - 1440 × 900 (مُعرض كـ 2880 × 1800، افتراضي) - 1280 × 800 (مُعرض كـ 2560 × 1600، أصلي) - 1024 × 640 (مُعرض كـ 2048 × 1280)                           | - 1680 × 1050 (مُعرض كـ 3360 × 2100) - 1440 × 900 (مُعرض كـ 2880 × 1800، افتراضي) - 1280 × 800 (مُعرض كـ 2560 × 1600، أصلي) - 1024 × 640 (مُعرض كـ 2048 × 1280) | - 1680 × 1050 (مُعرض كـ 3360 × 2100) - 1440 × 900 (مُعرض كـ 2880 × 1800، افتراضي) - 1280 × 800 (مُعرض كـ 2560 × 1600، أصلي) - 1024 × 640 (مُعرض كـ 2048 × 1280)                                | - 1920 × 1200 (مُعرض كـ 3840 × 2400) - 1680 × 1050 (مُعرض كـ 3360 × 2100، افتراضي) - 1440 × 900 (مُعرض كـ 2880 × 1800، أصلي) - 1280 × 800 (مُعرض كـ 2560 × 1600) - 1024 × 640 (مُعرض كـ 2048 × 1280) | - 1680 × 1050 (مُعرض كـ 3360 × 2100) - 1440 × 900 (مُعرض كـ 2880 × 1800، افتراضي) - 1280 × 800 (مُعرض كـ 2560 × 1600، أصلي) - 1024 × 640 (مُعرض كـ 2048 × 1280)                              | - 1920 × 1200 (مُعرض كـ 3840 × 2400) - 1680 × 1050 (مُعرض كـ 3360 × 2100، افتراضي) - 1440 × 900 (مُعرض كـ 2880 × 1800، أصلي) - 1280 × 800 (مُعرض كـ 2560 × 1600) - 1024 × 640 (مُعرض كـ 2048 × 1280) | - 1680 × 1050 (مُعرض كـ 3360 × 2100) - 1440 × 900 (مُعرض كـ 2880 × 1800، افتراضي) - 1280 × 800 (مُعرض كـ 2560 × 1600، أصلي) - 1024 × 640 (مُعرض كـ 2048 × 1280)                           | - 1680 × 1050 (مُعرض كـ 3360 × 2100) - 1440 × 900 (مُعرض كـ 2880 × 1800، افتراضي) - 1280 × 800 (مُعرض كـ 2560 × 1600، أصلي) - 1024 × 640 (مُعرض كـ 2048 × 1280)                           | - 1680 × 1050 (مُعرض كـ 3360 × 2100) - 1440 × 900 (مُعرض كـ 2880 × 1800، افتراضي) - 1280 × 800 (مُعرض كـ 2560 × 1600، أصلي) - 1024 × 640 (مُعرض كـ 2048 × 1280)                           | - 1680 × 1050 (مُعرض كـ 3360 × 2100) - 1440 × 900 (مُعرض كـ 2880 × 1800، افتراضي) - 1280 × 800 (مُعرض كـ 2560 × 1600، أصلي) - 1024 × 640 (مُعرض كـ 2048 × 1280) | - 1680 × 1050 (مُعرض كـ 3360 × 2100) - 1440 × 900 (مُعرض كـ 2880 × 1800، افتراضي) - 1280 × 800 (مُعرض كـ 2560 × 1600، أصلي) - 1024 × 640 (مُعرض كـ 2048 × 1280)                              | - 1920 × 1200 (مُعرض كـ 3840 × 2400) - 1680 × 1050 (مُعرض كـ 3360 × 2100، افتراضي) - 1440 × 900 (مُعرض كـ 2880 × 1800، أصلي) - 1280 × 800 (مُعرض كـ 2560 × 1600) - 1024 × 640 (مُعرض كـ 2048 × 1280) | - 1920 × 1200 (مُعرض كـ 3840 × 2400) - 1680 × 1050 (مُعرض كـ 3360 × 2100، افتراضي) - 1440 × 900 (مُعرض كـ 2880 × 1800، أصلي) - 1280 × 800 (مُعرض كـ 2560 × 1600) - 1024 × 640 (مُعرض كـ 2048 × 1280) | - 1920 × 1200 (مُعرض كـ 3840 × 2400) - 1680 × 1050 (مُعرض كـ 3360 × 2100، افتراضي) - 1440 × 900 (مُعرض كـ 2880 × 1800، أصلي) - 1280 × 800 (مُعرض كـ 2560 × 1600) - 1024 × 640 (مُعرض كـ 2048 × 1280) | - 1920 × 1200 (مُعرض كـ 3840 × 2400) - 1680 × 1050 (مُعرض كـ 3360 × 2100، افتراضي) - 1440 × 900 (مُعرض كـ 2880 × 1800، أصلي) - 1280 × 800 (مُعرض كـ 2560 × 1600) - 1024 × 640 (مُعرض كـ 2048 × 1280) |                                                               |                                                                            |                                                                            |                                                                            |                                                                            |                    |                    |                    |                    |                    |                    |                    |                    |
| السطوع الأقصى لـ SDR ( cd⁄m2)                 | السطوع الأقصى لـ SDR ( cd⁄m2) | 500 | 500 | 500 | 500 | 500 | 500 | 500 | 500 | 500 | 500 | 500 | 500 | 500 | 500 | 500 | 500 | 500 | 500 |                                                               |                                                                            |                                                                            |                                                                            |                                                                            |                    |                    |                    |                    |                    |                    |                    |                    |
| السطوع الأقصى لـ XDR ( cd⁄m2)                 | السطوع الأقصى لـ XDR ( cd⁄m2) | — | — | — | — | — | — | — | — | — | — | — | — | — | — | — | — | — | — | —                                                             | —                                                                          | —                                                                          | —                                                                          | —                                                                          | —                  | —                  | —                  | —                  | —                  | —                  | —                  | —                  |
| عمق الألوان                                   | عمق الألوان | 8-bit (أصلي) مع ملايين الألوان | 8-bit (أصلي) مع ملايين الألوان | 8-bit (أصلي) مع ملايين الألوان | 8-bit (أصلي) مع ملايين الألوان | 8-bit (أصلي) مع ملايين الألوان | 8-bit (أصلي) مع ملايين الألوان | 8-bit (أصلي) مع ملايين الألوان | 8-bit (أصلي) مع ملايين الألوان | 8-bit (أصلي) مع ملايين الألوان | 8-bit (أصلي) مع ملايين الألوان | 8-bit (أصلي) مع ملايين الألوان | 8-bit (أصلي) مع ملايين الألوان | 8-bit (أصلي) مع ملايين الألوان | 8-bit (أصلي) مع ملايين الألوان | 8-bit (أصلي) مع ملايين الألوان | 8-bit (أصلي) مع ملايين الألوان | 8-bit (أصلي) مع ملايين الألوان | 8-bit (أصلي) مع ملايين الألوان |                                                               |                                                                            |                                                                            |                                                                            |                                                                            |                    |                    |                    |                    |                    |                    |                    |                    |
| شاشة sRGB كاملة                               | شاشة sRGB كاملة | نعم | نعم | نعم | نعم | نعم | نعم | نعم | نعم | نعم | نعم | نعم | نعم | نعم | نعم | نعم | نعم | نعم | نعم | نعم                                                           | نعم                                                                        | نعم                                                                        | نعم                                                                        | نعم                                                                        | نعم                | نعم                | نعم                | نعم                | نعم                | نعم                | نعم                | نعم                |
| شاشة الألوان الواسعة (Display P3)             | شاشة الألوان الواسعة (Display P3) | نعم | نعم | نعم | نعم | نعم | نعم | نعم | نعم | نعم | نعم | نعم | نعم | نعم | نعم | نعم | نعم | نعم | نعم | نعم                                                           | نعم                                                                        | نعم                                                                        | نعم                                                                        | نعم                                                                        | نعم                | نعم                | نعم                | نعم                | نعم                | نعم                | نعم                | نعم                |
| شاشة True Tone                                | شاشة True Tone | لا | لا | لا | لا | لا | لا | لا | لا | لا | لا | لا | لا | لا | لا | لا | نعم | نعم | نعم | نعم                                                           | نعم                                                                        | نعم                                                                        | نعم                                                                        | نعم                                                                        | نعم                | نعم                | نعم                | نعم                | نعم                | نعم                | نعم                | نعم                |
| Night Shift                                   | Night Shift | نعم | نعم | نعم | نعم | نعم | نعم | نعم | نعم | نعم | نعم | نعم | نعم | نعم | نعم | نعم | نعم | نعم | نعم | نعم                                                           | نعم                                                                        | نعم                                                                        | نعم                                                                        | نعم                                                                        | نعم                | نعم                | نعم                | نعم                | نعم                | نعم                | نعم                | نعم                |
| ProMotion Display                             | ProMotion Display | لا | لا | لا | لا | لا | لا | لا | لا | لا | لا | لا | لا | لا | لا | لا | لا | لا | لا | لا                                                            | لا                                                                         | لا                                                                         | لا                                                                         | لا                                                                         | لا                 | لا                 | لا                 | لا                 | لا                 | لا                 | لا                 | لا                 |
| معدلات التحديث الثابتة                        | معدلات التحديث الثابتة | 60 هرتز | 60 هرتز | 60 هرتز | 60 هرتز | 60 هرتز | 60 هرتز | 60 هرتز | 60 هرتز | 60 هرتز | 60 هرتز | 60 هرتز | 60 هرتز | 60 هرتز | 60 هرتز | 60 هرتز | 60 هرتز | 60 هرتز | 60 هرتز |                                                               |                                                                            |                                                                            |                                                                            |                                                                            |                    |                    |                    |                    |                    |                    |                    |                    |
| نظام التبريد                                  | نظام التبريد | نظام التبريد | نظام تبريد بمروحة واحدة مع موزع حراري من الألومنيوم متصل بالمعالج | نظام تبريد بمروحتين مع موزع حراري من الألومنيوم متصل بالمعالج | نظام تبريد بمروحتين مع موزع حراري من الألومنيوم متصل بالمعالج | نظام تبريد بمروحة واحدة مع موزع حراري من الألومنيوم متصل بالمعالج | نظام تبريد بمروحة واحدة مع موزع حراري من الألومنيوم متصل بالمعالج | نظام تبريد بمروحتين مع موزع حراري من الألومنيوم متصل بالمعالج | نظام تبريد بمروحتين مع موزع حراري من الألومنيوم متصل بالمعالج | نظام تبريد بمروحتين مع موزع حراري من الألومنيوم متصل بالمعالج | نظام تبريد بمروحتين مع موزع حراري من الألومنيوم متصل بالمعالج | نظام تبريد بمروحة واحدة مع موزع حراري من الألومنيوم متصل بالمعالج | نظام تبريد بمروحة واحدة مع موزع حراري من الألومنيوم متصل بالمعالج | نظام تبريد بمروحتين مع موزع حراري من الألومنيوم متصل بالمعالج                                                                                               | نظام تبريد بمروحتين مع موزع حراري من الألومنيوم متصل بالمعالج | نظام تبريد بمروحتين مع موزع حراري من الألومنيوم متصل بالمعالج | نظام تبريد بمروحتين مع موزع حراري من الألومنيوم متصل بالمعالج | نظام تبريد بمروحتين مع موزع حراري من الألومنيوم متصل بالمعالج | نظام تبريد بمروحتين مع موزع حراري من الألومنيوم متصل بالمعالج | نظام تبريد بمروحتين مع موزع حراري من الألومنيوم متصل بالمعالج |                                                                            |                                                                            |                                                                            |                                                                            |                    |                    |                    |                    |                    |                    |                    |                    |
| المعالج                                       | | | | | | | | | | | | | | | | | | | |                                                               |                                                                            |                                                                            |                                                                            |                                                                            |                    |                    |                    |                    |                    |                    |                    |                    |
| الشريحة                                       | الشريحة | 6th-generation نواة إنتل i5 6360U | 6th-generation نواة إنتل i5 6267U | 6th-generation نواة إنتل i7 6700HQ | 7th-generation نواة إنتل i5 7360U | 7th-generation نواة إنتل i5 7360U | 7th-generation نواة إنتل i5 7267U | 7th-generation نواة إنتل i7 7700HQ | 8th-generation نواة إنتل i5 8259U | 8th-generation نواة إنتل i7 8750H | 8th-generation نواة إنتل i5 8257U | 8th-generation نواة إنتل i5 8257U | 8th-generation نواة إنتل i5 8279U | 8th-generation نواة إنتل i5 8279U | 8th-generation نواة إنتل i7 8569U | 9th-generation نواة إنتل i7 9750H | 9th-generation نواة إنتل i9 9880H | 9th-generation نواة إنتل i9 9980HK | 9th-generation نواة إنتل i9 9980HK |                                                               |                                                                            |                                                                            |                                                                            |                                                                            |                    |                    |                    |                    |                    |                    |                    |                    |
| الاسم الرمزي                                  | الاسم الرمزي | Skylake | Skylake | Skylake | Kaby Lake | Kaby Lake | Kaby Lake | Kaby Lake | Coffee Lake | Coffee Lake | Coffee Lake | Coffee Lake | Coffee Lake | Coffee Lake | Coffee Lake | Coffee Lake | Coffee Lake | Coffee Lake | Coffee Lake |                                                               |                                                                            |                                                                            |                                                                            |                                                                            |                    |                    |                    |                    |                    |                    |                    |                    |
| عقدة التكنولوجيا                              | عقدة التكنولوجيا | 14 نانومتر | 14 نانومتر | 14 نانومتر | 14 نانومتر | 14 نانومتر | 14 نانومتر | 14 نانومتر | 14 نانومتر | 14 نانومتر | 14 نانومتر | 14 نانومتر | | | | | | | |                                                               |                                                                            |                                                                            |                                                                            |                                                                            |                    |                    |                    |                    |                    |                    |                    |                    |
| وحدة المعالجة المركزية                        | | | | | | | | | | | | | | | | | | | |                                                               |                                                                            |                                                                            |                                                                            |                                                                            |                    |                    |                    |                    |                    |                    |                    |                    |
| إجمالي النوى                                  | 2 | 2 | 4 | 2 | 2 | 2 | 4 | 4 | 6 | 4 | 4 | 4 | 4 | 4 | 6 | 8 | 8 | 8 | |                                                               |                                                                            |                                                                            |                                                                            |                                                                            |                    |                    |                    |                    |                    |                    |                    |                    |
| إجمالي الخيوط                                 | 4 | 4 | 8 | 4 | 4 | 4 | 8 | 8 | 12 | 8 | 8 | 8 | 8 | 8 | 12 | 16 | 16 | 16 | |                                                               |                                                                            |                                                                            |                                                                            |                                                                            |                    |                    |                    |                    |                    |                    |                    |                    |
| سرعة الساعة الأساسية                          | 2.0 جيجاهرتز | 2.9 جيجاهرتز | 2.6 جيجاهرتز | 2.3 جيجاهرتز | 2.3 جيجاهرتز | 3.1 جيجاهرتز | 2.8 جيجاهرتز | 2.3 جيجاهرتز | 2.2 جيجاهرتز | 1.4 جيجاهرتز | 1.4 جيجاهرتز | 2.4 جيجاهرتز | 2.4 جيجاهرتز | 2.8 جيجاهرتز | 2.6 جيجاهرتز | 2.3 جيجاهرتز | 2.4 جيجاهرتز | 2.4 جيجاهرتز | |                                                               |                                                                            |                                                                            |                                                                            |                                                                            |                    |                    |                    |                    |                    |                    |                    |                    |
| سرعة الساعة القصوى                            | 3.1 جيجاهرتز | 3.3 جيجاهرتز | 3.5 جيجاهرتز | 3.6 جيجاهرتز | 3.6 جيجاهرتز | 3.5 جيجاهرتز | 3.8 جيجاهرتز | 3.8 جيجاهرتز | 4.1 جيجاهرتز | 3.9 جيجاهرتز | 3.9 جيجاهرتز | 4.1 جيجاهرتز | 4.1 جيجاهرتز | 4.7 جيجاهرتز | 4.5 جيجاهرتز | 4.8 جيجاهرتز | 5.0 جيجاهرتز | 5.0 جيجاهرتز | |                                                               |                                                                            |                                                                            |                                                                            |                                                                            |                    |                    |                    |                    |                    |                    |                    |                    |
| ذاكرة التخزين المؤقت L3                       | 4 ميجابايت | 4 ميجابايت | 6 ميجابايت | 4 ميجابايت | 4 ميجابايت | 4 ميجابايت | 6 ميجابايت | 6 ميجابايت | 9 ميجابايت | 6 ميجابايت | 6 ميجابايت | 6 ميجابايت | 6 ميجابايت | 8 ميجابايت | 12 ميجابايت | 16 ميجابايت | 16 ميجابايت | 16 ميجابايت | |                                                               |                                                                            |                                                                            |                                                                            |                                                                            |                    |                    |                    |                    |                    |                    |                    |                    |
| سرعة الناقل                                   | 4 جيجابت/ثانية | 4 جيجابت/ثانية | 8 جيجابت/ثانية | 4 جيجابت/ثانية | 4 جيجابت/ثانية | 4 جيجابت/ثانية | 8 جيجابت/ثانية | 4 جيجابت/ثانية | 8 جيجابت/ثانية | 4 جيجابت/ثانية | 4 جيجابت/ثانية | 4 جيجابت/ثانية | 4 جيجابت/ثانية | 4 جيجابت/ثانية | 8 جيجابت/ثانية | 8 جيجابت/ثانية | 8 جيجابت/ثانية | 8 جيجابت/ثانية | |                                                               |                                                                            |                                                                            |                                                                            |                                                                            |                    |                    |                    |                    |                    |                    |                    |                    |
| التكوين عبر الإنترنت                          | 6th-generation نواة إنتل i7 6600U مع: - وحدة معالجة مركزية ثنائية النوى مع 4 خيوط - سرعة ساعة أساسية 2.4 جيجاهرتز - سرعة ساعة قصوى 3.4 جيجاهرتز - ذاكرة تخزين مؤقت L3 بسعة 4 ميجابايت | 6th-generation نواة إنتل i5 6287U مع: - وحدة معالجة مركزية ثنائية النوى مع 4 خيوط - سرعة ساعة أساسية 3.1 جيجاهرتز - سرعة ساعة قصوى 3.5 جيجاهرتز - ذاكرة تخزين مؤقت L3 بسعة 4 ميجابايت، أو 6th-generation نواة إنتل i7 6567U مع: - وحدة معالجة مركزية ثنائية النوى مع 4 خيوط - سرعة ساعة أساسية 3.3 جيجاهرتز - سرعة ساعة قصوى 3.6 جيجاهرتز - ذاكرة تخزين مؤقت L3 بسعة 4 ميجابايت | 7th-generation نواة إنتل i7 6920HQ مع: - وحدة معالجة مركزية رباعية النوى مع 8 خيوط - سرعة ساعة أساسية 2.9 جيجاهرتز - سرعة ساعة قصوى 3.8 جيجاهرتز - ذاكرة تخزين مؤقت L3 بسعة 4 ميجابايت، أو | 7th-generation نواة إنتل i7 7600U مع: - وحدة معالجة مركزية ثنائية النوى مع 4 خيوط - سرعة ساعة أساسية 2.5 جيجاهرتز - سرعة ساعة قصوى 4.0 جيجاهرتز - ذاكرة تخزين مؤقت L3 بسعة 4 ميجابايت           | 7th-generation نواة إنتل i7 7600U مع: - وحدة معالجة مركزية ثنائية النوى مع 4 خيوط - سرعة ساعة أساسية 2.5 جيجاهرتز - سرعة ساعة قصوى 4.0 جيجاهرتز - ذاكرة تخزين مؤقت L3 بسعة 4 ميجابايت | 7th-generation نواة إنتل i5 7287U مع: - وحدة معالجة مركزية ثنائية النوى مع 4 خيوط - سرعة ساعة أساسية 3.3 جيجاهرتز - سرعة ساعة قصوى 3.7 جيجاهرتز - ذاكرة تخزين مؤقت L3 بسعة 4 ميجابايت، أو 7th-generation نواة إنتل i7 7567U مع: - وحدة معالجة مركزية ثنائية النوى مع 4 خيوط - سرعة ساعة أساسية 3.1 جيجاهرتز - سرعة ساعة قصوى 4.1 جيجاهرتز - ذاكرة تخزين مؤقت L3 بسعة 4 ميجابايت | 7th-generation نواة إنتل i7 7920HQ مع: - وحدة معالجة مركزية رباعية النوى مع 8 خيوط - سرعة ساعة أساسية 3.5 جيجاهرتز - سرعة ساعة قصوى 4.0 جيجاهرتز - ذاكرة تخزين مؤقت L3 بسعة 4 ميجابايت، أو | 8th-generation نواة إنتل i7 8559U مع: - وحدة معالجة مركزية رباعية النوى مع 8 خيوط - سرعة ساعة أساسية 2.7 جيجاهرتز - سرعة ساعة قصوى 4.5 جيجاهرتز - ذاكرة تخزين مؤقت L3 بسعة 8 ميجابايت           | 8th-generation نواة إنتل i9 8950HK مع: - وحدة معالجة مركزية سداسية النوى مع 12 خيطًا - سرعة ساعة أساسية 2.9 جيجاهرتز - سرعة ساعة قصوى 4.8 جيجاهرتز - ذاكرة تخزين مؤقت L3 بسعة 12 ميجابايت | 8th-generation نواة إنتل i7 8557U مع: - وحدة معالجة مركزية رباعية النوى مع 8 خيوط - سرعة ساعة أساسية 1.7 جيجاهرتز - سرعة ساعة قصوى 4.5 جيجاهرتز - ذاكرة تخزين مؤقت L3 بسعة 8 ميجابايت           | 8th-generation نواة إنتل i7 8557U مع: - وحدة معالجة مركزية رباعية النوى مع 8 خيوط - سرعة ساعة أساسية 1.7 جيجاهرتز - سرعة ساعة قصوى 4.5 جيجاهرتز - ذاكرة تخزين مؤقت L3 بسعة 8 ميجابايت | 8th-generation نواة إنتل i7 8569U مع: - وحدة معالجة مركزية رباعية النوى مع 8 خيوط - سرعة ساعة أساسية 2.8 جيجاهرتز - سرعة ساعة قصوى 4.7 جيجاهرتز - ذاكرة تخزين مؤقت L3 بسعة 8 ميجابايت | 8th-generation نواة إنتل i7 8569U مع: - وحدة معالجة مركزية رباعية النوى مع 8 خيوط - سرعة ساعة أساسية 2.8 جيجاهرتز - سرعة ساعة قصوى 4.7 جيجاهرتز - ذاكرة تخزين مؤقت L3 بسعة 8 ميجابايت | — | 9th-generation نواة إنتل i9 9980HK مع: - وحدة معالجة مركزية ثمانية النوى مع 16 خيطًا - سرعة ساعة أساسية 2.4 جيجاهرتز - سرعة ساعة قصوى 5.0 جيجاهرتز - ذاكرة تخزين مؤقت L3 بسعة 16 ميجابايت | 9th-generation نواة إنتل i9 9980HK مع: - وحدة معالجة مركزية ثمانية النوى مع 16 خيطًا - سرعة ساعة أساسية 2.4 جيجاهرتز - سرعة ساعة قصوى 5.0 جيجاهرتز - ذاكرة تخزين مؤقت L3 بسعة 16 ميجابايت        | — | — | |                                                               |                                                                            |                                                                            |                                                                            |                                                                            |                    |                    |                    |                    |                    |                    |                    |                    |
| الرسومات                                      | | | | | | | | | | | | | | | | | | | |                                                               |                                                                            |                                                                            |                                                                            |                                                                            |                    |                    |                    |                    |                    |                    |                    |                    |
| المدمجة                                       | | | | | | | | | | | | | | | | | | | |                                                               |                                                                            |                                                                            |                                                                            |                                                                            |                    |                    |                    |                    |                    |                    |                    |                    |
| الاسم                                         | إنتل Iris Plus Graphics 540 | إنتل Iris Plus Graphics 550 | إنتل HD Graphics 530 | إنتل Iris Plus Graphics 640 | إنتل Iris Plus Graphics 640 | إنتل Iris Plus Graphics 650 | إنتل HD Graphics 630 | إنتل Iris Plus Graphics 655 | إنتل UHD Graphics 630 | إنتل Iris Plus Graphics 645 | إنتل Iris Plus Graphics 645 | إنتل Iris Plus Graphics 655 | إنتل Iris Plus Graphics 655 | إنتل Iris Plus Graphics 655 | إنتل UHD Graphics 630 | إنتل UHD Graphics 630 | إنتل UHD Graphics 630 | إنتل UHD Graphics 630 | |                                                               |                                                                            |                                                                            |                                                                            |                                                                            |                    |                    |                    |                    |                    |                    |                    |                    |
| المستوى                                       | GT3e | GT3e | GT2 | GT3e | GT3e | GT3e | GT2 | GT3e | GT2 | GT3e | GT3e | GT3e | GT3e | GT3e | GT2 | GT2 | GT2 | GT2 | |                                                               |                                                                            |                                                                            |                                                                            |                                                                            |                    |                    |                    |                    |                    |                    |                    |                    |
| وحدات التنفيذ ووحدات التظليل                  | 48 (384) | 48 (384) | 24 (192) | 48 (384) | 48 (384) | 48 (384) | 24 (192) | 48 (384) | 24 (192) | 48 (384) | 48 (384) | 48 (384) | 48 (384) | 48 (384) | 24 (192) | 24 (192) | 24 (192) | 24 (192) | |                                                               |                                                                            |                                                                            |                                                                            |                                                                            |                    |                    |                    |                    |                    |                    |                    |                    |
| الذاكرة المشتركة                              | 1536 ميجابايت | 1536 ميجابايت | 1536 ميجابايت | 1536 ميجابايت | 1536 ميجابايت | 1536 ميجابايت | 1536 ميجابايت | 1536 ميجابايت | 1536 ميجابايت | 1536 ميجابايت | 1536 ميجابايت | 1536 ميجابايت | 1536 ميجابايت | 1536 ميجابايت | 1536 ميجابايت | 1536 ميجابايت | 1536 ميجابايت | 1536 ميجابايت | |                                                               |                                                                            |                                                                            |                                                                            |                                                                            |                    |                    |                    |                    |                    |                    |                    |                    |
| eDRAM                                         | 64 ميجابايت | 64 ميجابايت | — | — | — | 64 ميجابايت | 64 ميجابايت | 64 ميجابايت | — | — | — | 128 ميجابايت | — | — | — | — | 128 ميجابايت | 128 ميجابايت | 128 ميجابايت | 128 ميجابايت                                                  | 128 ميجابايت                                                               | —                                                                          | —                                                                          | —                                                                          | —                  |                    |                    |                    |                    |                    |                    |                    |
| المنفصلة                                      | | | | | | | | | | | | | | | | | | | |                                                               |                                                                            |                                                                            |                                                                            |                                                                            |                    |                    |                    |                    |                    |                    |                    |                    |
| الشريحة                                       | — | — | — | — | rowspan=6 colspan=5 data-sort-value="" style="background: #ececec; color: #2C2C2C; vertical-align: middle; text-align: center; " class="table-na" \| —                                | rowspan=6 colspan=3 data-sort-value="" style="background: #ececec; color: #2C2C2C; vertical-align: middle; text-align: center; " class="table-na" \| — | rowspan=6 colspan=5 data-sort-value="" style="background: #ececec; color: #2C2C2C; vertical-align: middle; text-align: center; " class="table-na" \| —                                     | AMD Radeon برو 555X | AMD Radeon برو 560X | AMD Radeon برو 560X | AMD Radeon برو Vega 20 | | | | | | | | |                                                               |                                                                            |                                                                            |                                                                            |                                                                            |                    |                    |                    |                    |                    |                    |                    |                    |
| النوى                                         | — | — | — | — | 640 | 768 | 768 | 768 | 1024 | 1024 | 1280 | | | | | | | | |                                                               |                                                                            |                                                                            |                                                                            |                                                                            |                    |                    |                    |                    |                    |                    |                    |                    |
| نوع الذاكرة                                   | — | — | — | — | 128-bit GDDR5 (81 جيجابايت/ثانية) | 128-bit GDDR5 (81 جيجابايت/ثانية) | 128-bit GDDR5 (94 جيجابايت/ثانية) | 128-bit GDDR5 (94 جيجابايت/ثانية) | 128-bit GDDR5 (94 جيجابايت/ثانية) | 128-bit GDDR5 (94 جيجابايت/ثانية) | 1024-bit HBM2 (192 جيجابايت/ثانية) | | | | | | | | |                                                               |                                                                            |                                                                            |                                                                            |                                                                            |                    |                    |                    |                    |                    |                    |                    |                    |
| سعة الذاكرة                                   | — | — | — | — | 2 جيجابايت | 2 جيجابايت | 4 جيجابايت | 4 جيجابايت | 4 جيجابايت | 4 جيجابايت | 4 جيجابايت | | | | | | | | |                                                               |                                                                            |                                                                            |                                                                            |                                                                            |                    |                    |                    |                    |                    |                    |                    |                    |
| التبديل التلقائي للرسومات                     | — | — | — | — | نعم | نعم | نعم | نعم | نعم | نعم | نعم | نعم | نعم | نعم | نعم | نعم | نعم | نعم | |                                                               |                                                                            |                                                                            |                                                                            |                                                                            |                    |                    |                    |                    |                    |                    |                    |                    |
| التكوين عبر الإنترنت                          | — | — | — | — | AMD Radeon برو 460 مع 4 جيجابايت GDDR5 | AMD Radeon برو 560 مع 4 جيجابايت GDDR5 | - AMD Radeon برو 560X مع 4 جيجابايت GDDR5 | - AMD Radeon برو 560X مع 4 جيجابايت GDDR5 | - AMD Radeon برو Vega 16 مع 4 جيجابايت HBM2(1024 نواة، 1024-bit HBM2، 307 جيجابايت/ثانية) - AMD Radeon برو Vega 20 مع 4 جيجابايت HBM2(1280 نواة، 1024-bit HBM2، 192 جيجابايت/ثانية)      | - AMD Radeon برو Vega 16 مع 4 جيجابايت HBM2(1024 نواة، 1024-bit HBM2، 307 جيجابايت/ثانية) - AMD Radeon برو Vega 20 مع 4 جيجابايت HBM2(1280 نواة، 1024-bit HBM2، 192 جيجابايت/ثانية)             | — | | | | | | | | |                                                               |                                                                            |                                                                            |                                                                            |                                                                            |                    |                    |                    |                    |                    |                    |                    |                    |
| الذاكرة                                       | | | | | | | | | | | | | | | | | | | |                                                               |                                                                            |                                                                            |                                                                            |                                                                            |                    |                    |                    |                    |                    |                    |                    |                    |
| النوع                                         | النوع | LPDDR3 2133 ميجاهرتز | LPDDR3 2133 ميجاهرتز | LPDDR3 2133 ميجاهرتز | LPDDR3 2133 ميجاهرتز | LPDDR3 2133 ميجاهرتز | LPDDR3 2133 ميجاهرتز | LPDDR3 2133 ميجاهرتز | LPDDR3 2133 ميجاهرتز | DDR4 2400 ميجاهرتز | LPDDR3 2133 ميجاهرتز | LPDDR3 2133 ميجاهرتز | LPDDR3 2133 ميجاهرتز | LPDDR3 2133 ميجاهرتز | LPDDR3 2133 ميجاهرتز | DDR4 2400 ميجاهرتز | DDR4 2400 ميجاهرتز | DDR4 2400 ميجاهرتز | DDR4 2400 ميجاهرتز |                                                               |                                                                            |                                                                            |                                                                            |                                                                            |                    |                    |                    |                    |                    |                    |                    |                    |
| السعة                                         | السعة | 8 جيجابايت | 8 جيجابايت | 16 جيجابايت | 8 جيجابايت | 8 جيجابايت | 8 جيجابايت | 16 جيجابايت | 8 جيجابايت | 16 جيجابايت | 8 جيجابايت | 8 جيجابايت | 8 جيجابايت | 8 جيجابايت | 16 جيجابايت | 16 جيجابايت | 16 جيجابايت | 32 جيجابايت | 32 جيجابايت |                                                               |                                                                            |                                                                            |                                                                            |                                                                            |                    |                    |                    |                    |                    |                    |                    |                    |
| التكوين عبر الإنترنت                          | التكوين عبر الإنترنت | 16 جيجابايت | 16 جيجابايت | — | — | — | 16 جيجابايت | 16 جيجابايت | 16 جيجابايت | — | — | — | 16 جيجابايت | 32 جيجابايت | 16 جيجابايت | 16 جيجابايت | 16 جيجابايت | 16 جيجابايت | — | 32 جيجابايت                                                   | 32 جيجابايت                                                                | —                                                                          | —                                                                          |                                                                            |                    |                    |                    |                    |                    |                    |                    |                    |
| SSD                                           | | | | | | | | | | | | | | | | | | | |                                                               |                                                                            |                                                                            |                                                                            |                                                                            |                    |                    |                    |                    |                    |                    |                    |                    |
| النوع                                         | النوع | SSD يعتمد على PCIe 3.0 | SSD يعتمد على PCIe 3.0 | SSD يعتمد على PCIe 3.0 | SSD يعتمد على PCIe 3.0 | SSD يعتمد على PCIe 3.0 | SSD يعتمد على PCIe 3.0 | SSD يعتمد على PCIe 3.0 | SSD يعتمد على PCIe 3.0 | SSD يعتمد على PCIe 3.0 | SSD يعتمد على PCIe 3.0 | SSD يعتمد على PCIe 3.0 | SSD يعتمد على PCIe 3.0 | SSD يعتمد على PCIe 3.0 | SSD يعتمد على PCIe 3.0 | SSD يعتمد على PCIe 3.0 | SSD يعتمد على PCIe 3.0 | SSD يعتمد على PCIe 3.0 | SSD يعتمد على PCIe 3.0 |                                                               |                                                                            |                                                                            |                                                                            |                                                                            |                    |                    |                    |                    |                    |                    |                    |                    |
| السعة                                         | السعة | 256 جيجابايت | 256 جيجابايت | 256 جيجابايت | 128 جيجابايت | 256 جيجابايت | 256 جيجابايت | 256 جيجابايت | 256 جيجابايت | 256 جيجابايت | 128 جيجابايت | 256 جيجابايت | 256 جيجابايت | 512 جيجابايت | 1 تيرابايت | 256 جيجابايت | 512 جيجابايت | 1 تيرابايت | 1 تيرابايت |                                                               |                                                                            |                                                                            |                                                                            |                                                                            |                    |                    |                    |                    |                    |                    |                    |                    |
| التكوين عبر الإنترنت                          | التكوين عبر الإنترنت | 512 جيجابايت 1 تيرابايت | 512 جيجابايت 1 تيرابايت | 512 جيجابايت 1 تيرابايت 2 تيرابايت | 256 جيجابايت 512 جيجابايت 1 تيرابايت | 512 جيجابايت 1 تيرابايت | 512 جيجابايت 1 تيرابايت | 512 جيجابايت 1 تيرابايت 2 تيرابايت | 512 جيجابايت 1 تيرابايت 2 تيرابايت | 256 جيجابايت 512 جيجابايت 1 تيرابايت 2 تيرابايت | 256 جيجابايت 512 جيجابايت 1 تيرابايت 2 تيرابايت | 512 جيجابايت 1 تيرابايت 2 تيرابايت | 512 جيجابايت 1 تيرابايت 2 تيرابايت | 1 تيرابايت 2 تيرابايت | 2 تيرابايت | 256 جيجابايت 512 جيجابايت 1 تيرابايت 2 تيرابايت | 1 تيرابايت 2 تيرابايت 4 تيرابايت | 2 تيرابايت 4 تيرابايت | 2 تيرابايت 4 تيرابايت |                                                               |                                                                            |                                                                            |                                                                            |                                                                            |                    |                    |                    |                    |                    |                    |                    |                    |
| لوحة المفاتيح ولوحة اللمس                     | | | | | | | | | | | | | | | | | | | |                                                               |                                                                            |                                                                            |                                                                            |                                                                            |                    |                    |                    |                    |                    |                    |                    |                    |
| النوع                                         | النوع | لوحة مفاتيح مضاءة خلفيًا بآلية الفراشة مع مستشعر ضوء محيطي | لوحة مفاتيح مضاءة خلفيًا بآلية الفراشة مع مستشعر ضوء محيطي | لوحة مفاتيح مضاءة خلفيًا بآلية الفراشة مع مستشعر ضوء محيطي | لوحة مفاتيح مضاءة خلفيًا بآلية الفراشة مع مستشعر ضوء محيطي | لوحة مفاتيح مضاءة خلفيًا بآلية الفراشة مع مستشعر ضوء محيطي | لوحة مفاتيح مضاءة خلفيًا بآلية الفراشة مع مستشعر ضوء محيطي | لوحة مفاتيح مضاءة خلفيًا بآلية الفراشة مع مستشعر ضوء محيطي | لوحة مفاتيح مضاءة خلفيًا بآلية الفراشة مع مستشعر ضوء محيطي | لوحة مفاتيح مضاءة خلفيًا بآلية الفراشة مع مستشعر ضوء محيطي | لوحة مفاتيح مضاءة خلفيًا بآلية الفراشة مع مستشعر ضوء محيطي | لوحة مفاتيح مضاءة خلفيًا بآلية الفراشة مع مستشعر ضوء محيطي | لوحة مفاتيح مضاءة خلفيًا بآلية الفراشة مع مستشعر ضوء محيطي | لوحة مفاتيح مضاءة خلفيًا بآلية الفراشة مع مستشعر ضوء محيطي                                                                                                   | لوحة مفاتيح مضاءة خلفيًا بآلية الفراشة مع مستشعر ضوء محيطي | لوحة مفاتيح مضاءة خلفيًا بآلية الفراشة مع مستشعر ضوء محيطي | لوحة مفاتيح مضاءة خلفيًا بآلية الفراشة مع مستشعر ضوء محيطي | لوحة مفاتيح مضاءة خلفيًا بآلية الفراشة مع مستشعر ضوء محيطي | لوحة مفاتيح مضاءة خلفيًا بآلية الفراشة مع مستشعر ضوء محيطي |                                                               |                                                                            |                                                                            |                                                                            |                                                                            |                    |                    |                    |                    |                    |                    |                    |                    |
| عدد الأزرار                                   | عدد الأزرار | 78 (U.S.) أو 79 (ISO) | 65 (U.S.) أو 66 (ISO) | 65 (U.S.) أو 66 (ISO) | 78 (U.S.) أو 79 (ISO) | 78 (U.S.) أو 79 (ISO) | 65 (U.S.) أو 66 (ISO) | 65 (U.S.) أو 66 (ISO) | 65 (U.S.) أو 66 (ISO) | 65 (U.S.) أو 66 (ISO) | 65 (U.S.) أو 66 (ISO) | 65 (U.S.) أو 66 (ISO) | 65 (U.S.) أو 66 (ISO) | 65 (U.S.) أو 66 (ISO) | 65 (U.S.) أو 66 (ISO) | 65 (U.S.) أو 66 (ISO) | 65 (U.S.) أو 66 (ISO) | 65 (U.S.) أو 66 (ISO) | 65 (U.S.) أو 66 (ISO) |                                                               |                                                                            |                                                                            |                                                                            |                                                                            |                    |                    |                    |                    |                    |                    |                    |                    |
| أزرار الأسهم                                  | أزرار الأسهم | 4 أزرار أسهم | 4 أزرار أسهم | 4 أزرار أسهم | 4 أزرار أسهم | 4 أزرار أسهم | 4 أزرار أسهم | 4 أزرار أسهم | 4 أزرار أسهم | 4 أزرار أسهم | 4 أزرار أسهم | 4 أزرار أسهم | 4 أزرار أسهم | 4 أزرار أسهم | 4 أزرار أسهم | 4 أزرار أسهم | 4 أزرار أسهم | 4 أزرار أسهم | 4 أزرار أسهم |                                                               |                                                                            |                                                                            |                                                                            |                                                                            |                    |                    |                    |                    |                    |                    |                    |                    |
| أزرار الوظائف                                 | أزرار الوظائف | نعم | لا | لا | لا | لا | لا | لا | نعم | نعم | لا | لا | لا | لا | لا | لا | لا | لا | لا | لا                                                            | لا                                                                         | لا                                                                         | لا                                                                         | لا                                                                         | لا                 | لا                 | لا                 | لا                 | لا                 | لا                 | لا                 | لا                 |
| شريط اللمس                                    | شريط اللمس | لا | نعم | نعم | نعم | نعم | نعم | نعم | لا | لا | نعم | نعم | نعم | نعم | نعم | نعم | نعم | نعم | نعم | نعم                                                           | نعم                                                                        | نعم                                                                        | نعم                                                                        | نعم                                                                        | نعم                | نعم                | نعم                | نعم                | نعم                | نعم                | نعم                | نعم                |
| لوحة اللمس                                    | لوحة اللمس | لوحة لمس Force Touch | لوحة لمس Force Touch | لوحة لمس Force Touch | لوحة لمس Force Touch | لوحة لمس Force Touch | لوحة لمس Force Touch | لوحة لمس Force Touch | لوحة لمس Force Touch | لوحة لمس Force Touch | لوحة لمس Force Touch | لوحة لمس Force Touch | لوحة لمس Force Touch | لوحة لمس Force Touch | لوحة لمس Force Touch | لوحة لمس Force Touch | لوحة لمس Force Touch | لوحة لمس Force Touch | لوحة لمس Force Touch |                                                               |                                                                            |                                                                            |                                                                            |                                                                            |                    |                    |                    |                    |                    |                    |                    |                    |
| المصادقة الآمنة                               | | | | | | | | | | | | | | | | | | | |                                                               |                                                                            |                                                                            |                                                                            |                                                                            |                    |                    |                    |                    |                    |                    |                    |                    |
| Touch ID                                      | Touch ID | لا | مدمج في شريط اللمس | مدمج في شريط اللمس | مدمج في شريط اللمس | مدمج في شريط اللمس | مدمج في شريط اللمس | مدمج في شريط اللمس | لا | لا | مدمج في شريط اللمس | مدمج في شريط اللمس | مدمج في شريط اللمس | مدمج في شريط اللمس | مدمج في شريط اللمس | مدمج في شريط اللمس | مدمج في شريط اللمس | مدمج في شريط اللمس | مدمج في شريط اللمس | مدمج في شريط اللمس                                            | مدمج في شريط اللمس                                                         | مدمج في شريط اللمس                                                         | مدمج في شريط اللمس                                                         | مدمج في شريط اللمس                                                         | مدمج في شريط اللمس | مدمج في شريط اللمس | مدمج في شريط اللمس | مدمج في شريط اللمس | مدمج في شريط اللمس | مدمج في شريط اللمس | مدمج في شريط اللمس | مدمج في شريط اللمس |
| شريحة الأمان                                  | شريحة الأمان | — | أبل سيليكون | أبل سيليكون | — | — | أبل سيليكون | أبل سيليكون | أبل T2 ‏ | أبل T2 ‏ | أبل T2 ‏ | أبل T2 ‏ | أبل T2 ‏ | أبل T2 ‏ | أبل T2 ‏ | أبل T2 ‏ | أبل T2 ‏ | أبل T2 ‏ | أبل T2 ‏ |                                                               |                                                                            |                                                                            |                                                                            |                                                                            |                    |                    |                    |                    |                    |                    |                    |                    |
| الصوت                                         | | | | | | | | | | | | | | | | | | | |                                                               |                                                                            |                                                                            |                                                                            |                                                                            |                    |                    |                    |                    |                    |                    |                    |                    |
| مكبرات الصوت                                  | مكبرات الصوت | مكبرات صوت ستيريو مع نطاق ديناميكي عالي | مكبرات صوت ستيريو مع نطاق ديناميكي عالي | مكبرات صوت ستيريو مع نطاق ديناميكي عالي | مكبرات صوت ستيريو مع نطاق ديناميكي عالي | مكبرات صوت ستيريو مع نطاق ديناميكي عالي | مكبرات صوت ستيريو مع نطاق ديناميكي عالي | مكبرات صوت ستيريو مع نطاق ديناميكي عالي | مكبرات صوت ستيريو مع نطاق ديناميكي عالي | مكبرات صوت ستيريو مع نطاق ديناميكي عالي | مكبرات صوت ستيريو مع نطاق ديناميكي عالي | مكبرات صوت ستيريو مع نطاق ديناميكي عالي | مكبرات صوت ستيريو مع نطاق ديناميكي عالي | مكبرات صوت ستيريو مع نطاق ديناميكي عالي | مكبرات صوت ستيريو مع نطاق ديناميكي عالي | مكبرات صوت ستيريو مع نطاق ديناميكي عالي | مكبرات صوت ستيريو مع نطاق ديناميكي عالي | مكبرات صوت ستيريو مع نطاق ديناميكي عالي | مكبرات صوت ستيريو مع نطاق ديناميكي عالي |                                                               |                                                                            |                                                                            |                                                                            |                                                                            |                    |                    |                    |                    |                    |                    |                    |                    |
| ووفرات إلغاء القوة                            | ووفرات إلغاء القوة | لا | لا | لا | لا | لا | لا | لا | لا | لا | لا | لا | لا | لا | لا | لا | لا | لا | لا | لا                                                            | لا                                                                         | لا                                                                         | لا                                                                         | لا                                                                         | لا                 | لا                 | لا                 | لا                 | لا                 | لا                 | لا                 | لا                 |
| صوت ستيريو واسع                               | صوت ستيريو واسع | لا | لا | لا | لا | لا | لا | لا | لا | لا | لا | لا | لا | لا | لا | لا | لا | لا | لا | لا                                                            | لا                                                                         | لا                                                                         | لا                                                                         | لا                                                                         | لا                 | لا                 | لا                 | لا                 | لا                 | لا                 | لا                 | لا                 |
| تشغيل Dolby Atmos                             | تشغيل Dolby Atmos | لا | لا | لا | لا | لا | لا | لا | لا | لا | لا | لا | لا | لا | لا | لا | نعم | نعم | نعم | نعم                                                           | نعم                                                                        | نعم                                                                        | نعم                                                                        | نعم                                                                        | نعم                | نعم                | نعم                | نعم                | نعم                | نعم                | نعم                | نعم                |
| Dolby Atmos مع مكبرات الصوت المدمجة           | Dolby Atmos مع مكبرات الصوت المدمجة | لا | لا | لا | لا | لا | لا | لا | لا | لا | لا | لا | لا | لا | لا | لا | لا | لا | لا | لا                                                            | لا                                                                         | لا                                                                         | لا                                                                         | لا                                                                         | لا                 | لا                 | لا                 | لا                 | لا                 | لا                 | لا                 | لا                 |
| الصوت المكاني مع تتبع ديناميكي للرأس          | الصوت المكاني مع تتبع ديناميكي للرأس | لا | لا | لا | لا | لا | لا | لا | لا | لا | لا | لا | لا | لا | لا | لا | لا | لا | لا | لا                                                            | لا                                                                         | لا                                                                         | لا                                                                         | لا                                                                         | لا                 | لا                 | لا                 | لا                 | لا                 | لا                 | لا                 | لا                 |
| الميكروفون                                    | الميكروفون | مصفوفة ميكروفون مزدوج | مصفوفة ميكروفون ثلاثي | مصفوفة ميكروفون ثلاثي | مصفوفة ميكروفون مزدوج | مصفوفة ميكروفون مزدوج | مصفوفة ميكروفون ثلاثي | مصفوفة ميكروفون ثلاثي | مصفوفة ميكروفون ثلاثي | مصفوفة ميكروفون ثلاثي | مصفوفة ميكروفون ثلاثي | مصفوفة ميكروفون ثلاثي | مصفوفة ميكروفون ثلاثي | مصفوفة ميكروفون ثلاثي | مصفوفة ميكروفون ثلاثي | مصفوفة ميكروفون ثلاثي | مصفوفة ميكروفون ثلاثي | مصفوفة ميكروفون ثلاثي | مصفوفة ميكروفون ثلاثي |                                                               |                                                                            |                                                                            |                                                                            |                                                                            |                    |                    |                    |                    |                    |                    |                    |                    |
| منفذ 3.5 ملم                                  | منفذ 3.5 ملم | نعم | نعم | نعم | نعم | نعم | نعم | نعم | نعم | نعم | نعم | نعم | نعم | نعم | نعم | نعم | نعم | نعم | نعم |                                                               |                                                                            |                                                                            |                                                                            |                                                                            |                    |                    |                    |                    |                    |                    |                    |                    |
| إخراج الصوت من HDMI                           | إخراج الصوت من HDMI | لا | لا | لا | لا | لا | لا | لا | لا | لا | لا | لا | لا | لا | لا | لا | لا | لا | لا | لا                                                            | لا                                                                         | لا                                                                         | لا                                                                         | لا                                                                         | لا                 | لا                 | لا                 | لا                 | لا                 | لا                 | لا                 | لا                 |
| الكاميرا                                      | | | | | | | | | | | | | | | | | | | |                                                               |                                                                            |                                                                            |                                                                            |                                                                            |                    |                    |                    |                    |                    |                    |                    |                    |
| الدقة                                         | الدقة | 720p FaceTime HD | 720p FaceTime HD | 720p FaceTime HD | 720p FaceTime HD | 720p FaceTime HD | 720p FaceTime HD | 720p FaceTime HD | 720p FaceTime HD | 720p FaceTime HD | 720p FaceTime HD | 720p FaceTime HD | 720p FaceTime HD | 720p FaceTime HD | 720p FaceTime HD | 720p FaceTime HD | 720p FaceTime HD | 720p FaceTime HD | 720p FaceTime HD |                                                               |                                                                            |                                                                            |                                                                            |                                                                            |                    |                    |                    |                    |                    |                    |                    |                    |
| الاتصال                                       | | | | | | | | | | | | | | | | | | | |                                                               |                                                                            |                                                                            |                                                                            |                                                                            |                    |                    |                    |                    |                    |                    |                    |                    |
| Wi-Fi (802.11)                                | Wi-Fi (802.11) | Wi-Fi 5 (802.11a/b/g/n/ac) | Wi-Fi 5 (802.11a/b/g/n/ac) | Wi-Fi 5 (802.11a/b/g/n/ac) | Wi-Fi 5 (802.11a/b/g/n/ac) | Wi-Fi 5 (802.11a/b/g/n/ac) | Wi-Fi 5 (802.11a/b/g/n/ac) | Wi-Fi 5 (802.11a/b/g/n/ac) | Wi-Fi 5 (802.11a/b/g/n/ac) | Wi-Fi 5 (802.11a/b/g/n/ac) | Wi-Fi 5 (802.11a/b/g/n/ac) | Wi-Fi 5 (802.11a/b/g/n/ac) | Wi-Fi 5 (802.11a/b/g/n/ac) | Wi-Fi 5 (802.11a/b/g/n/ac) | Wi-Fi 5 (802.11a/b/g/n/ac) | Wi-Fi 5 (802.11a/b/g/n/ac) | Wi-Fi 5 (802.11a/b/g/n/ac) | Wi-Fi 5 (802.11a/b/g/n/ac) | Wi-Fi 5 (802.11a/b/g/n/ac) |                                                               |                                                                            |                                                                            |                                                                            |                                                                            |                    |                    |                    |                    |                    |                    |                    |                    |
| أقصى سرعة لـ Wi-Fi                            | أقصى سرعة لـ Wi-Fi | 0.866 جيجابت/ثانية | 0.866 جيجابت/ثانية | 0.866 جيجابت/ثانية | 0.866 جيجابت/ثانية | 0.866 جيجابت/ثانية | 0.866 جيجابت/ثانية | 0.866 جيجابت/ثانية | 0.866 جيجابت/ثانية | 0.866 جيجابت/ثانية | 0.866 جيجابت/ثانية | 0.866 جيجابت/ثانية | 0.866 جيجابت/ثانية | 0.866 جيجابت/ثانية | 0.866 جيجابت/ثانية | 0.866 جيجابت/ثانية | 0.866 جيجابت/ثانية | 0.866 جيجابت/ثانية | 0.866 جيجابت/ثانية |                                                               |                                                                            |                                                                            |                                                                            |                                                                            |                    |                    |                    |                    |                    |                    |                    |                    |
| بلوتوث                                        | بلوتوث | بلوتوث 4.2 | بلوتوث 4.2 | بلوتوث 4.2 | بلوتوث 4.2 | بلوتوث 4.2 | بلوتوث 4.2 | بلوتوث 4.2 | بلوتوث 5.0 | بلوتوث 5.0 | بلوتوث 5.0 | بلوتوث 5.0 | بلوتوث 5.0 | بلوتوث 5.0 | بلوتوث 5.0 | بلوتوث 5.0 | بلوتوث 5.0 | بلوتوث 5.0 | بلوتوث 5.0 |                                                               |                                                                            |                                                                            |                                                                            |                                                                            |                    |                    |                    |                    |                    |                    |                    |                    |
| منفذ HDMI                                     | منفذ HDMI | لا | لا | لا | لا | لا | لا | لا | لا | لا | لا | لا | لا | لا | لا | لا | لا | لا | لا | لا                                                            | لا                                                                         | لا                                                                         | لا                                                                         | لا                                                                         | لا                 | لا                 | لا                 | لا                 | لا                 | لا                 | لا                 | لا                 |
| فتحة بطاقة SDXC                               | فتحة بطاقة SDXC | لا | لا | لا | لا | لا | لا | لا | لا | لا | لا | لا | لا | لا | لا | لا | لا | لا | لا | لا                                                            | لا                                                                         | لا                                                                         | لا                                                                         | لا                                                                         | لا                 | لا                 | لا                 | لا                 | لا                 | لا                 | لا                 | لا                 |
| منفذ USB-C/Thunderbolt                        | منفذ USB-C/Thunderbolt | منفذا منفذ الصاعقة 3 النمط سي من الناقل التسلسلي العام يدعمان الشحن وبروتوكولات منفذ العرض وغيرها | أربعة منافذ منفذ الصاعقة 3 النمط سي من الناقل التسلسلي العام، منفذان على الجانب الأيسر لأداء كامل، يدعمان الشحن وبروتوكولات منفذ العرض وغيرها                                              | أربعة منافذ منفذ الصاعقة 3 النمط سي من الناقل التسلسلي العام تدعم الشحن وبروتوكولات منفذ العرض وغيرها                                                                                           | منفذا منفذ الصاعقة 3 النمط سي من الناقل التسلسلي العام يدعمان الشحن وبروتوكولات منفذ العرض وغيرها                                                                                     | منفذا منفذ الصاعقة 3 النمط سي من الناقل التسلسلي العام يدعمان الشحن وبروتوكولات منفذ العرض وغيرها | أربعة منافذ منفذ الصاعقة 3 النمط سي من الناقل التسلسلي العام، منفذان على الجانب الأيسر لأداء كامل، يدعمان الشحن وبروتوكولات منفذ العرض وغيرها                                              | أربعة منافذ منفذ الصاعقة 3 النمط سي من الناقل التسلسلي العام تدعم الشحن وبروتوكولات منفذ العرض وغيرها                                                                                           | أربعة منافذ منفذ الصاعقة 3 النمط سي من الناقل التسلسلي العام تدعم الشحن وبروتوكولات منفذ العرض وغيرها                                                                                    | أربعة منافذ منفذ الصاعقة 3 النمط سي من الناقل التسلسلي العام تدعم الشحن وبروتوكولات منفذ العرض وغيرها                                                                                           | منفذا منفذ الصاعقة 3 النمط سي من الناقل التسلسلي العام يدعمان الشحن وبروتوكولات منفذ العرض وغيرها                                                                                     | منفذا منفذ الصاعقة 3 النمط سي من الناقل التسلسلي العام يدعمان الشحن وبروتوكولات منفذ العرض وغيرها                                                                                     | أربعة منافذ منفذ الصاعقة 3 النمط سي من الناقل التسلسلي العام تدعم الشحن وبروتوكولات منفذ العرض وغيرها                                                                                 | أربعة منافذ منفذ الصاعقة 3 النمط سي من الناقل التسلسلي العام تدعم الشحن وبروتوكولات منفذ العرض وغيرها                                                       | أربعة منافذ منفذ الصاعقة 3 النمط سي من الناقل التسلسلي العام تدعم الشحن وبروتوكولات منفذ العرض وغيرها                                                                                    | أربعة منافذ منفذ الصاعقة 3 النمط سي من الناقل التسلسلي العام تدعم الشحن وبروتوكولات منفذ العرض وغيرها                                                                                           | أربعة منافذ منفذ الصاعقة 3 النمط سي من الناقل التسلسلي العام تدعم الشحن وبروتوكولات منفذ العرض وغيرها                                                                                           | أربعة منافذ منفذ الصاعقة 3 النمط سي من الناقل التسلسلي العام تدعم الشحن وبروتوكولات منفذ العرض وغيرها                                                                                           | أربعة منافذ منفذ الصاعقة 3 النمط سي من الناقل التسلسلي العام تدعم الشحن وبروتوكولات منفذ العرض وغيرها                                                                                           |                                                               |                                                                            |                                                                            |                                                                            |                                                                            |                    |                    |                    |                    |                    |                    |                    |                    |
| سرعة النقل                                    | سرعة النقل | حتى 40 جيجابت/ثانية (منفذ الصاعقة 3) حتى 10 جيجابت/ثانية (USB 3.1 Gen 2) | حتى 40 جيجابت/ثانية (منفذ الصاعقة 3) حتى 10 جيجابت/ثانية (USB 3.1 Gen 2) | حتى 40 جيجابت/ثانية (منفذ الصاعقة 3) حتى 10 جيجابت/ثانية (USB 3.1 Gen 2) | حتى 40 جيجابت/ثانية (منفذ الصاعقة 3) حتى 10 جيجابت/ثانية (USB 3.1 Gen 2) | حتى 40 جيجابت/ثانية (منفذ الصاعقة 3) حتى 10 جيجابت/ثانية (USB 3.1 Gen 2) | حتى 40 جيجابت/ثانية (منفذ الصاعقة 3) حتى 10 جيجابت/ثانية (USB 3.1 Gen 2) | حتى 40 جيجابت/ثانية (منفذ الصاعقة 3) حتى 10 جيجابت/ثانية (USB 3.1 Gen 2) | حتى 40 جيجابت/ثانية (منفذ الصاعقة 3) حتى 10 جيجابت/ثانية (USB 3.1 Gen 2) | حتى 40 جيجابت/ثانية (منفذ الصاعقة 3) حتى 10 جيجابت/ثانية (USB 3.1 Gen 2) | حتى 40 جيجابت/ثانية (منفذ الصاعقة 3) حتى 10 جيجابت/ثانية (USB 3.1 Gen 2) | حتى 40 جيجابت/ثانية (منفذ الصاعقة 3) حتى 10 جيجابت/ثانية (USB 3.1 Gen 2) | حتى 40 جيجابت/ثانية (منفذ الصاعقة 3) حتى 10 جيجابت/ثانية (USB 3.1 Gen 2) | حتى 40 جيجابت/ثانية (منفذ الصاعقة 3) حتى 10 جيجابت/ثانية (USB 3.1 Gen 2)                                                                                    | حتى 40 جيجابت/ثانية (منفذ الصاعقة 3) حتى 10 جيجابت/ثانية (USB 3.1 Gen 2) | حتى 40 جيجابت/ثانية (منفذ الصاعقة 3) حتى 10 جيجابت/ثانية (USB 3.1 Gen 2) | حتى 40 جيجابت/ثانية (منفذ الصاعقة 3) حتى 10 جيجابت/ثانية (USB 3.1 Gen 2) | حتى 40 جيجابت/ثانية (منفذ الصاعقة 3) حتى 10 جيجابت/ثانية (USB 3.1 Gen 2) | حتى 40 جيجابت/ثانية (منفذ الصاعقة 3) حتى 10 جيجابت/ثانية (USB 3.1 Gen 2) |                                                               |                                                                            |                                                                            |                                                                            |                                                                            |                    |                    |                    |                    |                    |                    |                    |                    |
| دعم eGPU                                      | دعم eGPU | نعم | نعم | نعم | نعم | نعم | نعم | نعم | نعم | نعم | نعم | نعم | نعم | نعم | نعم | نعم | نعم | نعم | نعم | نعم                                                           | نعم                                                                        | نعم                                                                        | نعم                                                                        | نعم                                                                        | نعم                | نعم                | نعم                | نعم                | نعم                | نعم                | نعم                | نعم                |
| دعم الشاشات الخارجية                          | | | | | | | | | | | | | | | | | | | |                                                               |                                                                            |                                                                            |                                                                            |                                                                            |                    |                    |                    |                    |                    |                    |                    |                    |
| الحد الأقصى للشاشات                           | 2 | 2 | 4 | 2 | 2 | 2 | 4 | 2 | 4 | 2 | 2 | 2 | 2 | 2 | 4 | 4 | 4 | 4 | |                                                               |                                                                            |                                                                            |                                                                            |                                                                            |                    |                    |                    |                    |                    |                    |                    |                    |
| الحد الأقصى لتركيبة شاشة واحدة                | - 5K عند 60 هرتز بدقة 10 بت | - 5K عند 60 هرتز بدقة 10 بت | — | — | — | - 5K عند 60 هرتز بدقة 10 بت | - 5K عند 60 هرتز بدقة 10 بت | - 5K عند 60 هرتز بدقة 10 بت | — | — | — | - 5K عند 60 هرتز بدقة 10 بت | — | — | — | — | - 5K عند 60 هرتز بدقة 10 بت | - 5K عند 60 هرتز بدقة 10 بت | - 5K عند 60 هرتز بدقة 10 بت | - 5K عند 60 هرتز بدقة 10 بت                                   | - 5K عند 60 هرتز بدقة 10 بت                                                | —                                                                          | —                                                                          | —                                                                          | —                  |                    |                    |                    |                    |                    |                    |                    |
| الحد الأقصى لتركيبة شاشتين                    | - 2 × 4K UHD عند 60 هرتز بدقة 10 بت، أو - 2 × 4K DCI عند 60 هرتز بدقة 8 بت | - 2 × 4K UHD عند 60 هرتز بدقة 10 بت، أو - 2 × 4K DCI عند 60 هرتز بدقة 8 بت | - 2 × 5K عند 60 هرتز بدقة 10 بت | - 2 × 4K UHD عند 60 هرتز بدقة 10 بت، أو - 2 × 4K DCI عند 60 هرتز بدقة 8 بت | - 2 × 4K UHD عند 60 هرتز بدقة 10 بت، أو - 2 × 4K DCI عند 60 هرتز بدقة 8 بت | - 2 × 4K UHD عند 60 هرتز بدقة 10 بت، أو - 2 × 4K DCI عند 60 هرتز بدقة 8 بت | - 2 × 5K عند 60 هرتز بدقة 10 بت | - 2 × 4K UHD عند 60 هرتز بدقة 10 بت، أو - 2 × 4K DCI عند 60 هرتز بدقة 8 بت | - 2 × 5K عند 60 هرتز بدقة 10 بت | - 2 × 4K UHD عند 60 هرتز بدقة 10 بت، أو - 2 × 4K DCI عند 60 هرتز بدقة 8 بت | - 2 × 4K UHD عند 60 هرتز بدقة 10 بت، أو - 2 × 4K DCI عند 60 هرتز بدقة 8 بت | - 2 × 4K UHD عند 60 هرتز بدقة 10 بت، أو - 2 × 4K DCI عند 60 هرتز بدقة 8 بت | - 2 × 4K UHD عند 60 هرتز بدقة 10 بت، أو - 2 × 4K DCI عند 60 هرتز بدقة 8 بت | - 2 × 4K UHD عند 60 هرتز بدقة 10 بت، أو - 2 × 4K DCI عند 60 هرتز بدقة 8 بت                                                                                  | - 2 × 5K عند 60 هرتز بدقة 10 بت | - 2 × 5K عند 60 هرتز بدقة 10 بت | - 2 × 5K عند 60 هرتز بدقة 10 بت | - 2 × 5K عند 60 هرتز بدقة 10 بت | |                                                               |                                                                            |                                                                            |                                                                            |                                                                            |                    |                    |                    |                    |                    |                    |                    |                    |
| الحد الأقصى لتركيبة أربع شاشات                | — | — | — | — | - 4 × 4K UHD عند 60 هرتز بدقة 10 بت، أو - 4 × 4K DCI عند 60 هرتز بدقة 8 بت | — | — | — | — | — | - 4 × 4K UHD عند 60 هرتز بدقة 10 بت، أو - 4 × 4K DCI عند 60 هرتز بدقة 8 بت | — | — | — | - 4 × 4K UHD عند 60 هرتز بدقة 10 بت، أو - 4 × 4K DCI عند 60 هرتز بدقة 8 بت | — | — | — | — | —                                                             | - 4 × 4K UHD عند 60 هرتز بدقة 10 بت، أو - 4 × 4K DCI عند 60 هرتز بدقة 8 بت | - 4 × 4K UHD عند 60 هرتز بدقة 10 بت، أو - 4 × 4K DCI عند 60 هرتز بدقة 8 بت | - 4 × 4K UHD عند 60 هرتز بدقة 10 بت، أو - 4 × 4K DCI عند 60 هرتز بدقة 8 بت | - 4 × 4K UHD عند 60 هرتز بدقة 10 بت، أو - 4 × 4K DCI عند 60 هرتز بدقة 8 بت |                    |                    |                    |                    |                    |                    |                    |                    |
| الطاقة                                        | | | | | | | | | | | | | | | | | | | |                                                               |                                                                            |                                                                            |                                                                            |                                                                            |                    |                    |                    |                    |                    |                    |                    |                    |
| البطارية                                      | البطارية | 11.4 فولت 54.5 واط/ساعة (4780 مللي أمبير/ساعة) | 11.41 فولت 49.2 واط/ساعة (4310 مللي أمبير/ساعة) | 11.4 فولت 54.5 واط/ساعة (6667 مللي أمبير/ساعة) | 11.4 فولت 76 واط/ساعة (4780 مللي أمبير/ساعة) | 11.4 فولت 76 واط/ساعة (4780 مللي أمبير/ساعة) | 11.41 فولت 49.2 واط/ساعة (4310 مللي أمبير/ساعة) | 11.4 فولت 54.5 واط/ساعة (6667 مللي أمبير/ساعة) | 11.47 فولت 58 واط/ساعة (5083 مللي أمبير/ساعة) | 11.40 فولت 83.6 واط/ساعة (7336 مللي أمبير/ساعة) | 11.4 فولت 58.2 واط/ساعة (5152 مللي أمبير/ساعة) مع 1000 دورة شحن | 11.4 فولت 58.2 واط/ساعة (5152 مللي أمبير/ساعة) مع 1000 دورة شحن | 11.47 فولت 58 واط/ساعة (5083 مللي أمبير/ساعة) | 11.47 فولت 58 واط/ساعة (5083 مللي أمبير/ساعة) | 11.47 فولت 58 واط/ساعة (5083 مللي أمبير/ساعة) | 11.40 فولت 83.6 واط/ساعة (7336 مللي أمبير/ساعة) | 11.40 فولت 83.6 واط/ساعة (7336 مللي أمبير/ساعة) | 11.40 فولت 83.6 واط/ساعة (7336 مللي أمبير/ساعة) | 11.40 فولت 83.6 واط/ساعة (7336 مللي أمبير/ساعة) |                                                               |                                                                            |                                                                            |                                                                            |                                                                            |                    |                    |                    |                    |                    |                    |                    |                    |
| محول الطاقة                                   | محول الطاقة | 61 واط USB-C | 61 واط USB-C | 87 واط النمط سي من الناقل التسلسلي العام | 61 واط USB-C | 61 واط USB-C | 61 واط USB-C | 87 واط النمط سي من الناقل التسلسلي العام | 61 واط USB-C | 87 واط النمط سي من الناقل التسلسلي العام | 61 واط USB-C | 61 واط USB-C | 61 واط USB-C | 61 واط USB-C | 61 واط USB-C | 87 واط النمط سي من الناقل التسلسلي العام | 87 واط النمط سي من الناقل التسلسلي العام | 87 واط النمط سي من الناقل التسلسلي العام | 87 واط النمط سي من الناقل التسلسلي العام |                                                               |                                                                            |                                                                            |                                                                            |                                                                            |                    |                    |                    |                    |                    |                    |                    |                    |
| طريقة الشحن                                   | طريقة الشحن | منافذ USB-C | منافذ USB-C | منافذ USB-C | منافذ USB-C | منافذ USB-C | منافذ USB-C | منافذ USB-C | منافذ USB-C | منافذ USB-C | منافذ USB-C | منافذ USB-C | | | | | | | |                                                               |                                                                            |                                                                            |                                                                            |                                                                            |                    |                    |                    |                    |                    |                    |                    |                    |
| الأبعاد                                       | | | | | | | | | | | | | | | | | | | |                                                               |                                                                            |                                                                            |                                                                            |                                                                            |                    |                    |                    |                    |                    |                    |                    |                    |
| الارتفاع                                      | الارتفاع | 0.59 بوصة (1.5 سـم) | 0.59 بوصة (1.5 سـم) | 0.61 بوصة (1.5 سـم) | 0.59 بوصة (1.5 سـم) | 0.59 بوصة (1.5 سـم) | 0.59 بوصة (1.5 سـم) | 0.61 بوصة (1.5 سـم) | 0.59 بوصة (1.5 سـم) | 0.61 بوصة (1.5 سـم) | 0.59 بوصة (1.5 سـم) | 0.59 بوصة (1.5 سـم) | 0.59 بوصة (1.5 سـم) | 0.59 بوصة (1.5 سـم) | 0.59 بوصة (1.5 سـم) | 0.61 بوصة (1.5 سـم) | 0.61 بوصة (1.5 سـم) | 0.61 بوصة (1.5 سـم) | 0.61 بوصة (1.5 سـم) |                                                               |                                                                            |                                                                            |                                                                            |                                                                            |                    |                    |                    |                    |                    |                    |                    |                    |
| العرض                                         | العرض | 11.97 بوصة (30.4 سـم) | 11.97 بوصة (30.4 سـم) | 13.75 بوصة (34.9 سـم) | 11.97 بوصة (30.4 سـم) | 11.97 بوصة (30.4 سـم) | 11.97 بوصة (30.4 سـم) | 13.75 بوصة (34.9 سـم) | 11.97 بوصة (30.4 سـم) | 13.75 بوصة (34.9 سـم) | 11.97 بوصة (30.4 سـم) | 11.97 بوصة (30.4 سـم) | 11.97 بوصة (30.4 سـم) | 11.97 بوصة (30.4 سـم) | 11.97 بوصة (30.4 سـم) | 13.75 بوصة (34.9 سـم) | 13.75 بوصة (34.9 سـم) | 13.75 بوصة (34.9 سـم) | 13.75 بوصة (34.9 سـم) |                                                               |                                                                            |                                                                            |                                                                            |                                                                            |                    |                    |                    |                    |                    |                    |                    |                    |
| العمق                                         | العمق | 8.36 بوصة (21.2 سـم) | 8.36 بوصة (21.2 سـم) | 9.48 بوصة (24.1 سـم) | 8.36 بوصة (21.2 سـم) | 8.36 بوصة (21.2 سـم) | 8.36 بوصة (21.2 سـم) | 9.48 بوصة (24.1 سـم) | 8.36 بوصة (21.2 سـم) | 9.48 بوصة (24.1 سـم) | 8.36 بوصة (21.2 سـم) | 8.36 بوصة (21.2 سـم) | 8.36 بوصة (21.2 سـم) | 8.36 بوصة (21.2 سـم) | 8.36 بوصة (21.2 سـم) | 9.48 بوصة (24.1 سـم) | 9.48 بوصة (24.1 سـم) | 9.48 بوصة (24.1 سـم) | 9.48 بوصة (24.1 سـم) |                                                               |                                                                            |                                                                            |                                                                            |                                                                            |                    |                    |                    |                    |                    |                    |                    |                    |
| الوزن                                         | الوزن | الوزن | 3.02 رطل (1.37 كـغ) | 3.02 رطل (1.37 كـغ) | 4.02 رطل (1.82 كـغ) | 3.02 رطل (1.37 كـغ) | 3.02 رطل (1.37 كـغ) | 3.02 رطل (1.37 كـغ) | 4.02 رطل (1.82 كـغ) | 3.02 رطل (1.37 كـغ) | 4.02 رطل (1.82 كـغ) | 3.02 رطل (1.37 كـغ) | 3.02 رطل (1.37 كـغ) | 3.02 رطل (1.37 كـغ) | 3.02 رطل (1.37 كـغ) | 3.02 رطل (1.37 كـغ) | 4.02 رطل (1.82 كـغ) | 4.02 رطل (1.82 كـغ) | 4.02 رطل (1.82 كـغ) | 4.02 رطل (1.82 كـغ)                                           |                                                                            |                                                                            |                                                                            |                                                                            |                    |                    |                    |                    |                    |                    |                    |                    |
| إجمالي انبعاثات غازات الاحتباس الحراري        | إجمالي انبعاثات غازات الاحتباس الحراري | إجمالي انبعاثات غازات الاحتباس الحراري | 321 كجم CO2e (256 جيجابايت تخزين) | 344 كجم CO2e (256 جيجابايت تخزين) | 461 كجم CO2e (256 جيجابايت تخزين) | 302 كجم CO2e (128 جيجابايت تخزين) | 319 كجم CO2e (256 جيجابايت تخزين) | 336 كجم CO2e (256 جيجابايت تخزين) | 449 كجم CO2e (256 جيجابايت تخزين) | 273 كجم CO2e (256 جيجابايت تخزين) | 366 كجم CO2e (6-core CPU, 256 جيجابايت تخزين) | 210 كجم CO2e (128 جيجابايت تخزين) | 229 كجم CO2e (256 جيجابايت تخزين) | 247 كجم CO2e (256 جيجابايت تخزين) | 247 كجم CO2e (512 جيجابايت تخزين) | [بيانات ناقصة] | 334 كجم CO2e (6-core CPU, 256 جيجابايت تخزين) | 354 كجم CO2e (8-core CPU, 512 جيجابايت تخزين) | [بيانات ناقصة] | [بيانات ناقصة]                                                |                                                                            |                                                                            |                                                                            |                                                                            |                    |                    |                    |                    |                    |                    |                    |                    |
| تفاصيل النموذج                                | | | | | | | | | | | | | | | | | | | |                                                               |                                                                            |                                                                            |                                                                            |                                                                            |                    |                    |                    |                    |                    |                    |                    |                    |
| رقم النموذج                                   | رقم النموذج | A1708 | A1706 | A1707 | A1708 | A1708 | A1706 | A1707 | A1989 | A1990 | A2159 | A2159 | A1989 | A1989 | A1989 | A1990 | A1990 | A1990 | A1990 |                                                               |                                                                            |                                                                            |                                                                            |                                                                            |                    |                    |                    |                    |                    |                    |                    |                    |
| سلاسل الأجهزة                                 | سلاسل الأجهزة | ماك بوكبرو13,1 | ماك بوكبرو13,2 | ماك بوكبرو13,3 | ماك بوكبرو14,1 | ماك بوكبرو14,1 | ماك بوكبرو14,2 | ماك بوكبرو14,3 | ماك بوكبرو15,2 | ماك بوكبرو15,1 | ماك بوكبرو15,4 | ماك بوكبرو15,4 | ماك بوكبرو15,2 | ماك بوكبرو15,2 | ماك بوكبرو15,2 | ماك بوكبرو15,1 | ماك بوكبرو15,1 | ماك بوكبرو15,1 | ماك بوكبرو15,1 |                                                               |                                                                            |                                                                            |                                                                            |                                                                            |                    |                    |                    |                    |                    |                    |                    |                    |
| رقم الجزء/الطلب (رمادي فضائي أولاً، فضي أخيرًا) | رقم الجزء/الطلب (رمادي فضائي أولاً، فضي أخيرًا) | MLL42, MLUQ2 | MLH12, MLVP2 | MHL32, MLW72 | MPXQ2, MPXR2 | MPXT2, MPXU2 | MPXV2, MPXX2 | MPTR2, MPTU2 | MR9Q2, MR9U2 | MV932, MV962 | MUHN2, MUHQ2 | MUHP2, MUHR2 | MV962, MV992 | MV972, MV9A2 | MV982, Build-to-order (Silver) | MV902, MV922 | MV912, MV932 | MV942, Build-to-order (Silver) | MV952, Build-to-order (Silver) |                                                               |                                                                            |                                                                            |                                                                            |                                                                            |                    |                    |                    |                    |                    |                    |                    |                    |
| الجدول الزمني                                 | | | | | | | | | | | | | | | | | | | |                                                               |                                                                            |                                                                            |                                                                            |                                                                            |                    |                    |                    |                    |                    |                    |                    |                    |
| تاريخ الإعلان                                 | تاريخ الإعلان | 27 أكتوبر 2016 | 27 أكتوبر 2016 | 27 أكتوبر 2016 | 5 يونيو 2017 | 5 يونيو 2017 | 5 يونيو 2017 | 5 يونيو 2017 | 12 يوليو 2018 | 12 يوليو 2018 | 9 يوليو 2019 | 9 يوليو 2019 | 21 مايو 2019 | 21 مايو 2019 | 21 مايو 2019 | 21 مايو 2019 | 21 مايو 2019 | 21 مايو 2019 | 21 مايو 2019 |                                                               |                                                                            |                                                                            |                                                                            |                                                                            |                    |                    |                    |                    |                    |                    |                    |                    |
| تاريخ الإصدار                                 | تاريخ الإصدار | 27 أكتوبر 2016 | 12 نوفمبر 2016 | 12 نوفمبر 2016 | 5 يونيو 2017 | 5 يونيو 2017 | 5 يونيو 2017 | 5 يونيو 2017 | 12 يوليو 2018 | 12 يوليو 2018 | 9 يوليو 2019 | 9 يوليو 2019 | 21 مايو 2019 | 21 مايو 2019 | 21 مايو 2019 | 21 مايو 2019 | 21 مايو 2019 | 21 مايو 2019 | 21 مايو 2019 |                                                               |                                                                            |                                                                            |                                                                            |                                                                            |                    |                    |                    |                    |                    |                    |                    |                    |
| تاريخ الإيقاف                                 | تاريخ الإيقاف | 5 يونيو 2017 | 5 يونيو 2017 | 5 يونيو 2017 | 9 يوليو 2019 | 9 يوليو 2019 | 12 يوليو 2018 | 12 يوليو 2018 | 21 مايو 2019 | 21 مايو 2019 | 4 مايو 2020 | 4 مايو 2020 | 4 مايو 2020 | 4 مايو 2020 | 4 مايو 2020 | 13 نوفمبر 2019 | 13 نوفمبر 2019 | 13 نوفمبر 2019 | 13 نوفمبر 2019 |                                                               |                                                                            |                                                                            |                                                                            |                                                                            |                    |                    |                    |                    |                    |                    |                    |                    |
| تاريخ عدم الدعم                               | تاريخ عدم الدعم | إصلاحات أمان فقط، إنهاء الدعم | إصلاحات أمان فقط، إنهاء الدعم | إصلاحات أمان فقط، إنهاء الدعم | إصلاحات أمان فقط | إصلاحات أمان فقط | إصلاحات أمان فقط | إصلاحات أمان فقط | مدعوم | مدعوم | مدعوم | مدعوم | مدعوم | مدعوم | مدعوم | مدعوم | مدعوم | مدعوم | مدعوم |                                                               |                                                                            |                                                                            |                                                                            |                                                                            |                    |                    |                    |                    |                    |                    |                    |                    |

### مراجعة لوحة المفاتيح

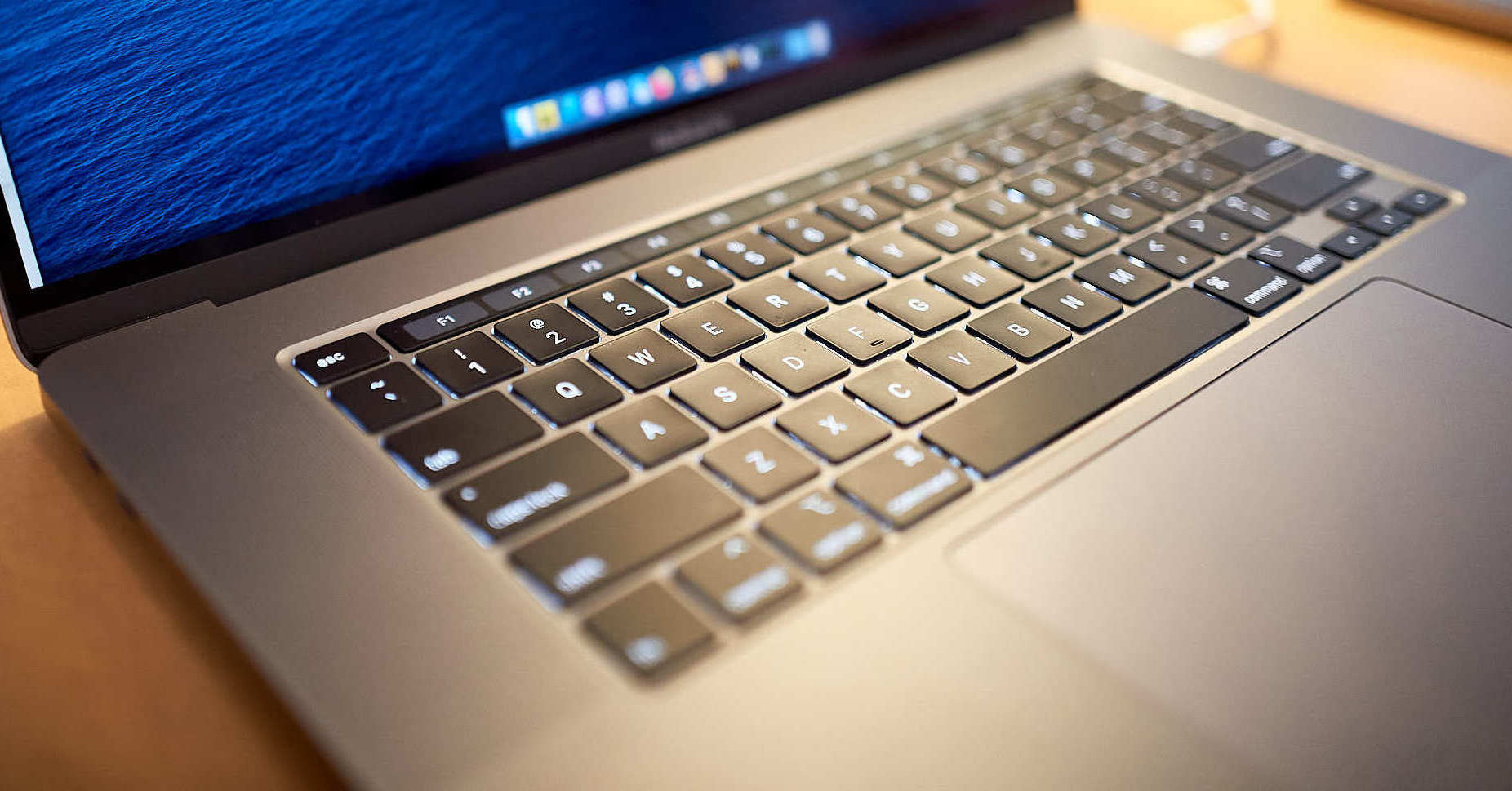
ماك بوك برو (16 بوصة، 2019)